# Interstate 90
Pour les articles homonymes, voir Route 90.
L'Interstate 90 (I-90) est une autoroute transcontinentale ouest–est et la plus longue autoroute inter-États des États-Unis avec 3 021 miles (4 862 km). Elle débute à Seattle, Washington et traverse le Nord-ouest, les Rocheuses, les Grandes Plaines, le Midwest et le Nord-est pour se terminer à Boston, Massachusetts. L'autoroute dessert 13 états et possède 16 autoroutes auxiliaires, principalement dans des grandes villes dont Chicago, Cleveland, Buffalo et Rochester.
L'I-90 débute à la SR 519 à Seattle et traverse la chaîne des Cascades dans l'État de Washington ainsi que les Rocheuses au Montana. Elle traverse ensuite les Grandes plaines vers le sud-est en traversant le Wisconsin et la région métropolitaine de Chicago en longeant la rive sud du Lac Michigan. L'autoroute continue à travers l'Indiana et suit la rive sud du Lac Érié à travers l'Ohio et la Pennsylvanie jusqu'à Buffalo. L'I-90 traverse l'État de New York en suivant le Canal Érié historique. Elle entre au Massachusetts et atteint son terminus est à la Route 1A près de l'Aéroport international Logan de Boston.
L'autoroute a été établie par la Federal-Aid Highway Act de 1956 afin de remplacer une série de U.S. routes existantes qui avaient elles-mêmes été précédées de routes locales au début du XXe siècle. L'I-90 a été numérotée en 1957, reflétant son statut de route transcontinentale la plus au nord du système. Les travaux ont été réalisés en plusieurs segments.
La route incorpore plusieurs routes à péage qui ont précédé l'implantation du système des Interstates, incluant la Jane Addams Memorial Tollway, la Indiana Toll Road, le Ohio Turnpike, le New York State Thruway et le Massachusetts Turnpike. Ces routes ont ouvert dans les années 1950 et ont été suivies par des segments gratuits en Pennsylvanie et au Wisconsin qui ont été complétés dans les années 1960. Les segments de l'I-90 du Midwest ont été terminés en 1978 et la majorité de la route entre Seattle et le Dakota du Sud était ouverte en 1987. La section finale, près du terminus ouest à Seattle, a ouvert en 1993 et un prolongement à l'est à Boston est complété en 2003.

## Description du tracé
|       | mi       | km       |
| ----- | -------- | -------- |
| WA    | 296,92   | 477,85   |
| ID    | 73,55    | 118,37   |
| MT    | 552,46   | 889,10   |
| WY    | 208,80   | 336,03   |
| SD    | 412,76   | 664,27   |
| MN    | 275,70   | 443,70   |
| WI    | 108,61   | 174,79   |
| IL    | 123,89   | 199,38   |
| IN    | 156,28   | 251,51   |
| OH    | 244,75   | 393,89   |
| PA    | 46,30    | 74,51    |
| NY    | 385,48   | 620,37   |
| MA    | 135,72   | 218,42   |
| Total | 3 021,22 | 4 862,18 |

Selon des données de 2011 de la Federal Highway Administration, la section la plus achalandée de l'I-90 se trouve dans la région de Chicago, où une moyenne de 306 574 véhicules empruntent l'autoroute quotidiennement. À l'inverse, le plus bas débit journalier moyen annuel est observé au Wyoming, où une moyenne de 9 820 véhicules empruntent les segments ruraux de l'autoroute.

### Washington

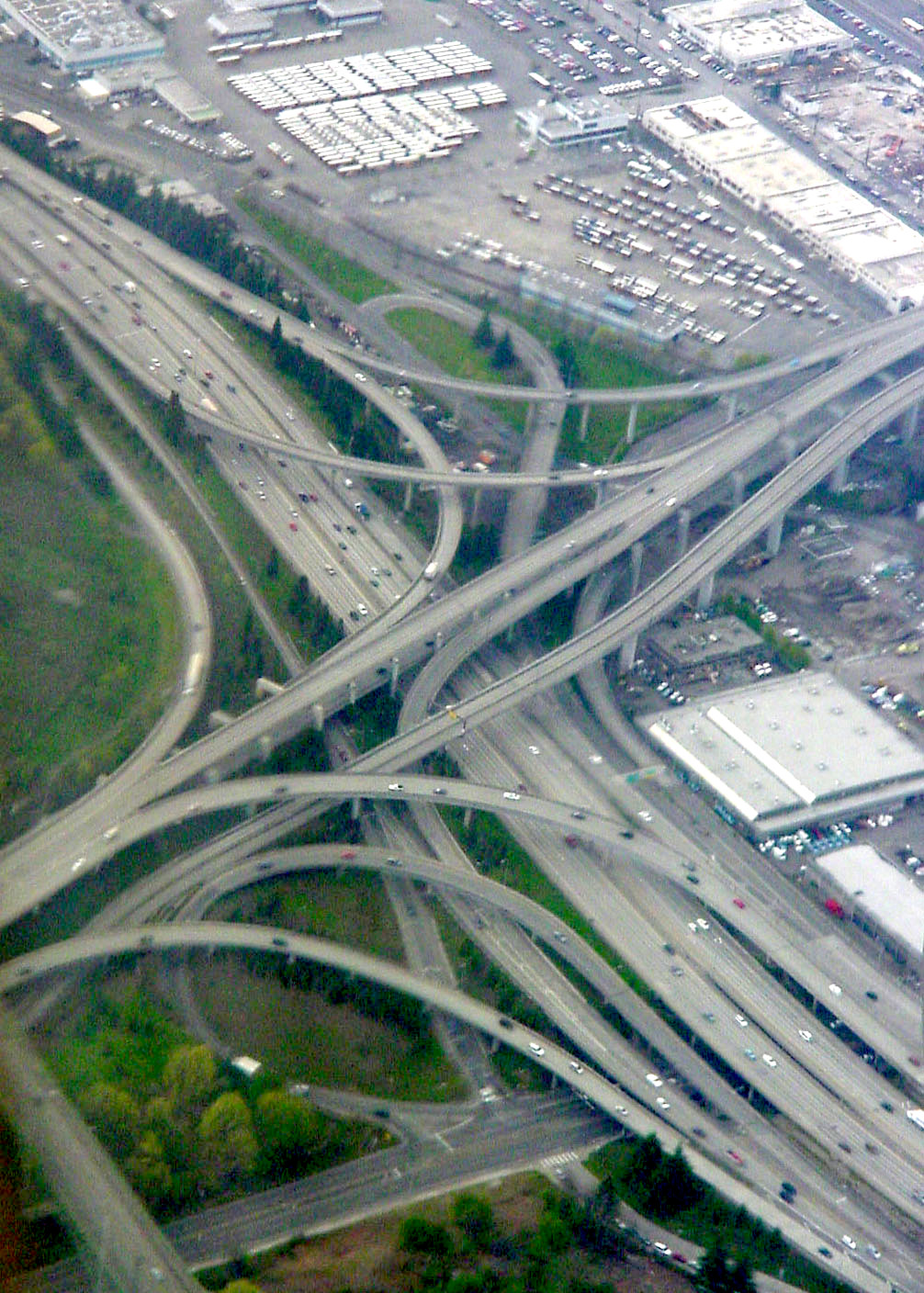
Intersection de l'Interstate 5 avec l'Interstate 90 à Seattle.

Le terminus ouest de l'I-90 est à la jonction avec la SR 519 et 4th Avenue South dans le quartier SoDo de Seattle. La jonction est au sud du centre-ville de Seattle, près du Port de Seattle et de deux stades importants, le Lumen Field et le T-Mobile Park. L'autoroute se dirige vers l'est et atteint rapidement l'I-5 avant de passer dans le Mount Baker Ridge Tunnel avec une ligne de tramway. L'I-90 ressort du tunnel sur des ponts flottants, parmi les plus longs du genre.
Les ponts flottants traversent le Lac Washington pour atteindre Mercer Island, où l'I-90 passe par une série de tunnels sous une étendue constituée de parc. L'autoroute continue depuis l'île et entre à Bellevue, la plus grande ville de la région de l'Eastside. Elle y croise l'I-405 près de Factoria. L'I-90 longe ensuite le Lac Sammamish et passe par Issaquah alors qu'elle quitte la région métropolitaine de Seattle et grimpe dans la Chaîne des Cascades. L'autoroute passe par Snoqualmie Pass, à 3 022 pieds (921 m) d'altitude, au sommet de la montagne, près d'un centre de ski.
Depuis Snoqualmie Pass, l'I-90 suit la rivière Yakima dans la vallée de Kittitas et croise l'I-82 à Ellensburg après un bref multiplex avec la US 97. L'autoroute traverse le fleuve Columbia et se dirige vers le nord-est afin de grimper les falaises du Plateau de Columbia près de George. Après avoir passé par Moses Lake et les alentours agricoles, l'I-90 entamme un long multiplex avec la US 395 à Ritzville alors qu'elle tourne au nord-est en direction de Spokane. L'I-90 / US 395 est jointe par la US 2 à travers l'ouest de Spokane, où elle croise la US 195. L'autoroute traverse le centre-ville de Spokane sur un viaduc surélevé et se sépare de la US 2 et de la US 395 pour continuer vers l'est en direction de la frontière avec l'Idaho.

### Idaho

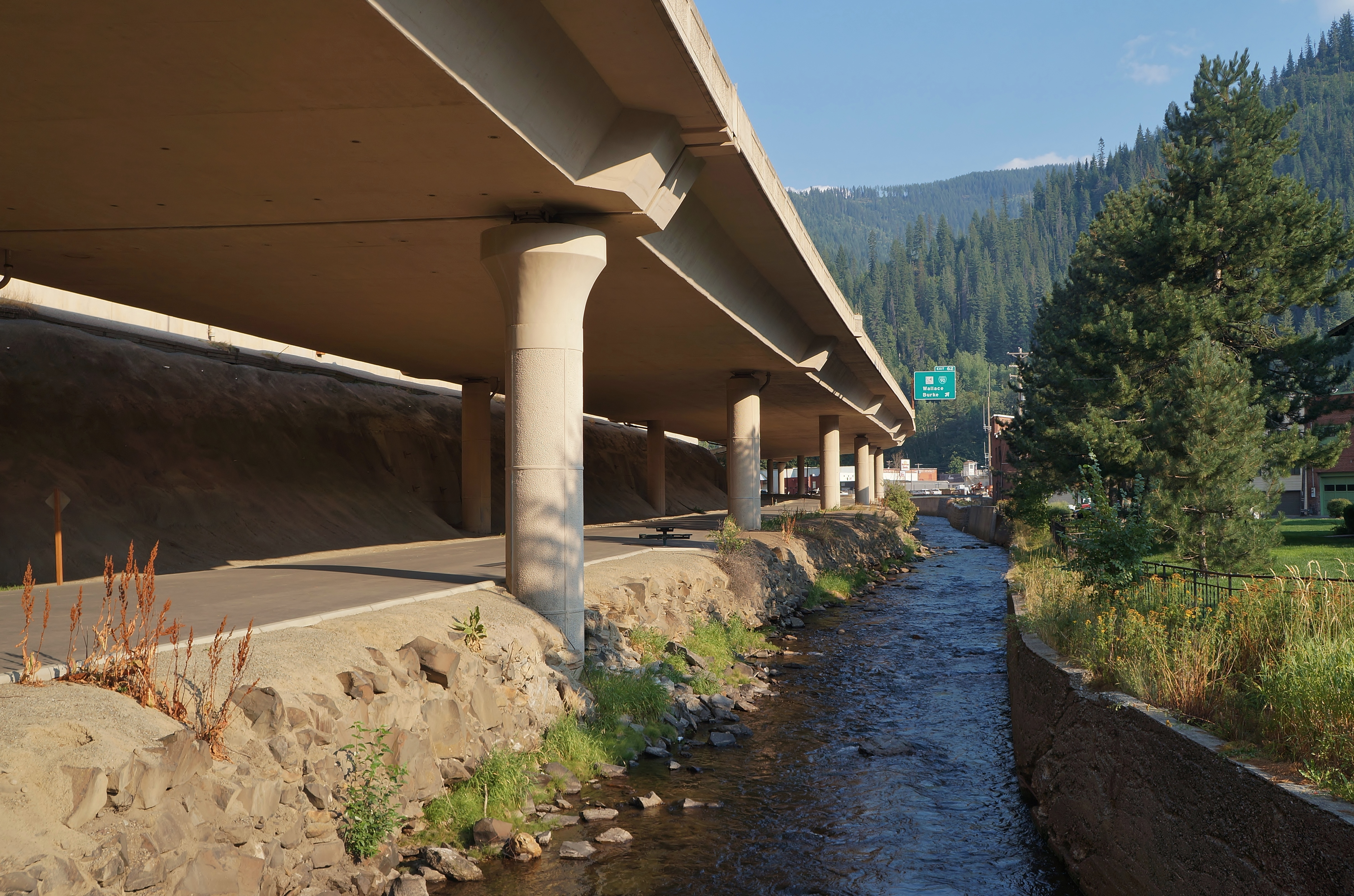
Le viaduc contournant Wallace, ouvert en 1991, l'un des derniers segments ouvert

L'I-90 traverse le Panhandle de l'Idaho au nord de l'État où elle relie Coeur d'Alene aux communautés de la Silver Valley. Depuis la frontière avec l'État de Washington, l'autoroute suit la rivière Spokane à travers Post Falls et Huetter jusqu'à la ville de Coeur d'Alene, où elle rencontre la US 95, la route nord-sud principale de l'Idaho. L'I-90 bifurque au sud-est pour contourner la ville et parcourt un trajet parsemé de crêtes en face du Lac Coeur d'Alene, traversant un bras du lac sur le Pont Veterans Memorial Centennial.
L'autoroute continue à l'est en passant par le Fourth of July Summit et descend dans la Silver Valley, où elle longe la rivière Coeur d'Alene en passant par plusieurs petites villes le long de l'historique Mullan Road. L'I-90 dessert les villes de Kellogg et de Wallace avant de grimper la Chaîne Bitterroot et de traverser Lookout Pass, marquant ainsi la frontière avec le Montana.

### Montana

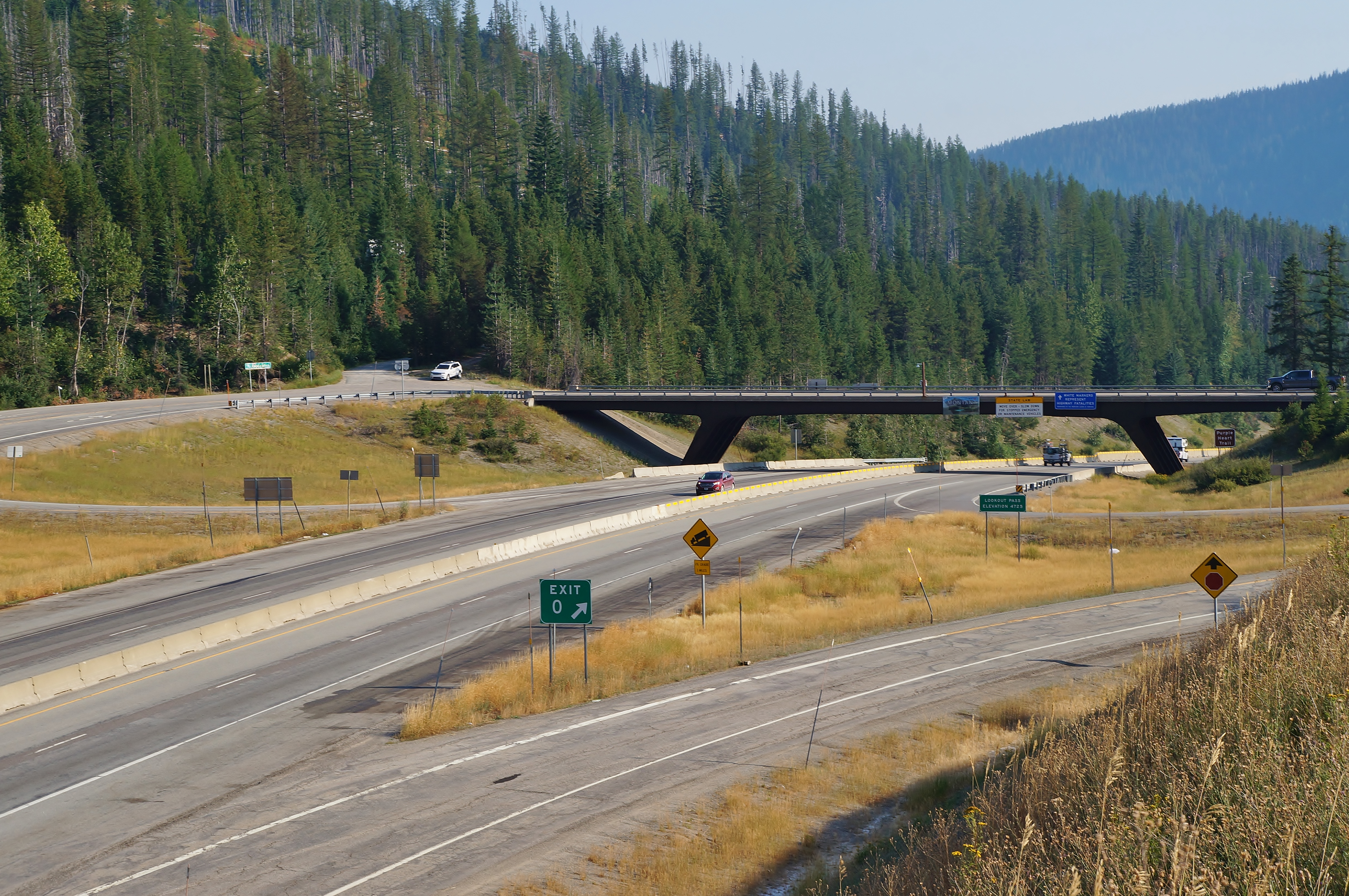
I-90 à Lookout Pass sur la frontière entre l'Idaho et le Montana

Le Montana a la plus longue section de l'I-90 avec près de 552 miles (888 km). Malgré cela, l'I-90 ne dessert qu'une portion de la largeur est–ouest. Elle descend depuis Lookout Pass le long des rivières St. Regis et Clark Fork aux pieds de la Bitteroot Range et des Monts Coeur d'Alene. L'autoroute se dirige à l'est à travers Alberton Gorge et traverse la rivière Clark Fork à quelques reprises avant d'atteindre la Vallée de Missoula. Après un court multiplex avec la US 93, l'I-90 passe par le nord de Missoula et rejoint la US 12 pour se poursuivre vers le sud-est, aux pieds de la Chaîne Garnet et des Monts Sapphire.
Après s'être séparée de la US 12 à Garrison, l'autoroute se dirige vers le sud afin de traverser la Vallée de Deer Lodge. Elle s'oriente à nouveau à l'est pour desservir Butte, où elle forme un multiplex avec l'I-15 pour huit miles (13 km) et croise l'I-115. L'I-90 continue vers le sud-est et traverse les Rocheuses ainsi que la Ligne continentale de partage des eaux à Homestake Pass, ce qui constitue le point culminant de l'autoroute avec 6 329 pieds (1 929 m). L'autoroute continue vers l'est à travers la Vallée de Jefferson et passe en amont de la rivière Missouri près de Three Forks. Elle entre ensuite dans la Vallée de Gallatin.
L'I-90 passe ensuite autour de Bozeman, où elle est rejointe par la US 191. Elle croise le col de Bozeman entre les Monts Bridger et Gallatin. À l'est des montagnes, l'autoroute commence à longer la rivière Yellowstone et forme un bref multiplex avec la US 89, laquelle dessert le Parc national de Yellowstone. Elle se sépare de la US 191 à Big Timber et continue le long de la rivière Yellowstone à travers Billings, formant un multiplex avec la US 87 et la US 212, jusqu'à ce qu'elle atteigne, à Lockwood, le terminus ouest de l'I-94. L'autoroute se sépare et l'I-90 continue à l'est à travers le Bassin de Bighorn juste avant de s'orienter au sud près de Hardin afin de suivre la rivière Little Bighorn dans la réserve indienne de Crow. L'autoroute passe près du site de la Bataille de Little Bighorn près de Crow Agency et continue au sud le long de la rivière et des Monts Wolf pour entrer au Wyoming.
Entre 1995 et 1999, il n'y avait pas de limite de vitesse fixée sur les segments autoroutiers ruraux lorsqu'il faisait jour. La limite de vitesse était alors définie comme "raisonnable" et "sensée" en étant du cas-par-cas déterminé par la Montana Highway Patrol jusqu'à ce que la Cour suprême du Montana ne déclare que c'était inconstitutionnel. La limite maximale de vitesse lorsqu'il fait jour a donc été fixée à 75 mph (120 km/h) en 1999 pour être augmentée à 80 mph (130 km/h) en 2015.

### Wyoming

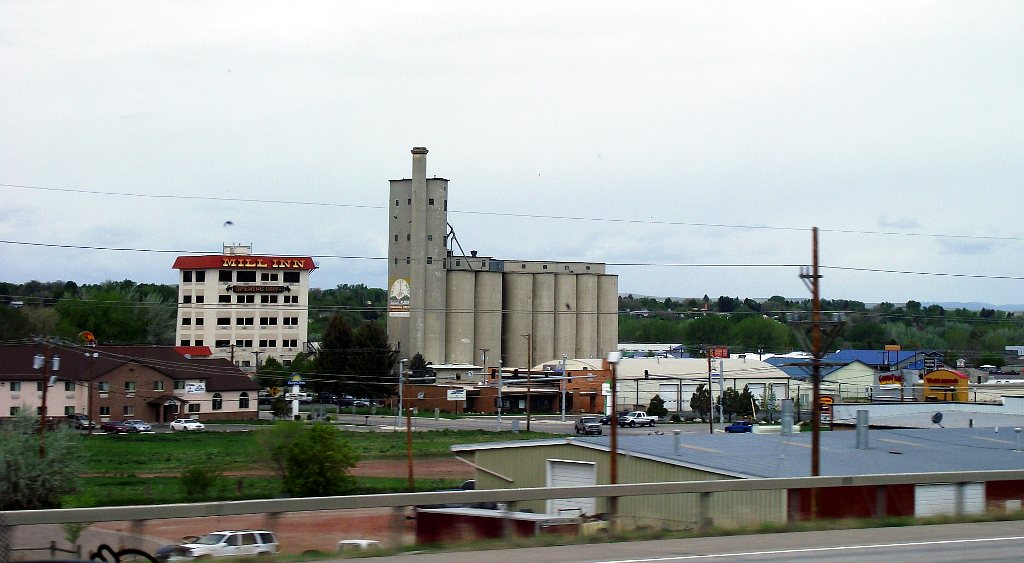
Vue du sud de Sheridan, Wyoming, depuis l'I-90

L'I-90 dessert une portion du nord-est du Wyoming qui est majoritairement rurale. L'autoroute forme un bref multiplex avec la US 14, se dirigeant au sud-est à travers une série de ruisseaux en direction de Sheridan au nord-est des collines de Bighorn Mountains. L'I-90 et la US 87 se séparent à Sheridan et sont parallèles jusqu'à Fort Phil Kearny, où elles se rejoignent et continuent au sud dépassé Lake Desmet jusqu'à Buffalo. Les routes se séparent à nouveau près de Buffalo à la jonction avec l'I-25.
À partir de Buffalo, l'autoroute bifurque vers l'est et traverse la rivière Powder et son bassin, une région comptant plusieurs grandes mines de charbon. L'autoroute atteint alors Gillette, où elle commence un multiplex avec la US 14 et la US 16 jusqu'à Moorcroft. L'autoroute continue dans les Monts Bear Lodge (partie des Black Hills) et est rejointe, à Sundance, par la US 14. L'I-90 / US 14 continue au nord-est vers Beulah, où elle entre au Dakota du Sud.

### Dakota du Sud

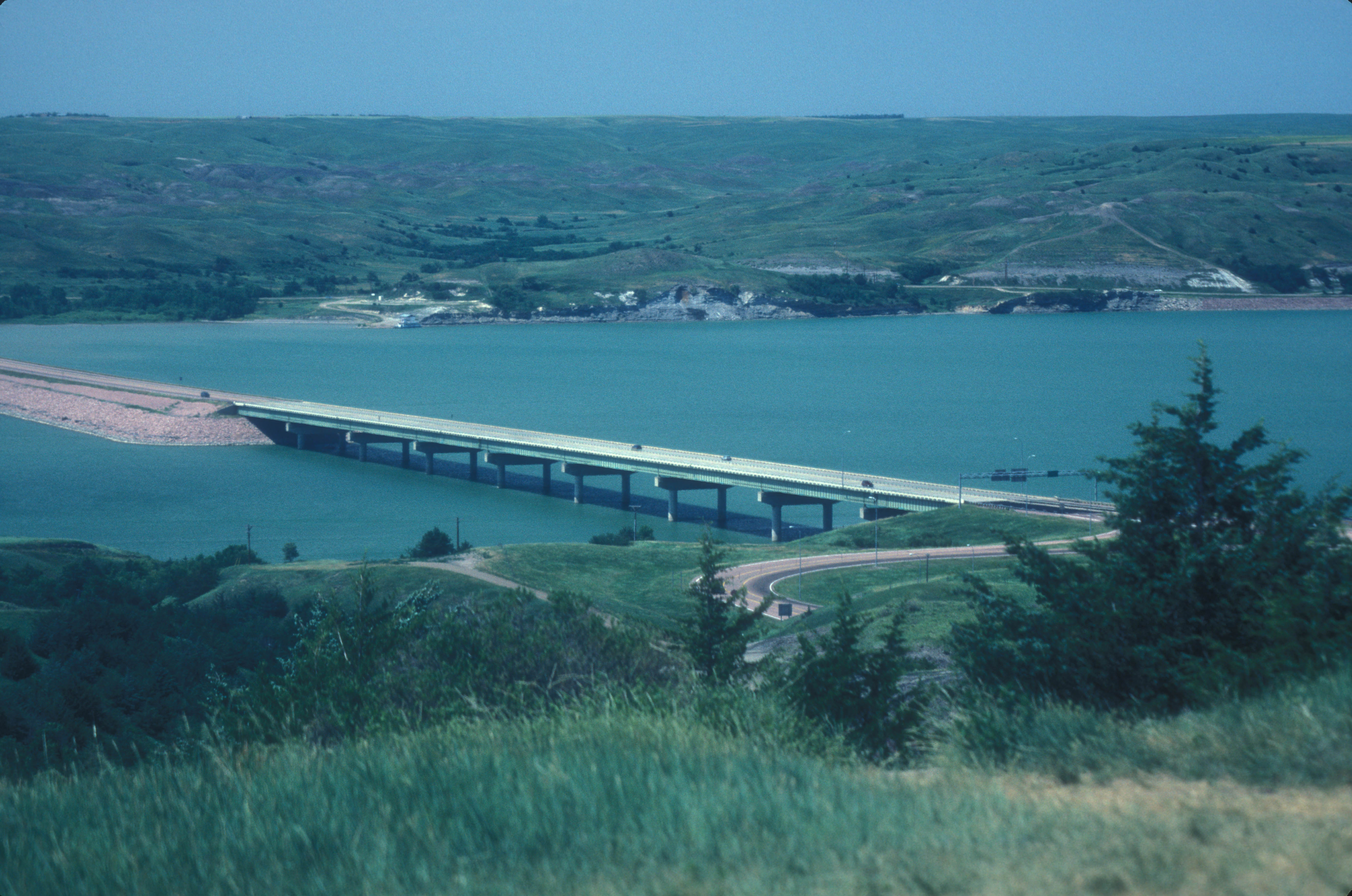
Le Pont Mémorial Lewis and Clark sur la rivière Missouri près de Chamberlain

L'I-90 / US 14 entre au Dakota du Sud près de Spearfish et se dirige vers l'est à travers des prairies, où elle forme, brièvement, un multiplex avec la US 85. Au-delà de Sturgis, l'autoroute se dirige au sud et suit les limites des Black Hills jusqu'à Rapid City, la porte d'entrée du Mont Rushmore. Elle contourne ensuite le nord de Rapid City, et passe près de la Ellsworth Air Force Base alors qu'elle continue à travers les plaines. L'I-90 se sépare de la US 14 près de Wall, lieu où se trouve l'attraction routière Wall Drug, tout juste au nord du Parc national des Badlands.
L'autoroute poursuit vers le sud-est jusqu'au Buffalo Gap National Grassland et passe près d'une paire de silos à missiles déclassés, formant le Minuteman Missile National Historic Site. L'I-90 continue à l'est le long du sommet d'un plateau faisant face à la White River et passe près de Kadoka et de Murdo. La US 83 rejoint brièvement l'autoroute entre Murdo et Vivian, où elle s'en sépare en direction de Pierre, la capitale de l'État. Elle traverse ensuite la rivière Missouri sur le Pont Mémorial Lewis and Clark près de Chamberlain et passe par une aire de repos ayant un belvédère sur la rivière. Depuis Chamberlain, l'I-90 continue à l'est à travers les plaines et passe par plusieurs petites villes près de Mitchell. Elle atteint ensuite la région de Sioux Falls, où elle contourne la ville par le nord et croise l'I-29 et l'I-229. L'I-90 quitte Sioux Falls et entre au Minnesota près de Brandon.

### Minnesota
L'I-90 entre dans le sud du Minnesota. Depuis le Dakota du Sud, près de Beaver Creek, jusqu'à Albert Lea, l'autoroute parcourt une étendue de fermes, de petites villes dans les plaines aisni que de collines de la Buffalo Ridge. Elle croise aussi plusieurs routes nord-sud dont la US 75 à Luverne, la US 59 à Worthington, la US 71 à Jackson et la US 169 à Blue Earth. L'I-90 parcourt les limites nord d'Albert Lea et croise l'I-35 au nord-est de la ville. Elle atteint alors Austin et un bref multiplex avec la US 218.
Depuis Austin, l'autoroute se dirige au nord-est pour atteindre Rochester, qu'elle contournera par le sud. Elle croise la US 63 et la US 52 près de la ville. L'I-90 continue à l'est dans la Driftless Area et descend depuis le promontoire qui donne sur le Lac Onalaska sur le fleuve Mississippi. Elle tourne vers le sud-est à Dakota et est rejointe par la US 14 jusqu'à ce que l'autoroute se sépare près de La Crescent. L'I-90 tourne à l'est avant d'atteindre La Crescent, où elle traverse le Mississippi sur le Pont Dresbach pour entrer au Wisconsin.

### Wisconsin

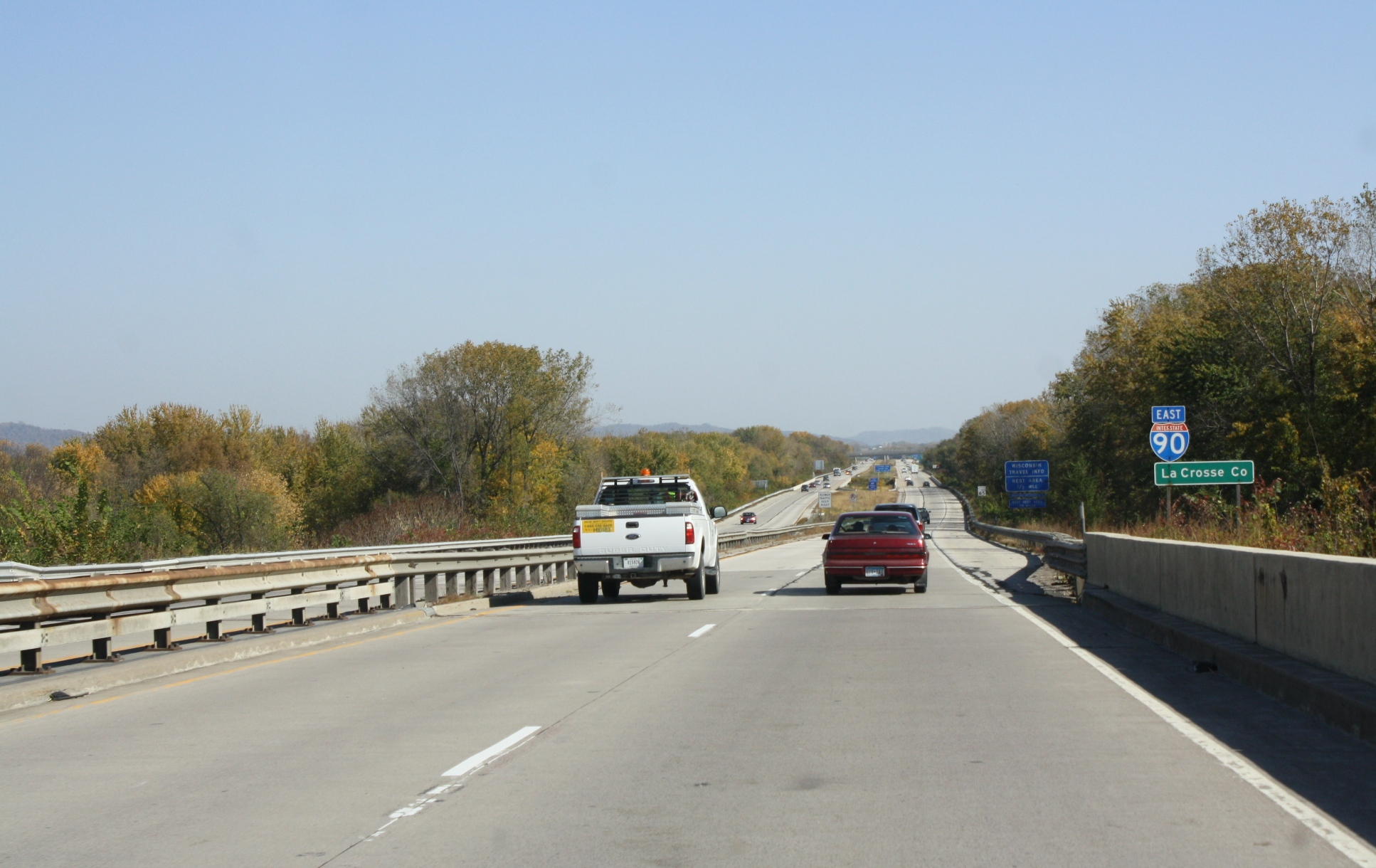
I-90 entrant au Wisconsin près de La Crosse

L'I-90 entre au Wisconsin près de La Crosse et sépare French Island en deux avant d'atteindre Onalaska. Cette section forme un court multiplex avec la US 53 entre La Crosse et Onalaska. L'autoroute se dirige à l'est, généralement le long de la rivière La Crosse, à travers plusieurs villes et Fort McCoy avant d'atteindre une jonction avec l'I-94 à Tomah. Les deux autoroutes s'unissent à Tomah et se dirigent au sud-est le long de la limite des collines du Western Upland, suivant les rivières Lemonweir et Wisconsin. Elle passe par Wisconsin Dells, située sur la gorge du même nom et lieu où plusieurs parcs aquatiques et thématiques se trouvent.
L'autoroute continue depuis Wisconsin Dells jusqu'à la région de Portage, où l'I-39 commence son multiplex avec l'I-90 / I-94. L'autoroute traverse ensuite la rivière Wisconsin et se dirige au sud vers Madison, où elle forme une voie de contournement de la ville. À l'est de Madison, l'I-94 se sépare de l'I-39 / I-90, laquelle continue au sud-est via Edgerton et Janesville. L'autoroute bifurque vers le sud et entre à Beloit, où elle croise l'I-43 et entre en Illinois.

### Illinois

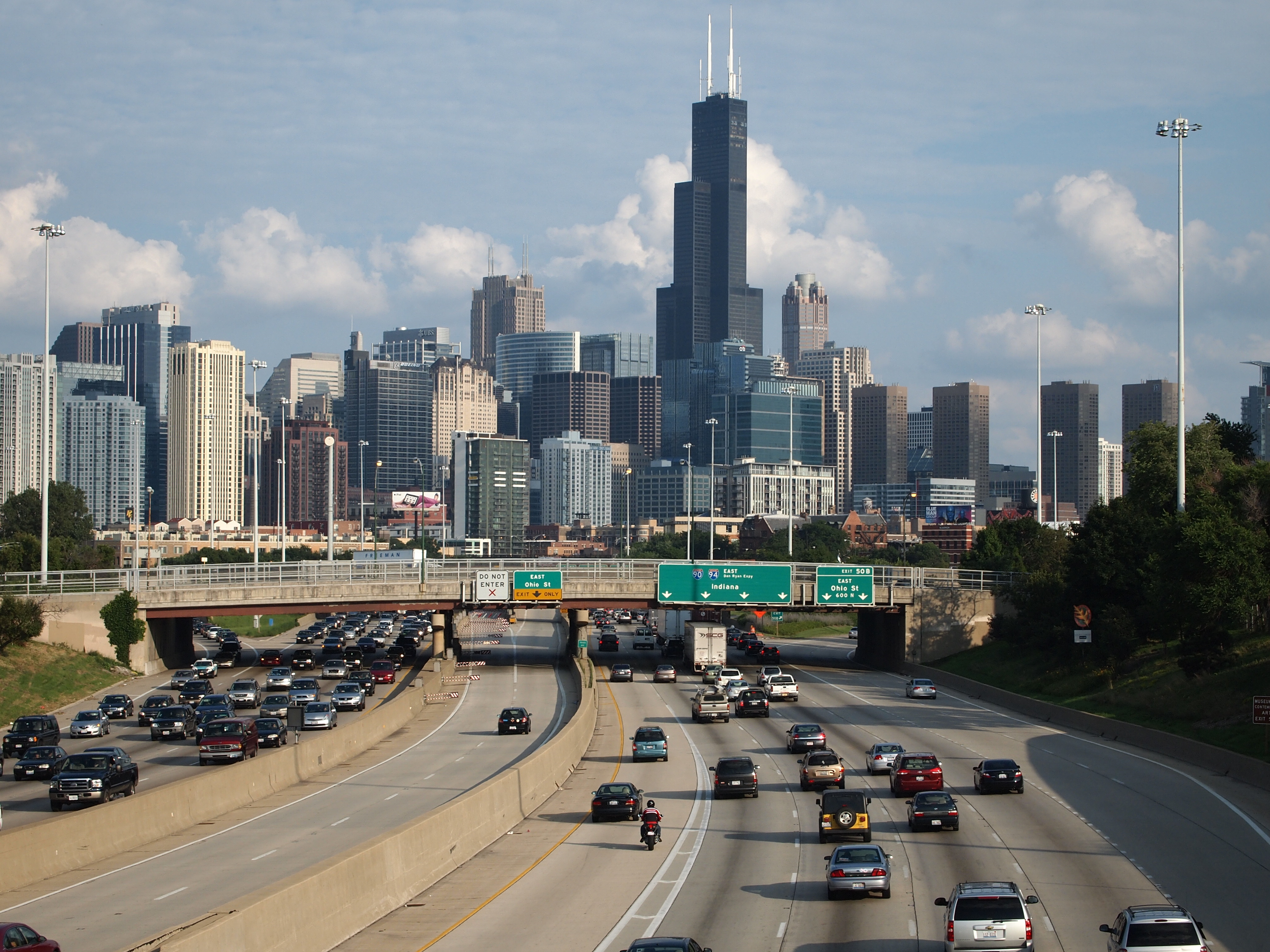
La Kennedy Expressway en direction sud-est avec la ligne d'horizon de Chicago

L'I-90 emprunte différentes sections du Illinois Tollway alors qu'elle traverse le coin nord-est de l'État, principalement dans la région métropolitaine de Chicago. Elle entre dans l'État depuis Beloit, Wisconsin, et demeure en multiplex avec l'I-39 et la US 51 sur la Jane Addams Memorial Tollway dans les banlieues est de Rockford, où les deux autoroutes se séparent. L'I-90 continue sur l'autoroute à péage alors qu'elle suit la US 20 vers le sud-est en passant par Belvidere et Elgin dans la vallée de la rivière Fox.
L'autoroute à péage coupe à travers les banlieues nord-ouest de Chicago, où elle rencontre l'I-290 à Schaumburg et passe au nord de l'Aéroport international O'Hare de Chicago. À l'est de l'aéroport, à Rosemont, l'I-90 croise l'I‑294 et l'I-190, la dernière desservant les terminaux de passagers. Cet échangeur marque également la fin de l'autoroute à péage. L'autoroute, désormais nommée la Kennedy Expressway, passe par le nord-ouest de Chicago, où la Blue Line du Métro de Chicago passe entre les deux voies de l'autoroute en desservant plusieurs arrêts. L'I‑90 bifurque au sud-est et est rejointe par l'I-94 à Irving Park, où s'ajoutent quelques voies express réversibles en direction du Near West Side.
La Kennedy Expressway parcours un tracé vers le sud à travers le Near West Side, de l'autre côté de la rivière Chicago par rapport au Chicago Loop (district d'affaires de Chicago) et croise l'I-290 à nouveau au Jane Byrne Interchange. L'autoroute continue sur la Dan Ryan Expressway et traverse la rivière Chicago près du Chinatown pour ensuite croiser l'I-55. La Dan Ryan est la section la plus large de l'I-90 avec douze voies, divisées entre voies express et voies locales. L'I-90 / I-94 est rejointe par la Red Line du Métro de Chicago entre ses voies dans le South Side, où elle passe par Guaranteed Rate Field, le campus de l'Illinois Institute of Technology et Washington Park. L'I-90 se sépare de la Dan Ryan Expressway à Englewood et se dirige vers le sud-est sur l'autoroute à péage Chicago Skyway. Celle-ci se dirige jusqu'à la frontière avec l'Indiana, laquelle est traversée près de la rivière Calumet dans le East Side.

### Indiana

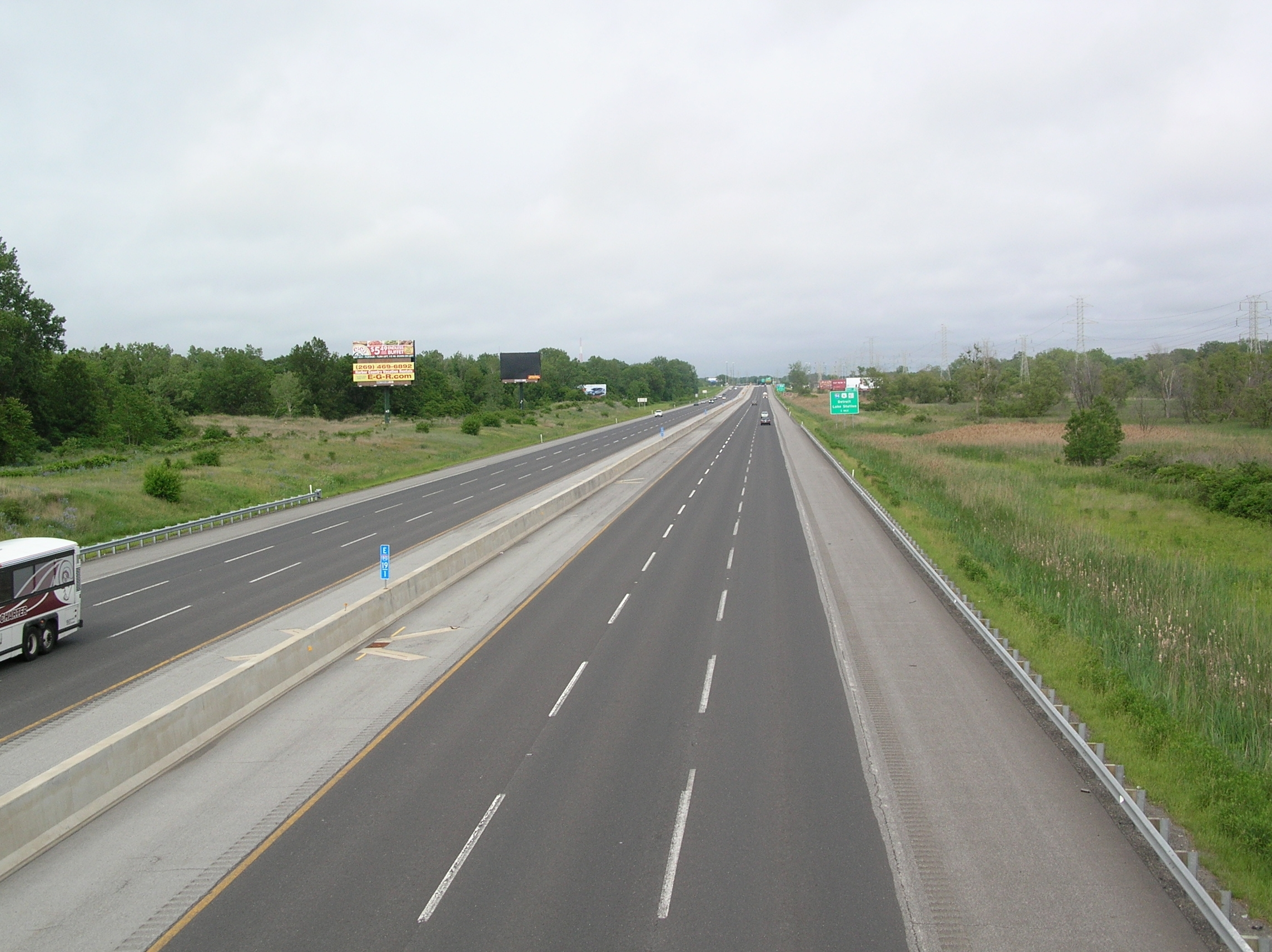
Segment de l'Indiana Toll Road (I-90) à Gary, Indiana

L'entièreté de l'I-90 en Indiana fait partie de la Indiana Toll Road, lequel traverse la frange nord de l'État et forme un multiplex sur une longue distance avec l'I-80. Depuis la frontière avec l'Illinois, l'autoroute à péage se dirige vers le sud en direction de Hammond et bifurque à l'est en longeant la rivière Grand Calumet au nord de Gary, où elle rencontre la US 41 et US 12. L'I-90 croise alors l'I-65 à l'est de Gary et l'I-94 à Lake Station, où elle commence un multiplex avec l'I-80.
L'I-94 se dirige vers le nord-est près du Lac Michigan alors que l'I-90 / I-80 passe plus au sud. L'autoroute se rapproche alors de la frontière avec le Michigan et passe par les banlieues nord de South Bend et d'Elkhart. À South Bend, elle croise la US 31 et passe près de l'Université de Notre Dame. L'autoroute longe la frontière avec le Michigan et rencontre l'I-69 près de Fremont, où elle bifurque vers le sud-est. L'I-90 / I-80 s'oriente alors vers l'est et traverse la frontière avec l'Ohio près d'Angola.

### Ohio

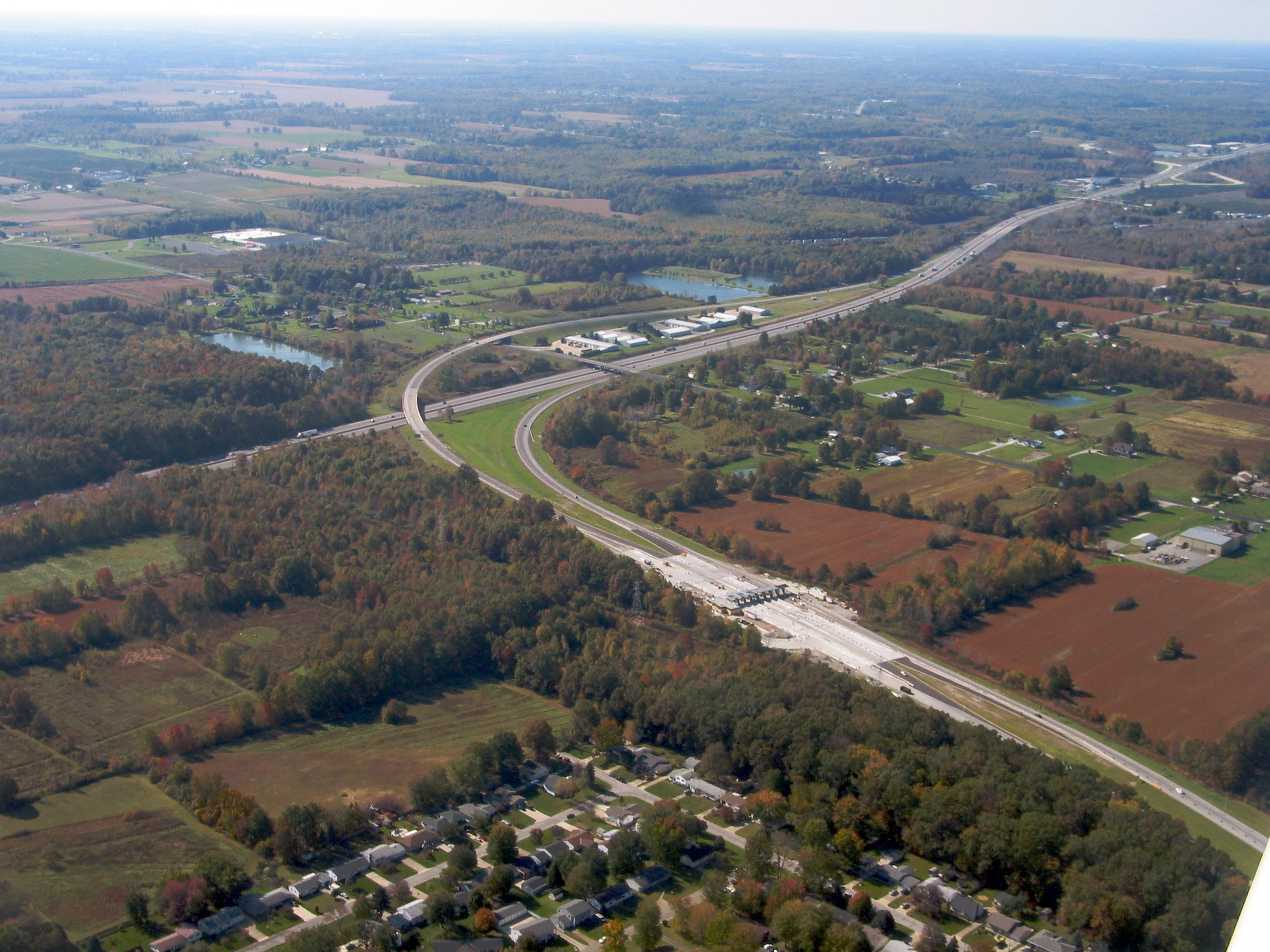
Vue aérienne du Ohio Turnpike à la sortie 142 montrant le lien entre l'I-90 et l'I-80 sur l'autoroute

À la frontière près de Montpelier, l'I-80 / I-90 passe de la Indiana Toll Road au Ohio Turnpike, lequel traverse le nord de l'Ohio. L'autoroute continue à l'est en passant par quelques villes rurales en s'approchant de Toledo. L'autoroute passe sous l'I-475 à Maumee sans y avoir d'échangeur. L'autoroute continue vers le sud-est et traverse la rivière Maumee pour entrer à Rossford dans les limites sud de Toledo, où elle croise l'I-75.
En quittant Toledo, la route continue vers le sud-est en traversant une région rurale près de la rive sud-ouest du Lac Érié. Elle passe par les villes de of Fremont et de Sandusky. Près de Norwalk, l'autoroute bifurque au nord-est et suit la SR 2 en direction d'Elyria, où l'I-90 se sépare de l'I-80 (laquelle demeure à péage, contrairement à l'I-90). L'I-90 forme alors un multiplex avec la SR 2 et continue vers le nord-est dans les banlieues ouest de Cleveland, dont Rocky River et Lakewood. L'autoroute et la SR 2 se séparent après avoir traversé Rocky River et se longent en entrant à Cleveland. L'I-90 continue son trajet dans les quartiers résidentiels du sud-ouest de Cleveland et atteint une jonction avec l'I-71 et l'I-490 à Tremont, où elle bifurque vers le nord.
Depuis Tremont, l'I-90 bifurque au nord sur la Innerbelt Freeway et traverse la rivière Cuyahoga pour entrer dans le centre-ville de Cleveland. La Innerbelt contourne le sud du centre-ville où elle croise l'I-77 près de Progressive Field et scinde le quartier de Goodrich–Kirtland Park en deux. Près de l'Aéroport de Cleveland Burke Lakefront, l'autoroute marque un virage serré à 90 degrés (surnommé la "Courbe de l'Homme mort" dû aux nombreux accidents) et rejoint la SR 2 sur la Cleveland Memorial Shoreway jusqu'à ce que les deux routes se séparent à nouveau à Euclid. L'I-90 tourne brièvement au sud-est avant de se réaligner vers le nord-est après avoir croisé l'I-271 à Willoughby Hills. L'autoroute longe les rives du Lac Érié à travers des régions agricoles des villes de banlieues avant de traverser en Pennsylvanie près de Conneaut.

### Pennsylvanie
En Pennsylvanie, l'I-90 est une route sans péage qui se dirige, généralement, du sud-ouest au nord-est dans quelques communautés le long de la rive du Lac Érié. Le tracé de l'I-90 est exclusivement dans le comté d'Érié. L'autoroute entre dans l'État à Springfield Township et passe par des régions rurales le long des rives du lac, longeant la US 20 et la Lake Road. L'autoroute se dirige dans la périphérie d'Érié, où elle croise l'I-79 et la US 19. L'I-90 retourne dans les régions rurales du nord-est du comté d'Érié et croise l'I-86 avant d'atteindre la frontière avec l'État de New York près du borough de North East. Avec 46 miles (74 km), la section en Pennsylvanie de l'I-90 est la plus courte de tous les états qu'elle traverse.

### New York

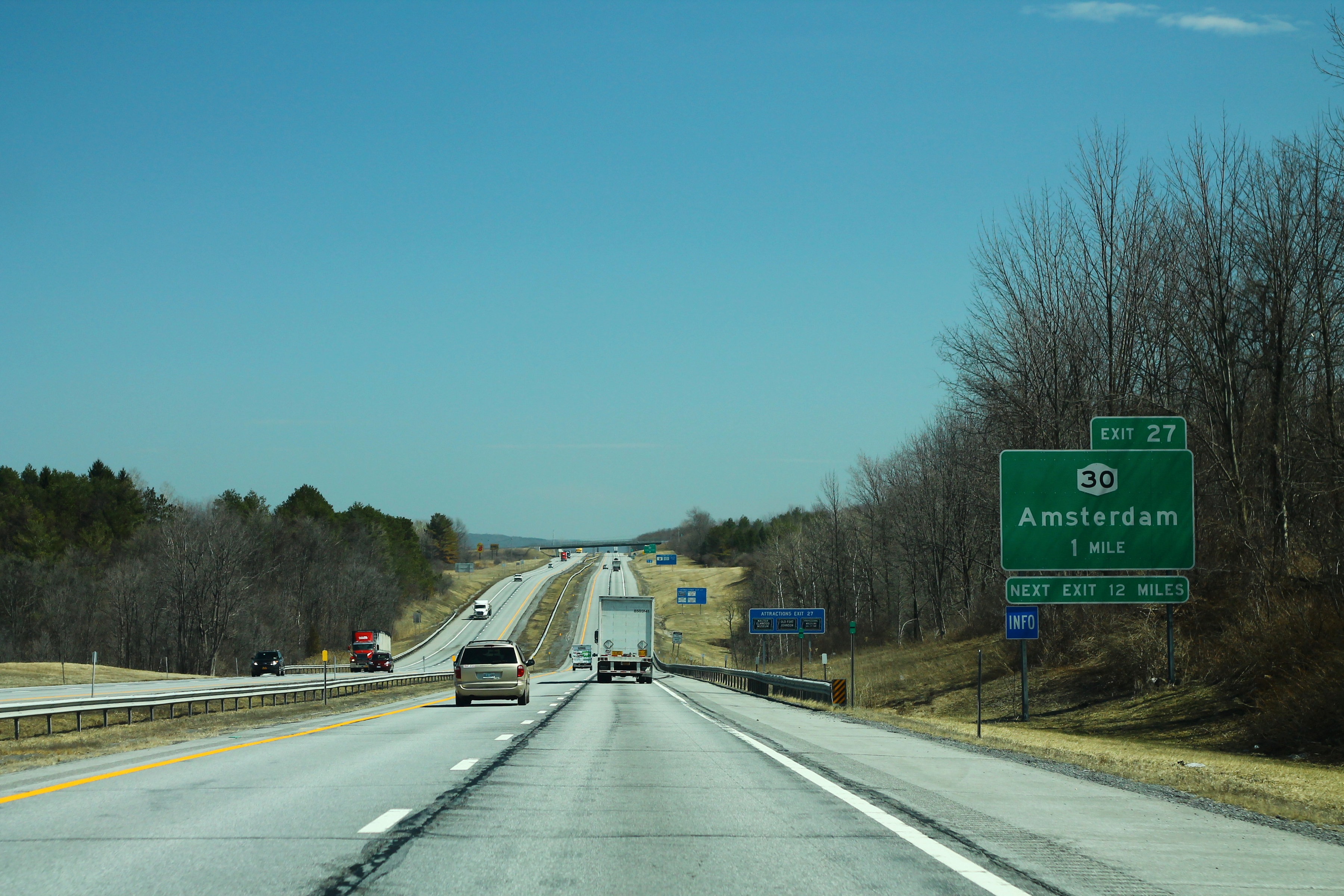
Le New York State Thruway près d'Amsterdam

L'I-90 entre dans l'État de New York dans le comté de Chautauqua et forme un multiplex avec le segment principal de la New York State Thruway, une route à péage. L'autoroute se dirige au nord-est le long du Lac Érié via Dunkirk et Fredonia. L'autoroute entre dans la région de Buffalo, où elle se dirige du sud au nord à travers Cheektowaga et forme une voie de contournement est de Buffalo. Pour accéder au centre-ville, il faut emprunter l'I-190 et l'I-290. À la jonction avec l'I-290 près de l'Aéroport international de Buffalo Niagara, l'I-90 bifurque à l'est et suit le Water Level Route de la New York Central Railroad, longeant elle-même le canal Érié du XIXe siècle.
L'autoroute passe au sud de Rochester qu'elle dessert via une boucle avec l'I-490 ou via une voie directe qu'est l'I-390. L'I-90 passe dans la région des Finger Lakes et se rapproche du Canal Érié alors qu'elle approche la région de Syracuse. Elle passe das la périphérie de la ville où elle croise l'I-690, l'I-81 et l'I-481 d'ouest en est. Elle continue ensuite vers Utica, où l'autoroute longe la rive nord de la rivière Mohawk. La section à Utica est reliée au centre-ville par l'I-790.
L'I-90 longe ensuite la rivière Mohawk à travers quelques villes et villages entre les collines des Monts Catskill et Adirondack. L'autoroute atteint Schenectady, qu'elle contourne par le sud-ouest, et croise l'I-88 et l'I-890, la dernière servant d'accès au centre-ville. L'I-90 continue vers le sud-est pour atteindre Albany et une jonction avec l'I-87. C'est à cette jonction que le New York Thruway quitte le tracé de l'I-90 pour suivre celui de l'I-87 vers le sud, en direction de New York. L'I-90 poursuit vers l'est comme autoroute sans péage dans les quartiers nords d'Albany et croise l'I-787 avant de traverser le fleuve Hudson et d'entrer à Rensselaer. L'autoroute poursuit vers le sud autour de Rensselaer et continue esuite vers l'est dans les Monts Taconic vers la frontière avec le Massachusetts.
Les numéros de sortie séquentiels ainsi que les bornes de distance du New York State Thruway débutent à New York et augmentent vers le nord sur l'I-87. Ils continuent d'augmenter en intégrant l'I-90, vers l'ouest. Cela a pour résultat que, sur l'I-90 dans l'État de New York, les numéros de sortie diminuent en se dirigeant vers l'est, à l'inverse des normes régulières. Le segment d'Albany et de Rensselaer utilise des numéros conventionnels d'ouest en est et, à partir du Berkshire Connector, les numéros de sortie sont précédés du préfixe "B". L'I-90 est actuellement la seule autoroute qui possède neuf autoroutes auxiliaires dans un seul État, utilisant ainsi tous les numéros possibles. De plus, l'I-990, une courte route collectrice près de Buffalo, est le plus haut numéro d'Interstate.

### Massachusetts

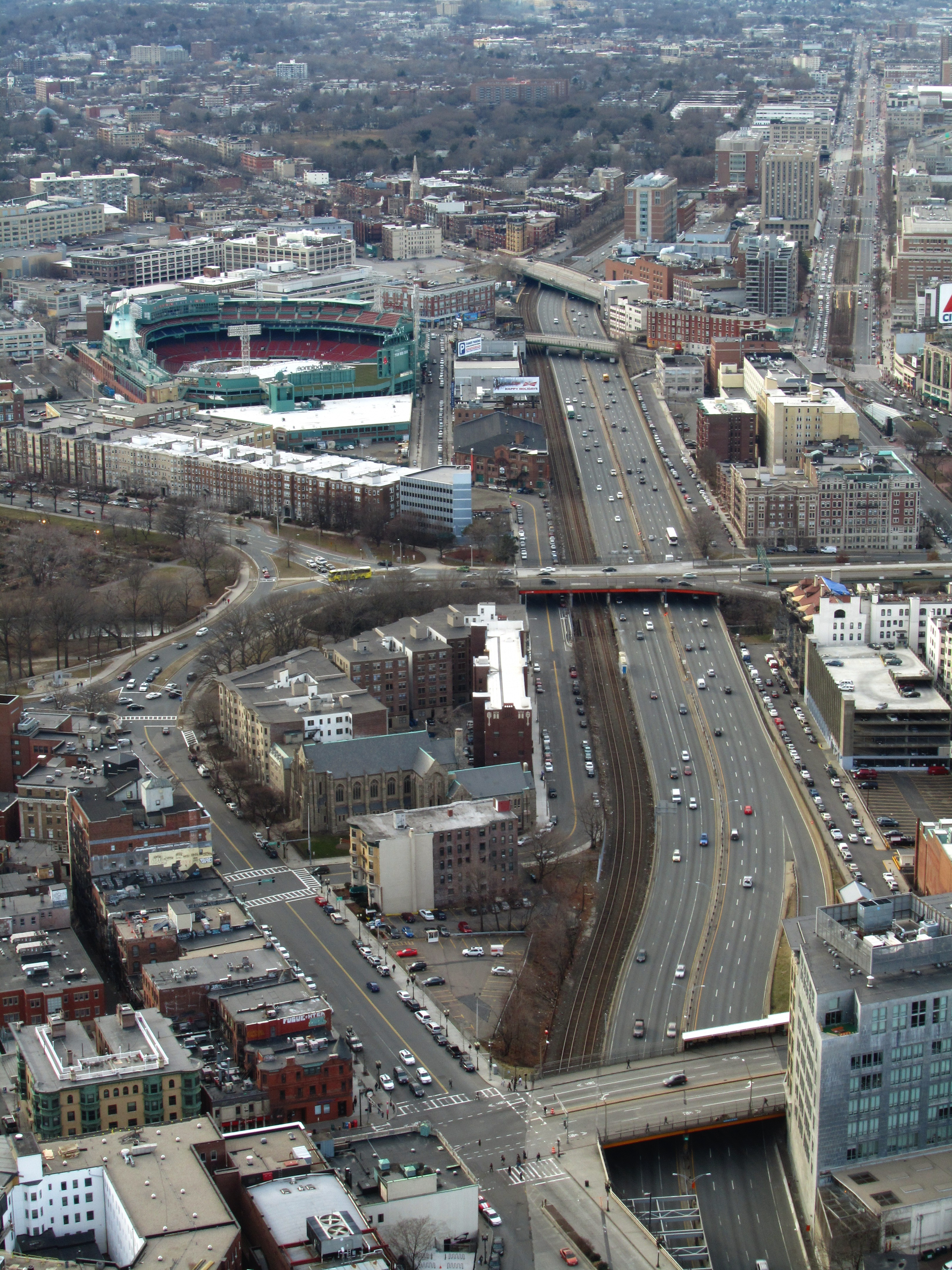
Vue du Massachusetts Turnpike dans le quartier de Fenway-Kenmore, depuis la Tour Prudential

L'I-90 au Massachusetts est entièrement en multiplex avec le Massachusetts Turnpike. L'autoroute à péage débute à la frontière avec l'État de New York à West Stockbridge et se dirige vers le sud-est en direction des Monts Berkshire jusqu'à la Pioneer Valley. L'autoroute passe par les banlieues nord de Springfield, où elle croise l'I-91 et traverse le fleuve Connecticut pour entrer à Chicopee. L'I-90 passe ensuite au-dessus de l'I-391 sans échangeur avec cette autoroute. Elle sert aussi de terminus nord à l'I-291 dans la périphérie est de la ville. L'autoroute continue vers l'est dans les collines du centre du Massachusetts et sert de terminus est à l'I-84 à Sturbridge.
Depuis Sturbridge, l'autoroute se dirige vers le nord-est pour atteindre Worcester. Elle passe au sud de la ville et y croise le terminus nord de l'I-395 et le terminus ouest de l'I-290. Elle se poursuit pour rencontrer l'I-495 près de Westborough aux limites du Grand Boston. L'I-90 passe dans les banlieues ouest de Boston et passe par Framingham avant de croiser l'I-95 / Route 128, la ceinture principale autour de Boston. L'autoroute continue le long de la rivière Charles pour entrer à Boston, où elle descend dans un tunnel qui passe sous l'Université de Boston, le Fenway Park et le complexe de Prudential Tower dans le quartier de Back Bay.
L'I-90 croise l'I-93 au sud du centre-ville de Boston et passe sous le Canal de Fort Point et dessert le District de Seaport. L'autoroute entre ensuite dans le Tunnel Ted Williams qui se dirige au nord sous le Port de Boston pour se rendre aux terminaux de passagers de l'Aéroport international Logan de Boston. Après avoir passé au nord-ouest de l'aéroport, l'autoroute prend fin à un échangeur avec la Route 1A à East Boston. Le segment entre l'I-93 et l'aéroport a ouvert au début des années 2000 dans le projet du Big Dig qui a reconstruit plusieurs routes de Boston en plus de prolonger l'I-90 de 3,5 miles (5,6 km) jusqu'à l'aéroport.

## Liste des sorties

### Washington
| Interstate 90                                                     |                               |        |        |                                                                                                   | | |
| Comté                                                             | Municipalité                  | mi     | km     | Sortie                                                                                            | Intersections / Destinations                                                                                      | Notes |
| King                                                              | Seattle                       | 0,00   | 0,00   | 1A                                                                                                | Edgar Martinez Drive sud, South Atlantic Street                                                                   | Sortie direction ouest, entrée direction est                                                                              |
| King                                                              | Seattle                       | 0,00   | 0,00   | 1B                                                                                                | SR 519 (en) nord / 4th Avenue sud – Centre-ville de Seattle, Amtrak, Traversiers (en), T-Mobile Park, Lumen Field | Sortie direction ouest, entrée direction est                                                                              |
| King                                                              | Seattle                       | 0,32   | 0,51   | 2                                                                                                 | I-5 – Vancouver, Tacoma, Portland, James Street, Madison Street                                                   | Indiqué sortie 2A (sud) et 2B (nord) en direction est et 2B (sud) et 2C (nord) en direction ouest; sortie 164A-B de l'I-5 |
| King                                                              | Seattle                       | 1,39   | 2,24   | 3                                                                                                 | Rainier Avenue | Indiqué sortie 3A (sud) et 3B (nord) en direction ouest; pas d'entrée en direction ouest                                  |
| King                                                              | Lac Washington                | 2,13   | 3,43   | Lacey V. Murrow Memorial Bridge (direction est) Homer M. Hadley Memorial Bridge (direction ouest) | Lacey V. Murrow Memorial Bridge (direction est) Homer M. Hadley Memorial Bridge (direction ouest)                 | Lacey V. Murrow Memorial Bridge (direction est) Homer M. Hadley Memorial Bridge (direction ouest)                         |
| King                                                              | Mercer Island                 | 4,09   | 6,58   | 6                                                                                                 | West Mercer Way                                                                                                   | Sortie direction est, entrée direction ouest                                                                              |
| King                                                              | Mercer Island                 | 4,91   | 7,90   | 7A                                                                                                | 77th Avenue Southeast                                                                                             | Sortie direction est, entrée direction ouest                                                                              |
| King                                                              | Mercer Island                 | 5,07   | 8,16   | —                                                                                                 | 80th Avenue Southeast                                                                                             | Sortie direction ouest, entrée direction est réservées aux HOV                                                            |
| King                                                              | Mercer Island                 | 5,17   | 8,32   | 7B                                                                                                | Island Crest Way                                                                                                  | Indiqué sortie 7 en direction ouest                                                                                       |
| King                                                              | Mercer Island                 | 6,41   | 10,32  | 8                                                                                                 | East Mercer Way                                                                                                   | |
| King                                                              | Lac Washington                | 6,78   | 10,91  | Pont de East Channel                                                                              | Pont de East Channel                                                                                              | Pont de East Channel |
| King                                                              | Bellevue                      | 7,19   | 11,57  | 9                                                                                                 | Bellevue Way | |
| King                                                              | Bellevue                      | 7,98   | 12,84  | 10A                                                                                               | I-405 – Everett, Renton                                                                                           | Indiqué sortie 10 en direction est; sortie 11 de l'I-405                                                                  |
| King                                                              | Bellevue                      | 8,23   | 13,24  | 10B                                                                                               | Factoria Boulevard – Factoria                                                                                     | Sortie direction est, entrée direction ouest                                                                              |
| King                                                              | Bellevue                      | 9,09   | 14,63  | —                                                                                                 | 142nd Place Southeast                                                                                             | Sortie réservée aux HOV                                                                                                   |
| King                                                              | Bellevue                      | 9,60   | 15,45  | 11B                                                                                               | 148th Avenue Southeast – Collège Bellevue                                                                         | Sortie direction ouest via 156th Avenue                                                                                   |
| King                                                              | Bellevue                      | 9,60   | 15,45  | 11A                                                                                               | 150th Avenue Southeast, 156th Avenue Southeast                                                                    | Indiqué sortie 11 en direction ouest                                                                                      |
| King                                                              | Bellevue                      |        |        | 11                                                                                                | 161st Avenue Southeast                                                                                            | Sortie direction est via 150th Avenue                                                                                     |
| King                                                              | Bellevue                      | 11,73  | 18,88  | 13                                                                                                | West Lake Sammamish Parkway, Lakemount Boulevard Southeast, Southeast Newport Way                                 | |
| King                                                              | Issaquah                      | 13,89  | 22,35  | 15                                                                                                | SR 900 (en) ouest (17th Avenue Northwest) – Renton                                                                | |
| King                                                              | Issaquah                      | 15,20  | 24,46  | 17                                                                                                | Front Street, East Lake Sammamish Parkway Southeast                                                               | |
| King                                                              | Issaquah                      | 16,13  | 25,96  | 18                                                                                                | East Sunset Way, Highlands Drive                                                                                  | |
| King                                                              |                               | 18,32  | 29,48  | 20                                                                                                | High Point Way | |
| King                                                              |                               | 20,59  | 33,14  | 22                                                                                                | Preston, Fall City                                                                                                | |
| King                                                              |                               | 23,72  | 38,17  | 25                                                                                                | SR 18 (en) ouest / Snoqualmie Parkway – Auburn, Tacoma                                                            | |
| King                                                              |                               | 25,40  | 40,88  | 27                                                                                                | Snoqualmie, North Bend                                                                                            | Sortie direction est, entrée direction ouest                                                                              |
| King                                                              | North Bend                    | 28,63  | 46,08  | 31                                                                                                | SR 202 (en) ouest – North Bend, Snoqualmie                                                                        | |
| King                                                              |                               | 30,95  | 49,81  | 32                                                                                                | 436th Avenue Southeast                                                                                            | |
| King                                                              |                               | 33,06  | 53,20  | 34                                                                                                | 468th Avenue Southeast                                                                                            | |
| King                                                              |                               | 36,14  | 58,16  | 38                                                                                                | Washington State Fire Training Academy, Olallie State Park                                                        | Sortie direction est, entrée direction ouest                                                                              |
| King                                                              |                               | 37,96  | 61,09  | 38                                                                                                | Washington State Fire Training Academy, Olallie State Park                                                        | Sortie direction ouest, entrée direction est                                                                              |
| King                                                              |                               | 40,68  | 65,47  | 42                                                                                                | Tinkham Road | |
| King                                                              |                               | 43,91  | 70,67  | 45                                                                                                | USFS Road 9030 | |
| King                                                              |                               | 46,09  | 74,17  | 47                                                                                                | Denny Creek, Asahel Curtis                                                                                        | |
| King                                                              | Snoqualmie Pass               | 50,58  | 81,40  | 52                                                                                                | SR 906 (en) – West Summit, Alpental                                                                               | Sortie direction est, entrée direction ouest                                                                              |
| Kittitas                                                          | Snoqualmie Pass               | 51,29  | 82,54  | 53                                                                                                | East Summit, Aire récréative de Snoqualmie Pass                                                                   | |
| Kittitas                                                          | Snoqualmie Pass               | 53,03  | 85,34  | 54                                                                                                | SR 906 (en) – Hyak, Gold Creek                                                                                    | |
| Kittitas                                                          |                               | 61,30  | 98,65  | 62                                                                                                | Stampede Pass, Lake Kachess                                                                                       | |
| Kittitas                                                          |                               | 62,31  | 100,28 | 63                                                                                                | Cabin Creek Road                                                                                                  | |
| Kittitas                                                          |                               | 68,63  | 110,45 | 70                                                                                                | Sparks Road – Easton                                                                                              | |
| Kittitas                                                          |                               | 69,85  | 112,41 | 71                                                                                                | Easton | |
| Kittitas                                                          |                               | 72,34  | 116,42 | 74                                                                                                | West Nelson Siding Road                                                                                           | |
| Kittitas                                                          |                               | 76,35  | 122,87 | 78                                                                                                | Golf Course Road                                                                                                  | |
| Kittitas                                                          |                               | 78,60  | 126,49 | 80                                                                                                | Roslyn, Suncadia                                                                                                  | |
| Kittitas                                                          | Cle Elum                      | 81,41  | 131,02 | 84                                                                                                | Cle Elum, South Cle Elum                                                                                          | |
| Kittitas                                                          |                               | 84,15  | 135,43 | 85                                                                                                | SR 903 (en) nord / SR 970 (en) – Cle Elum, Wenatchee                                                              | |
| Kittitas                                                          |                               | 91,91  | 147,91 | 93                                                                                                | Elk Heights Road                                                                                                  | |
| Kittitas                                                          |                               | 99,36  | 159,90 | 101                                                                                               | Thorp Highway – Thorp                                                                                             | |
| Kittitas                                                          |                               | 104,35 | 167,94 | 105                                                                                               | US 97 nord – Ellensburg, Wenatchee                                                                                | Terminus ouest du multiplex avec US 97                                                                                    |
| Kittitas                                                          | Ellensburg                    | 107,65 | 173,25 | 109                                                                                               | I-90 BL (Canyon Road) – Ellensburg                                                                                | |
| Kittitas                                                          |                               | 109,15 | 175,66 | 110                                                                                               | I-82 est / US 97 sud – Yakima                                                                                     | Terminus est du multiplex avec US 97; terminus ouest de l'I-82                                                            |
| Kittitas                                                          |                               | 113,76 | 183,08 | 115                                                                                               | Kittitas | |
| Kittitas                                                          |                               | 134,72 | 216,81 | 136                                                                                               | Huntzinger Road – Vantage                                                                                         | |
| Fleuve Columbia                                                   | Fleuve Columbia               | 135,72 | 218,42 | Pont de Vantage                                                                                   | Pont de Vantage                                                                                                   | Pont de Vantage |
| Grant                                                             |                               | 136,08 | 219,00 | 137                                                                                               | SR 26 (en) est vers SR 243 (en) – Othello, Pullman, Richland                                                      | |
| Grant                                                             |                               | 139,65 | 224,74 | 139                                                                                               | Vue panoramique (Monument Wild Horse)                                                                             | |
| Grant                                                             |                               | 142,14 | 228,75 | 143                                                                                               | Silica Road | |
| Grant                                                             |                               | 148,07 | 238,30 | 149                                                                                               | SR 281 (en) nord – Quincy, Wenatchee, George                                                                      | |
| Grant                                                             |                               | 150,02 | 241,43 | 151                                                                                               | SR 283 (en) nord vers SR 281 (en) nord (via SR 283 Spur) – Ephrata, Soap Lake, Quincy, Wenatchee                  | |
| Grant                                                             |                               | 152,90 | 246,07 | 154                                                                                               | Adams Road | |
| Grant                                                             |                               | 162,88 | 262,13 | 164                                                                                               | Dodson Road | |
| Grant                                                             |                               | 167,96 | 270,31 | 169                                                                                               | Hiawatha Road | |
| Grant                                                             | Moses Lake                    | 172,89 | 278,24 | 174                                                                                               | Hansen Road – Mae Valley                                                                                          | |
| Grant                                                             | Moses Lake                    | 173,69 | 279,53 | 175                                                                                               | Westshore Drive – Mae Valley                                                                                      | Sortie direction ouest seulement                                                                                          |
| Grant                                                             | Moses Lake                    | 174,28 | 280,48 | 176                                                                                               | I-90 BL est / SR 171 (en) nord – Moses Lake                                                                       | |
| Grant                                                             | Moses Lake                    | 177,74 | 286,04 | 179                                                                                               | SR 17 (en) / I-90 BL ouest – Moses Lake, Ephrata, Othello                                                         | |
| Grant                                                             |                               | 181,12 | 291,48 | 182                                                                                               | O Road Northeast/Southeast – Wheeler                                                                              | |
| Grant                                                             |                               | 183,18 | 294,80 | 184                                                                                               | Q Road Northeast/Southeast                                                                                        | |
| Grant                                                             |                               | 187,18 | 301,24 | 188                                                                                               | U Road Northeast/Southeast – Warden                                                                               | |
| Adams                                                             |                               | 195,20 | 314,14 | 196                                                                                               | Deal Road – Schrag                                                                                                | |
| Adams                                                             |                               | 205,13 | 330,12 | 206                                                                                               | SR 21 (en) – Lind, Odessa                                                                                         | |
| Adams                                                             |                               | 213,52 | 343,63 | 215                                                                                               | Paha, Packard | |
| Adams                                                             |                               | 218,21 | 351,17 | 220                                                                                               | US 395 sud / I-90 BL est – Ritzville, Pasco (Tri-Cities)                                                          | Terminus ouest du multiplex avec US 395                                                                                   |
| Adams                                                             |                               | 219,67 | 353,52 | 221                                                                                               | SR 261 (en) sud – Ritzville, Washtucna                                                                            | |
| Adams                                                             |                               | 224,14 | 360,72 | 226                                                                                               | Schoessler Road                                                                                                   | |
| Adams                                                             |                               | 228,95 | 368,46 | 231                                                                                               | Tokio, Poste de pesée                                                                                             | |
| Lincoln                                                           | Sprague                       | 242,98 | 391,04 | 245                                                                                               | SR 23 (en) – Sprague, Harrington                                                                                  | |
| Lincoln                                                           |                               | 251,74 | 405,14 | 254                                                                                               | Fishtrap | |
| Spokane                                                           |                               | 255,41 | 411,04 | 257                                                                                               | SR 904 (en) est – Tyler, Cheney, Medical Lake                                                                     | |
| Spokane                                                           |                               | 262,02 | 421,68 | 264                                                                                               | SR 902 (en) est (Salnave Road) – Cheney, Medical Lake                                                             | |
| Spokane                                                           |                               | 268,27 | 431,74 | 270                                                                                               | SR 904 (en) ouest – Four Lakes, Cheney                                                                            | |
| Spokane                                                           |                               | 270,53 | 435,38 | 272                                                                                               | SR 902 (en) ouest – Medical Lake, Cimetière des Vétérans de l'État de Washington                                  | |
| Spokane                                                           |                               | 274,04 | 441,02 | 276                                                                                               | Geiger Boulevard / Grove Road                                                                                     | |
| Spokane                                                           | Spokane                       | 275,45 | 443,29 | 277B                                                                                              | US 2 ouest – Aéroport de Spokane, Fairchild AFB, Davenport                                                        | Terminus ouest du multiplex avec US 2; indiqué sortie 277 direction ouest                                                 |
| Spokane                                                           | Spokane                       | 275,92 | 444,05 | 277A                                                                                              | Garden Springs – Spokane Falls Community College                                                                  | Sorties seulement; indiqué sortie 277 en direction ouest                                                                  |
| Spokane                                                           | Spokane                       | 277,06 | 445,88 | 279                                                                                               | US 195 sud – Colfax, Pullman                                                                                      | |
| Spokane                                                           | Spokane                       | 277,88 | 447,20 | 280A                                                                                              | Maple Street, Walnut Street                                                                                       | Indiqué sortie 280 en direction est                                                                                       |
| Spokane                                                           | Spokane                       | 278,64 | 448,43 | 280B                                                                                              | Lincoln Street | Sortie direction est via sortie 280                                                                                       |
| Spokane                                                           | Spokane                       | 279,05 | 449,09 | 281                                                                                               | US 2 est / US 395 nord (Division Street) – Newport, Colville                                                      | Terminus du multiplex avec US 2 / US 395                                                                                  |
| Spokane                                                           | Spokane                       | 279,83 | 450,34 | 282A                                                                                              | SR 290 (en) est (Trent Avenue) / Hamilton Street                                                                  | |
| Spokane                                                           | Spokane                       | 280,08 | 450,75 | 282B                                                                                              | Second Avenue | Sortie direction ouest seulement                                                                                          |
| Spokane                                                           | Spokane                       | 280,74 | 451,81 | 283A                                                                                              | Altamont Street                                                                                                   | |
| Spokane                                                           | Spokane                       | 281,44 | 452,93 | 283B                                                                                              | Thor Street, Freya Street                                                                                         | |
| Spokane                                                           | Limite Spokane–Spokane Valley | 282,05 | 453,92 | —                                                                                                 | Havana Street | Entrée direction est seulement                                                                                            |
| Spokane                                                           | Spokane Valley                | 283,32 | 455,96 | 285                                                                                               | I-90 BL est (Appleway Boulevard) / Sprague Avenue                                                                 | Pas d'entrée en direction est                                                                                             |
| Spokane                                                           | Spokane Valley                | 283,95 | 456,97 | 286                                                                                               | Broadway Avenue                                                                                                   | |
| Spokane                                                           | Spokane Valley                | 285,54 | 459,53 | 287                                                                                               | Argonne Road – Millwood, Mount Spokane State Park                                                                 | |
| Spokane                                                           | Spokane Valley                | 287,56 | 462,68 | 289                                                                                               | SR 27 (en) (Pines Road)                                                                                           | |
| Spokane                                                           | Spokane Valley                | 288,74 | 464,68 | 291A                                                                                              | Evergreen Road – Spokane Valley Mall                                                                              | |
| Spokane                                                           | Spokane Valley                | 289,62 | 466,10 | 291B                                                                                              | Sullivan Road | |
| Spokane                                                           | Spokane Valley                | 291,66 | 469,38 | 293                                                                                               | I-90 BL ouest (Barker Road)                                                                                       | |
| Spokane                                                           | Liberty Lake                  | 292,63 | 470,94 | 294                                                                                               | County Vista Drive, Appleway Avenue                                                                               | Sortie direction ouest, entrée direction est                                                                              |
| Spokane                                                           | Liberty Lake                  | 293,89 | 472,97 | 296                                                                                               | Liberty Lake, Otis Orchards                                                                                       | |
| Spokane                                                           | Spokane Bridge                | 297,20 | 478,30 | 299                                                                                               | Spokane Bridge Road – State Line                                                                                  | |
| Spokane                                                           | Spokane Bridge                | 297,52 | 478,81 |                                                                                                   | I-90 est – Coeur d'Alene                                                                                          | Continue en Idaho |
| - Terminus de multiplex - Accès incomplet - Accès réservé aux HOV |                               |        |        |                                                                                                   | | |

### Idaho
| Interstate 90     |                 |       |        |        | |                                              |
| Comté             | Municipalité    | mi    | km     | Sortie | Intersections / Destinations                                                                          | Notes                                        |
| Kootenai          | Rivière Spokane | 0,00  | 0,00   |        | I-90 ouest – Spokane                                                                                  | Continue dans l'État de Washington           |
| Kootenai          | Rivière Spokane | 0,10  | 0,16   | Pont   | Pont                                                                                                  | Pont                                         |
| Kootenai          | Post Falls      | 1,60  | 1,87   | 1      | Beck Road (via Pointe Parkway)                                                                        |                                              |
| Kootenai          | Post Falls      | 2,08  | 3,35   | 2      | Pleasant View Road                                                                                    |                                              |
| Kootenai          | Post Falls      | 4,63  | 7,45   | 5      | I-90 BL est (Spokane Street) – Centre-ville                                                           |                                              |
| Kootenai          | Post Falls      | 5,45  | 8,77   | 6      | I-90 BL ouest (Seltice Way / 4th Avenue) – Centre-ville                                               | Sortie direction ouest, entrée direction est |
| Kootenai          | Post Falls      | 7,13  | 11,47  | 7      | SH-41 (en) nord – Rathdrum, Spirit Lake                                                               |                                              |
| Kootenai          | Coeur d'Alene   | 11,29 | 18,17  | 11     | I-90 BL est (Northwest Boulevard) – Centre-ville                                                      |                                              |
| Kootenai          | Coeur d'Alene   | 12,04 | 19,38  | 12     | US 95 (Lincoln Way) – Sandpoint, Moscow, Silverwood, Canada                                           |                                              |
| Kootenai          | Coeur d'Alene   | 12,56 | 20,21  | 13     | 4th Street                                                                                            |                                              |
| Kootenai          | Coeur d'Alene   | 13,56 | 21,82  | 14     | 15th Street                                                                                           |                                              |
| Kootenai          | Coeur d'Alene   | 14,78 | 23,79  | 15     | I-90 BL ouest (Sherman Avenue) – Centre-ville                                                         |                                              |
| Kootenai          |                 | 16,88 | 27,17  | 17     | Mullan Trail Road                                                                                     |                                              |
| Kootenai          |                 | 22,06 | 35,51  | 22     | SH-97 (en) sud – Harrison, Saint Maries                                                               |                                              |
| Kootenai          |                 | 28,38 | 45,67  | 28     | Fourth of July Pass Recreational Area                                                                 |                                              |
| Kootenai          |                 | 34,03 | 54,76  | 34     | SH-3 (en) sud – Rose Lake, Saint Maries, Harrison                                                     |                                              |
| Kootenai          |                 | 39,02 | 62,80  | 39     | Old Mission State Park                                                                                |                                              |
| Kootenai          |                 | 40,10 | 64,53  | 40     | Cataldo                                                                                               |                                              |
| Shoshone          | Kingston        | 43,02 | 69,23  | 43     | FR-9 sud – Kingston, Thompson Pass                                                                    |                                              |
| Shoshone          |                 | 45,26 | 72,84  | 45     | Pinehurst, Smelterville                                                                               |                                              |
| Shoshone          |                 | 47,69 | 76,75  | 48     | Smelterville, Aéroport du comté de Shoshone                                                           |                                              |
| Shoshone          | Kellogg         | 49,72 | 80,01  | 49     | Bunker Avenue – Silver Mountain                                                                       |                                              |
| Shoshone          | Kellogg         | 50,32 | 80,98  | 50     | Hill Street                                                                                           | Sortie direction est, entrée direction ouest |
| Shoshone          | Kellogg         | 50,55 | 81,35  | 51     | Division Street – Wardner                                                                             | Pas d'entrée en direction ouest              |
| Shoshone          |                 | 54,19 | 87,20  | 54     | Big Creek                                                                                             |                                              |
| Shoshone          | Osburn          | 57,04 | 91,79  | 57     | I-90 BS est – Osburn                                                                                  |                                              |
| Shoshone          |                 | 59,55 | 95,84  | 60     | I-90 BS ouest – Silverton, Osburn                                                                     |                                              |
| Shoshone          | Wallace         | 60,99 | 98,15  | 61     | I-90 BL est (The Harry F. Magnuson Way) – Wallace                                                     |                                              |
| Shoshone          | Wallace         | 61,95 | 99,70  | 62     | I-90 BL ouest (Bank Street / The Harry F. Magnuson Way) / SH-4 (en) est (Burke Road) – Wallace, Burke |                                              |
| Shoshone          |                 | 64,27 | 103,43 | 64     | Golconda District                                                                                     |                                              |
| Shoshone          |                 | 65,35 | 105,17 | 65     | Compressor District                                                                                   |                                              |
| Shoshone          |                 | 66,50 | 107,02 | 66     | Gold Creek                                                                                            | Sortie et entrée en direction est            |
| Shoshone          |                 | 67,35 | 108,39 | 67     | Morning District, Mullan ouest                                                                        |                                              |
| Shoshone          | Mullan          | 68,10 | 109,60 | 68     | I-90 BL est – Mullan                                                                                  | Sortie direction est, entrée direction ouest |
| Shoshone          |                 | 68,91 | 110,90 | 69     | I-90 BL ouest – Mullan, Mullan est                                                                    |                                              |
| Shoshone          |                 | 73,89 | 118,91 |        | I-90 est (Lookout Pass) – Missoula                                                                    | Continue au Montana                          |
| - Accès incomplet |                 |       |        |        | |                                              |

### Montana
| Interstate 90                             |                 |        |        |        |                                                                      |                                                                                    |
| Comté                                     | Municipalité    | mi     | km     | Sortie | Intersections / Destinations                                         | Notes                                                                              |
| Mineral                                   | Lookout Pass    | 0,00   | 0,00   |        | I-90 ouest – Coeur d'Alene, Spokane                                  | Continue en Idaho                                                                  |
| Mineral                                   | Lookout Pass    | 0,08   | 0,12   | 0      | Lookout Pass                                                         |                                                                                    |
| Mineral                                   | Taft            | 5,58   | 8,98   | 5      | Taft                                                                 |                                                                                    |
| Mineral                                   | Saltese         | 10,42  | 16,77  | 10     | Saltese                                                              |                                                                                    |
| Mineral                                   | Haugan          | 16,54  | 26,62  | 16     | Haugan                                                               |                                                                                    |
| Mineral                                   | De Borgia       | 18,75  | 30,18  | 18     | De Borgia                                                            |                                                                                    |
| Mineral                                   | Henderson       | 21,82  | 35,12  | 22     | Henderson                                                            |                                                                                    |
| Mineral                                   | Drexel          | 25,22  | 40,58  | 25     | Drexel                                                               |                                                                                    |
| Mineral                                   |                 | 26,21  | 42,18  | 26     | Ward Creek Road                                                      | Sortie et entrée en direction est                                                  |
| Mineral                                   |                 | 29,94  | 48,18  | 30     | Two Mile Road                                                        |                                                                                    |
| Mineral                                   | Saint Regis     | 33,24  | 53,50  | 33     | MT 135 (en) – Saint Regis                                            |                                                                                    |
| Mineral                                   | Sloway          | 37,02  | 59,57  | 37     | Sloway Area                                                          |                                                                                    |
| Mineral                                   |                 | 42,25  | 67,99  | 43     | Dry Creek Road                                                       |                                                                                    |
| Mineral                                   | Superior        | 46,75  | 75,24  | 47     | S-257 (en) – Superior                                                |                                                                                    |
| Mineral                                   | Lozeau          | 54,65  | 87,96  | 55     | Lozeau, Quartz                                                       |                                                                                    |
| Mineral                                   | Tarkio          | 60,97  | 98,12  | 61     | Tarkio                                                               |                                                                                    |
| Mineral                                   | Crystal Springs | 64,82  | 104,31 | 65     | Crystal Springs                                                      |                                                                                    |
| Mineral                                   |                 | 66,06  | 106,31 | 66     | Fish Creek Road                                                      |                                                                                    |
| Mineral                                   | Cyr             | 69,48  | 111,82 | 70     | Cyr                                                                  | Sortie direction ouest, entrée direction est                                       |
| Mineral                                   |                 | 74,33  | 119,62 | 75     | I-90 BL est – Alberton                                               |                                                                                    |
| Missoula                                  | Alberton        | 76,81  | 123,61 | 77     | I-90 BL ouest / S-507 (en) (Petty Creek Road) – Alberton             |                                                                                    |
| Missoula                                  |                 | 81,77  | 131,59 | 82     | Nine Mile Road                                                       |                                                                                    |
| Missoula                                  | Huson           | 84,33  | 135,71 | 85     | S-574 (en) – Huson                                                   |                                                                                    |
| Missoula                                  | Frenchtown      | 88,89  | 143,05 | 89     | S-263 (en) – Frenchtown                                              |                                                                                    |
| Missoula                                  | Wye             | 95,48  | 153,67 | 96     | US 93 nord / MT 200 (en) ouest – Kalispell                           | Terminus ouest du multiplex avec US 93 / MT 200                                    |
| Missoula                                  |                 | 99,09  | 159,47 | 99     | Airway Boulevard                                                     |                                                                                    |
| Missoula                                  | Missoula        | 100,87 | 162,33 | 101    | I-90 BL est / US 93 sud (Reserve Street) – Hamilton                  | Terminus est du multiplex avec US 93                                               |
| Missoula                                  | Missoula        | 103,93 | 167,26 | 104    | Orange Street                                                        |                                                                                    |
| Missoula                                  | Missoula        | 104,79 | 168,65 | 105    | I-90 BL ouest / US 12 ouest (Van Buren Street)                       | Terminus ouest du multiplex avec US 12                                             |
| Missoula                                  | Missoula        | 106,42 | 171,27 | 107    | Missoula est                                                         |                                                                                    |
| Missoula                                  | Bonner          | 109,63 | 176,44 | 109    | MT 200 (en) est – Bonner, Great Falls                                | Terminus est du multiplex avec MT 200                                              |
| Missoula                                  | Turah           | 113,52 | 182,69 | 113    | Turah                                                                |                                                                                    |
| Missoula                                  | Clinton         | 120,42 | 193,80 | 120    | Clinton                                                              |                                                                                    |
| Missoula                                  | Rock Creek      | 125,48 | 201,93 | 126    | Rock Creek Road                                                      |                                                                                    |
| Missoula                                  |                 | 129,87 | 209,00 | 130    | Beavertail Road                                                      |                                                                                    |
| Granite                                   | Bearmouth       | 137,52 | 221,32 | 138    | Bearmouth                                                            |                                                                                    |
| Granite                                   | Drummond        | 152,80 | 245,91 | 153    | MT 1 (en) – Drummond, Philipsburg                                    | Sortie direction est, entrée direction ouest                                       |
| Granite                                   | Drummond        | 153,73 | 247,40 | 154    | Vers MT 1 (en) – Drummond, Philipsburg                               | Sortie direction ouest, entrée direction est                                       |
| Powell                                    | Jens            | 161,74 | 260,13 | 162    | Jens                                                                 |                                                                                    |
| Powell                                    | Gold Creek      | 165,36 | 266,12 | 166    | Gold Creek                                                           |                                                                                    |
| Powell                                    | Phosphate       | 169,33 | 272,51 | 170    | Phosphate                                                            |                                                                                    |
| Powell                                    | Garrison        | 173,47 | 279,18 | 174    | US 12 est – Garrison, Helena                                         | Terminus est du multiplex avec US 12; sortie direction est, entrée direction ouest |
| Powell                                    | Garrison        | 174,66 | 281,08 | 175    | Vers US 12 est – Garrison, Helena                                    | Pas d'entrée en direction ouest                                                    |
| Powell                                    |                 | 178,25 | 286,86 | 179    | Beck Hill Road                                                       |                                                                                    |
| Powell                                    | Deer Lodge      | 183,63 | 295,52 | 184    | I-90 BL est – Deer Lodge                                             |                                                                                    |
| Powell                                    |                 | 186,64 | 300,37 | 187    | I-90 BL ouest – Deer Lodge                                           | Pas d'entrée en direction ouest                                                    |
| Powell                                    | Racetrack       | 193,86 | 311,99 | 195    | Racetrack                                                            |                                                                                    |
| Deer Lodge                                | Galen           | 196,27 | 315,27 | 197    | S-273 (en) – Galen                                                   |                                                                                    |
| Deer Lodge                                | Warm Springs    | 200,26 | 322,29 | 201    | MT 48 (en) – Warm Springs                                            |                                                                                    |
| Deer Lodge                                | Opportunity     | 206,34 | 332,07 | 208    | MT 1 (en) – Anaconda, Opportunity                                    |                                                                                    |
| Silver Bow                                |                 | 209,81 | 337,65 | 211    | S-441 (en) – Gregson, Fairmont Hot Springs                           |                                                                                    |
| Silver Bow                                | Ramsay          | 214,86 | 345,78 | 216    | Ramsay                                                               |                                                                                    |
| Silver Bow                                | Nissler         | 217,34 | 349,77 | 219    | I-15 sud – Dillon, Idaho Falls                                       | Terminus ouest du multiplex avec I-15; sortie 121 de l'I-15 nord                   |
| Silver Bow                                | Rocker          | 218,41 | 351,49 | 122    | Rocker                                                               |                                                                                    |
| Silver Bow                                | Butte           | 220,24 | 354,44 | 124    | I-115 est – Centre-ville                                             | Sortie direction est, entrée direction ouest                                       |
| Silver Bow                                | Butte           | 222,26 | 357,70 | 126    | Montana Street                                                       |                                                                                    |
| Silver Bow                                | Butte           | 223,88 | 360,31 | 127    | Harrison Avenue                                                      | Indiqué sortie 127A et 127B en direction est                                       |
| Silver Bow                                | Butte           | 224,93 | 362,00 | 227    | I-15 nord – Helena                                                   | Terminus est du multiplex avec I-15; sortie 129 de l'I-15 sud                      |
| Silver Bow                                | Butte           | 226,79 | 364,98 | 228    | Continental Drive                                                    |                                                                                    |
| Silver Bow                                | Homestake       | 231,43 | 372,44 | 233    | Homestake                                                            |                                                                                    |
| Jefferson                                 | Pipestone       | 240,14 | 386,47 | 241    | Pipestone                                                            |                                                                                    |
| Jefferson                                 | Whitehall       | 247,20 | 397,84 | 249    | MT 55 (en) vers MT 69 (en) – Whitehall                               |                                                                                    |
| Jefferson                                 | Cardwell        | 254,47 | 409,53 | 256    | S-359 (en) – Cardwell, Boulder                                       |                                                                                    |
| Jefferson                                 |                 | 265,88 | 427,89 | 267    | Milligan Canyon Road                                                 |                                                                                    |
| Broadwater                                |                 | 272,98 | 439,31 | 274    | US 287 – Helena, Ennis                                               |                                                                                    |
| Gallatin                                  | Three Forks     | 276,51 | 445,01 | 278    | MT 2 (en) / S-205 (en) – Three Forks, Trident                        |                                                                                    |
| Gallatin                                  | Logan           | 281,45 | 452,95 | 283    | Logan, Trident                                                       |                                                                                    |
| Gallatin                                  | Manhattan       | 286,87 | 461,67 | 288    | S-288 (en) vers S-346 (en) – Manhattan, Amsterdam                    |                                                                                    |
| Gallatin                                  | Belgrade        | 296,47 | 477,13 | 298    | MT 85 (en) / S-291 (en) – Amsterdam, Belgrade, West Yellowstone      |                                                                                    |
| Gallatin                                  | Belgrade        | 297,28 | 478,43 | 299    | Airway Boulevard                                                     |                                                                                    |
| Gallatin                                  | Bozeman         | 303,43 | 488,33 | 305    | S-412 (en) (North 19th Avenue) / Springhill Road                     |                                                                                    |
| Gallatin                                  | Bozeman         | 305,08 | 490,99 | 306    | I-90 BL est / S-205 (en) (North 7th Avenue) vers US 191 sud          |                                                                                    |
| Gallatin                                  | Bozeman         | 307,57 | 494,98 | 309    | I-90 BL ouest / US 191 sud (Main Street)                             | Terminus ouest du multiplex avec US 191                                            |
| Gallatin                                  |                 | 311,21 | 500,84 | 313    | Bear Canyon Road                                                     |                                                                                    |
| Gallatin                                  |                 | 314,53 | 506,18 | 316    | Trail Creek Road                                                     |                                                                                    |
| Gallatin                                  |                 | 317,43 | 510,85 | 319    | Jackson Creek Road                                                   |                                                                                    |
| Gallatin                                  |                 | 322,39 | 518,83 | 324    | Ranch Access                                                         |                                                                                    |
| Park                                      | Livingston      | 328,85 | 529,23 | 330    | I-90 BL est – Livingston                                             |                                                                                    |
| Park                                      | Livingston      | 330,80 | 532,38 | 333    | US 89 sud – Parc national de Yellowstone, Centre-ville de Livingston | Terminus ouest du multiplex avec US 89                                             |
| Park                                      | Livingston      | 335,75 | 540,34 | 337    | I-90 BL ouest – Livingston                                           |                                                                                    |
| Park                                      |                 | 338,28 | 544,41 | 340    | US 89 nord – White Sulphur Springs                                   | Terminus est du multiplex avec US 89                                               |
| Park                                      |                 | 341,14 | 549,02 | 343    | Mission Creek Road                                                   |                                                                                    |
| Park                                      |                 | 348,31 | 560,55 | 350    | East End Access                                                      |                                                                                    |
| Park                                      |                 | 350,56 | 564,18 | 352    | Ranch Access                                                         |                                                                                    |
| Sweet Grass                               |                 | 352,17 | 566,76 | 354    | S-563 (en) – Springdale                                              |                                                                                    |
| Sweet Grass                               |                 | 359,95 | 579,29 | 362    | De Hart                                                              |                                                                                    |
| Sweet Grass                               |                 | 365,54 | 588,28 | 367    | I-90 BL est / US 191 nord – Big Timber, Harlowton                    | Terminus est du multiplex avec US 191                                              |
| Sweet Grass                               |                 | 368,69 | 593,35 | 370    | I-90 BL ouest vers US 191 nord – Big Timber, Harlowton               |                                                                                    |
| Sweet Grass                               |                 | 375,93 | 605,00 | 377    | Greycliff                                                            |                                                                                    |
| Sweet Grass                               |                 | 382,93 | 616,26 | 384    | Bridger Creek Road                                                   |                                                                                    |
| Stillwater                                |                 | 390,02 | 627,67 | 392    | Reed Point                                                           |                                                                                    |
| Stillwater                                |                 | 394,89 | 635,52 | 396    | Ranch Access                                                         |                                                                                    |
| Stillwater                                |                 | 398,53 | 641,37 | 400    | Springtime Road                                                      |                                                                                    |
| Stillwater                                |                 | 406,81 | 654,70 | 408    | MT 78 (en) – Columbus                                                |                                                                                    |
| Stillwater                                |                 | 424,58 | 683,30 | 426    | Park City                                                            |                                                                                    |
| Yellowstone                               | Laurel          | 430,92 | 693,50 | 433    | I-90 BL est – Laurel ouest                                           |                                                                                    |
| Yellowstone                               | Laurel          | 432,04 | 695,30 | 434    | US 212 ouest / US 310 – Laurel, Red Lodge                            | Terminus ouest du multiplex avec US 212                                            |
| Yellowstone                               | Laurel          | 435,44 | 700,77 | 437    | I-90 BL ouest / South Frontage Road – Laurel est                     |                                                                                    |
| Yellowstone                               | Billings        | 441,44 | 710,44 | 443    | Zoo Drive, Shiloh Road                                               |                                                                                    |
| Yellowstone                               | Billings        | 443,91 | 714,40 | 446    | I-90 BL est / King Avenue ouest, Mullowney Lane – Billings ouest     |                                                                                    |
| Yellowstone                               | Billings        | 445,15 | 716,40 | 447    | South Billings Boulevard – Billings centre                           |                                                                                    |
| Yellowstone                               | Billings        | 448,06 | 721,08 | 450    | MT 3 (en) (27th Street) – Billings centre                            |                                                                                    |
| Yellowstone                               | Billings        | 450,82 | 725,52 | 452    | I-90 BL ouest / US 87 nord – Roundup, Billings Heights, Lockwood     | Terminus ouest du multiplex avec US 87                                             |
| Yellowstone                               | Billings        | 453,26 | 729,46 | 455    | Johnson Lane – Lockwood                                              |                                                                                    |
| Yellowstone                               | Billings        | 454,26 | 731,07 | 456    | I-94 est – Miles City, Bismarck                                      | Terminus ouest de l'I-94                                                           |
| Yellowstone                               |                 | 460,13 | 740,51 | 462    | Pryor Creek Road                                                     |                                                                                    |
| Yellowstone                               |                 | 467,59 | 752,52 | 469    | Arrow Creek Road                                                     |                                                                                    |
| Big Horn                                  |                 | 476,56 | 766,96 | 478    | Fly Creek Road                                                       |                                                                                    |
| Big Horn                                  |                 | 482,33 | 776,23 | 484    | Frontage Road – Toluca                                               |                                                                                    |
| Big Horn                                  | Hardin          | 493,86 | 794,80 | 495    | I-90 BL est / MT 47 (en) – Hardin centre                             |                                                                                    |
| Big Horn                                  | Hardin          | 495,46 | 797,36 | 497    | I-90 BL ouest (Third Street) – Hardin                                |                                                                                    |
| Big Horn                                  |                 | 501,15 | 806,52 | 503    | Dunmore                                                              |                                                                                    |
| Big Horn                                  |                 | 507,09 | 816,09 | 509    | Crow Agency                                                          |                                                                                    |
| Big Horn                                  |                 | 508,76 | 818,77 | 510    | US 212 est – Little Bighorn Battlefield, Broadus                     | Terminus est du multiplex avec US 212                                              |
| Big Horn                                  |                 | 512,64 | 825,01 | 514    | Garryowen                                                            |                                                                                    |
| Big Horn                                  |                 | 528,56 | 850,64 | 530    | S-463 (en) – Lodge Grass                                             |                                                                                    |
| Big Horn                                  |                 | 541,92 | 872,14 | 544    | Wyola                                                                |                                                                                    |
| Big Horn                                  |                 | 547,80 | 881,59 | 549    | Aberdeen                                                             |                                                                                    |
| Big Horn                                  |                 | 554,11 | 891,75 |        | I-90 est / US 87 sud – Casper, Rapid City                            | Continue au Wyoming                                                                |
| - Terminus de multiplex - Accès incomplet |                 |        |        |        |                                                                      |                                                                                    |

### Wyoming
| Interstate 90                             |              |        |        |        | |                                                                                          |
| Comté                                     | Municipalité | mi     | km     | Sortie | Intersections / Destinations                                                                                   | Notes                                                                                    |
| Sheridan                                  |              | 0,00   | 0,00   |        | I-90 ouest / US 87 nord – Hardin                                                                               | Continue au Montana                                                                      |
| Sheridan                                  |              | 1,79   | 2,88   | 1      | Parkman |                                                                                          |
| Sheridan                                  | Ranchester   | 9,88   | 15,90  | 9      | US 14 ouest – Greybull, Lovell, Ranchester, Dayton, Parc national de Yellowstone, Parc national de Grand Teton | Terminus ouest du multiplex avec US 14                                                   |
| Sheridan                                  |              | 14,62  | 23,53  | 14     | WYO 345 (en) – Acme                                                                                            |                                                                                          |
| Sheridan                                  |              | 16,34  | 26,30  | 16     | WYO 339 (en) – Decker                                                                                          |                                                                                          |
| Sheridan                                  | Sheridan     | 20,92  | 33,67  | 20     | I-90 BL est (Main Street)                                                                                      |                                                                                          |
| Sheridan                                  | Sheridan     | 23,15  | 37,26  | 23     | WYO 336 (en) (Fifth Street)                                                                                    |                                                                                          |
| Sheridan                                  | Sheridan     | 25,40  | 40,88  | 25     | I-90 BL ouest / US 14 est / US 87 sud – Sheridan, Big Horn, Ucross                                             | Terminus est du multiplex avec US 14 / US 87                                             |
| Sheridan                                  |              | 32,98  | 53,08  | 33     | Meade Creek Road – Big Horn,                                                                                   |                                                                                          |
| Sheridan                                  |              | 37,16  | 59,80  | 37     | Prairie Dog Creek Road                                                                                         |                                                                                          |
| Johnson                                   |              | 44,69  | 71,92  | 44     | US 87 nord (Piney Creek Road)                                                                                  | Terminus ouest du multiplex avec US 87                                                   |
| Johnson                                   |              | 47,71  | 76,78  | 47     | Shell Creek Road                                                                                               |                                                                                          |
| Johnson                                   |              | 51,36  | 82,66  | 51     | Lac De Smet |                                                                                          |
| Johnson                                   |              | 53,83  | 86,63  | 53     | Rock Creek Road                                                                                                |                                                                                          |
| Johnson                                   | Buffalo      | 56,36  | 90,70  | 56A    | I-25 BL sud / I-90 BL est – Buffalo                                                                            | Sortie direction est, entrée direction ouest                                             |
| Johnson                                   | Buffalo      | 56,85  | 91,49  | 56B    | I-25 sud / US 87 sud – Casper                                                                                  | Terminus est du multiplex avec US 87; terminus nord de l'I-25; sortie 300 de l'I‑25 nord |
| Johnson                                   | Buffalo      | 58,65  | 94,39  | 58     | I-90 BL ouest / US 16 – Buffalo, Ucross                                                                        |                                                                                          |
| Johnson                                   |              | 65,98  | 106,18 | 65     | Red Hills Road, Tipperary Road                                                                                 |                                                                                          |
| Johnson                                   |              | 69,64  | 112,07 | 69     | Dry Creek Road                                                                                                 |                                                                                          |
| Johnson                                   |              | 73,01  | 117,50 | 73     | Crazy Woman Creek Drive                                                                                        |                                                                                          |
| Johnson                                   |              | 77,91  | 125,38 | 77     | Schoonover Road                                                                                                |                                                                                          |
| Johnson                                   |              | 82,83  | 133,30 | 82     | Indian Creek Road                                                                                              |                                                                                          |
| Johnson                                   |              | 88,67  | 142,70 | 88     | Powder River Road                                                                                              |                                                                                          |
| Johnson                                   |              | 91,49  | 147,24 | 91     | Dead Horse Creek Road                                                                                          |                                                                                          |
| Campbell                                  |              | 102,52 | 164,99 | 102    | Barber Creek Road                                                                                              |                                                                                          |
| Campbell                                  |              | 106,14 | 170,82 | 106    | Kingsbury Road                                                                                                 |                                                                                          |
| Campbell                                  |              | 113,97 | 183,42 | 113    | Wild Horse Creek Road                                                                                          |                                                                                          |
| Campbell                                  |              | 116,24 | 187,07 | 116    | Force Road |                                                                                          |
| Campbell                                  | Gillette     | 124,26 | 199,98 | 124    | I-90 BL est / WYO 50 (en) vers US 14 ouest / US 16 ouest – Gillette                                            |                                                                                          |
| Campbell                                  | Gillette     | 126,39 | 203,40 | 126    | WYO 59 (en) – Douglas                                                                                          |                                                                                          |
| Campbell                                  | Gillette     | 128,09 | 206,14 | 128    | I-90 BL ouest / US 14 ouest / US 16 ouest – Gillette                                                           | Terminus ouest du multiplex avec US 14 / US 16                                           |
| Campbell                                  |              | 129,10 | 207,77 | 129    | Garner Lake Road                                                                                               |                                                                                          |
| Campbell                                  | Wyodak       | 132,99 | 214,03 | 132    | Wyodak Road |                                                                                          |
| Campbell                                  |              | 141,24 | 227,30 | 141    | Rozet |                                                                                          |
| Crook                                     | Moorcroft    | 153,41 | 246,89 | 153    | US 14 est / US 16 est – Moorcroft, Newcastle                                                                   | Terminus est du multiplex avec US 14 / US 16                                             |
| Crook                                     | Moorcroft    | 154,77 | 249,08 | 154    | Vers US 14 est / US 16 est – Moorcroft                                                                         |                                                                                          |
| Crook                                     |              | 160,66 | 258,56 | 160    | Wind Creek Road                                                                                                |                                                                                          |
| Crook                                     |              | 165,68 | 266,64 | 165    | Pine Ridge Road – Pine Haven                                                                                   |                                                                                          |
| Crook                                     |              | 172,09 | 276,95 | 172    | Inyan Kara Road                                                                                                |                                                                                          |
| Crook                                     |              | 178,92 | 287,94 | 178    | Coal Divide Road                                                                                               |                                                                                          |
| Crook                                     |              | 185,73 | 298,90 | 185    | I-90 BL est / US 14 vers WYO 116 (en) – Sundance                                                               |                                                                                          |
| Crook                                     | Sundance     | 187,53 | 301,80 | 187    | WYO 585 (en) – Sundance, Newcastle                                                                             |                                                                                          |
| Crook                                     | Sundance     | 189,00 | 304,17 | 189    | I-90 BL ouest / US 14 ouest – Sundance                                                                         | Terminus ouest du multiplex avec US 14                                                   |
| Crook                                     |              | 191,92 | 308,87 | 191    | Moskee Road |                                                                                          |
| Crook                                     |              | 199,31 | 320,76 | 199    | WYO 111 (en) – Aladdin                                                                                         |                                                                                          |
| Crook                                     | Beulah       | 205,90 | 331,36 | 205    | Beulah |                                                                                          |
| Crook                                     |              | 208,80 | 336,03 |        | I-90 est / US 14 est – Sturgis                                                                                 | Continue au Dakota du Sud                                                                |
| - Terminus de multiplex - Accès incomplet |              |        |        |        | |                                                                                          |

### Dakota du Sud
| Interstate 90                             |                                    |        |        |                               | |                                                                              |
| Comté                                     | Municipalité                       | mi     | km     | Sortie                        | Intersections / Destinations                                                                          | Notes                                                                        |
| Lawrence                                  | North Lawrence                     | 0,00   | 0,00   |                               | I-90 ouest / US 14 ouest – Gillette                                                                   | Continue au Wyoming                                                          |
| Lawrence                                  | North Lawrence                     | 2,25   | 3,62   | 2                             | McNenny State Fish Hatchery                                                                           |                                                                              |
| Lawrence                                  | Spearfish                          | 8,96   | 14,42  | 8                             | McGuigan Road – Spearfish, Forêt nationale des Black Hills                                            |                                                                              |
| Lawrence                                  | Spearfish                          | 10,26  | 16,51  | 10                            | I-90 BL est (North Avenue) / US 85 nord – Spearfish, Belle Fourche                                    | Terminus ouest du multiplex avec US 85                                       |
| Lawrence                                  | Spearfish                          | 12,32  | 19,83  | 12                            | Jackson Boulevard – Spearfish, Université d'État de Black Hills                                       |                                                                              |
| Lawrence                                  | Spearfish                          | 14,42  | 23,21  | 14                            | I-90 BL ouest / US 14A (27th Street) / Black Hills National Forest Scenic Byway – Canyon de Spearfish |                                                                              |
| Lawrence                                  | Spearfish                          | 18,16  | 29,23  | 17                            | US 85 sud – Deadwood, Lead                                                                            | Terminus est du multiplex avec US 85                                         |
| Lawrence                                  | Whitewood                          | 23,73  | 38,19  | 23                            | SD 34 (en) ouest – Whitewood, Belle Fourche                                                           | Terminus ouest du multiplex avec SD 34                                       |
| Meade                                     | Sturgis                            | 30,28  | 48,73  | 30                            | I-90 BL / SD 34 (en) est / SD 79 (en) nord (Lazelle Street) / US 14A ouest – Sturgis, Deadwood, Lead  | Terminus est du multiplex avec SD 34; terminus ouest du multiplex avec SD 79 |
| Meade                                     | Sturgis                            | 32,41  | 52,16  | 32                            | I-90 BL ouest (Junction Avenue) – Sturgis                                                             |                                                                              |
| Meade                                     | Southwest Meade                    | 34,81  | 56,02  | 34                            | Black Hills National Cemetery                                                                         |                                                                              |
| Meade                                     | Southwest Meade                    | 37,01  | 59,56  | 37                            | Pleasant Valley Road                                                                                  |                                                                              |
| Meade                                     | Tilford                            | 40,20  | 64,70  | 40                            | Tilford Road, Bethlehem Road – Tilford                                                                |                                                                              |
| Meade                                     | Piedmont                           | 44,66  | 71,87  | 44                            | Bethlehem Road – Piedmont                                                                             |                                                                              |
| Meade                                     | Piedmont                           | 46,14  | 74,26  | 46                            | Elk Creek Road – Piedmont, Summerset                                                                  |                                                                              |
| Meade                                     | Summerset                          | 48,43  | 77,94  | 48                            | Stagebarn Canyon Road – Summerset                                                                     |                                                                              |
| Meade                                     | Black Hawk                         | 52,38  | 84,30  | 52                            | I-90 BL est (Peaceful Pines Road) – Black Hawk, Rapid City                                            |                                                                              |
| Pennington                                | Rapid City                         | 55,66  | 89,58  | 55                            | Deadwood Avenue – Rapid City                                                                          |                                                                              |
| Pennington                                | Rapid City                         | 57,76  | 92,96  | 57                            | I-190 sud / US 16 ouest – Rapid City, Mont Rushmore, Forêt nationale des Black Hills                  | Sortie 1A-B de l'I-190                                                       |
| Pennington                                | Rapid City                         | 58,31  | 93,84  | 58                            | Haines Avenue – Rapid City                                                                            |                                                                              |
| Pennington                                | Rapid City                         | 59,19  | 95,26  | 59                            | La Crosse Street – Rapid City                                                                         |                                                                              |
| Pennington                                | Rapid City                         | 60,48  | 97,33  | 60                            | I-90 BL ouest (North Street) – Rapid City                                                             |                                                                              |
| Pennington                                | Rapid City                         | 61,84  | 99,52  | 61                            | US 16 Truck / SD 79 (en) sud – Rapid City, Mont Rushmore, Crazy Horse                                 | Terminus est du multiplex avec SD 79                                         |
| Pennington                                | Box Elder                          | 63,42  | 102,06 | 63                            | Box Elder, Porte commerciale de Ellsworth AFB                                                         | Sortie direction est, entrée direction ouest                                 |
| Pennington                                | Box Elder                          | 67,15  | 108,07 | 67                            | Liberty Boulevard – Box Elder, Porte principale de Ellsworth AFB                                      |                                                                              |
| Pennington                                | New Underwood                      | 78,29  | 126,00 | 78                            | 161st Avenue – New Underwood                                                                          |                                                                              |
| Pennington                                | East Central Pennington            | 84,24  | 135,57 | 84                            | 167th Avenue                                                                                          |                                                                              |
| Pennington                                | East Central Pennington            | 88,23  | 141,99 | 88                            | 171st Avenue                                                                                          | Sortie direction est, entrée direction ouest                                 |
| Pennington                                | East Central Pennington            | 90,25  | 145,24 | 90                            | 173rd Avenue                                                                                          |                                                                              |
| Pennington                                | Wasta                              | 98,14  | 157,94 | 98                            | Base Line Road – Wasta                                                                                |                                                                              |
| Pennington                                | Wasta Township                     | 101,23 | 162,91 | 101                           | Jensen Road                                                                                           |                                                                              |
| Pennington                                | Lake Flat Township                 | 107,85 | 173,57 | 107                           | Cedar Butte Road                                                                                      |                                                                              |
| Pennington                                | Wall                               | 109,82 | 176,64 | 109                           | I-90 BL est / W. 4th Avenue – Wall                                                                    |                                                                              |
| Pennington                                | Wall                               | 110,98 | 178,60 | 110                           | I-90 BL ouest (Glenn Street) / SD 240 est (Badlands Loop) – Wall, Badlands                            |                                                                              |
| Pennington                                | Fairview Township                  | 112,01 | 180,26 | 112                           | US 14 est – Philip, Pierre                                                                            | Terminus est du multiplex avec US 14                                         |
| Pennington                                | Fairview Township                  | 116,94 | 188,20 | 116                           | 239th Street                                                                                          |                                                                              |
| Pennington                                | Quinn Township                     | 121,98 | 196,31 | 121                           | Big Foot Road                                                                                         |                                                                              |
| Jackson                                   | Northwest Jackson                  | 127,75 | 205,59 | 127                           | Sortie sans nom                                                                                       |                                                                              |
| Jackson                                   | Northwest Jackson                  | 131,26 | 211,24 | 131                           | SD 240 est (Badlands Loop) – Interior, Badlands                                                       |                                                                              |
| Jackson                                   | Northeast Jackson                  | 143,29 | 230,60 | 143                           | SD 73 (en) nord – Philip                                                                              | Terminus ouest du multiplex avec SD 73                                       |
| Jackson                                   | Kadoka                             | 150,20 | 241,72 | 150                           | I-90 BL est / SD 73 (en) sud – Kadoka                                                                 | Terminus est du multiplex avec SD 73                                         |
| Jackson                                   | Kadoka                             | 152,42 | 245,30 | 152                           | I-90 BL ouest (South Creek Road) – Kadoka                                                             |                                                                              |
| Jackson                                   | Belvidere                          | 163,03 | 262,37 | 163                           | SD 63 (en) sud – Belvidere                                                                            | Terminus ouest du multiplex avec SD 63                                       |
| Jackson                                   | Northeast Jackson                  | 170,31 | 274,09 | 170                           | SD 63 (en) nord – Midland                                                                             | Terminus est du multiplex avec SD 63                                         |
| Jackson                                   | Northeast Jackson                  | 172,50 | 277,61 | 172                           | Sortie sans nom                                                                                       |                                                                              |
| Jones                                     | Okaton                             | 177,48 | 285,63 | 177                           | Sortie sans nom                                                                                       |                                                                              |
| Jones                                     | Okaton                             | 183,48 | 295,98 | 183                           | Okaton                                                                                                |                                                                              |
| Jones                                     | Murdo                              | 191,14 | 307,61 | 191                           | I-90 BL est – Murdo                                                                                   |                                                                              |
| Jones                                     | Murdo                              | 192,64 | 310,02 | 192                           | I-90 BL ouest / US 83 sud – Murdo, White River                                                        | Terminus ouest du multiplex avec US 83                                       |
| Jones                                     | Draper                             | 201,13 | 323,69 | 201                           | Draper                                                                                                |                                                                              |
| Jones                                     | Mussman Township                   | 208,11 | 334,92 | 208                           | Sortie sans nom                                                                                       |                                                                              |
| Lyman                                     | Vivian Township                    | 212,80 | 342,47 | 212                           | US 83 nord / SD 53 (en) – Pierre, Fort Pierre                                                         | Terminus est du multiplex avec US 83                                         |
| Lyman                                     | Vivian                             | 214,25 | 344,80 | 214                           | Vivian                                                                                                |                                                                              |
| Lyman                                     | Limite Northwest Lyman–South Lyman | 220,31 | 354,55 | 220                           | Sortie sans nom                                                                                       |                                                                              |
| Lyman                                     | Presho                             | 225,38 | 362,71 | 225                           | I-90 BL est – Presho                                                                                  |                                                                              |
| Lyman                                     | Presho                             | 226,39 | 364,34 | 226                           | I-90 BL ouest / US 183 sud – Presho, Winner                                                           |                                                                              |
| Lyman                                     | Kennebec                           | 235,42 | 378,87 | 235                           | SD 273 (en) nord – Kennebec                                                                           |                                                                              |
| Lyman                                     | Lyman                              | 241,90 | 389,30 | 241                           | Sortie sans nom                                                                                       |                                                                              |
| Lyman                                     | Reliance                           | 248,77 | 400,36 | 248                           | Vers SD 47 (en) nord – Reliance                                                                       |                                                                              |
| Lyman                                     | East Lyman                         | 251,08 | 404,07 | 251                           | SD 47 (en) sud – Gregory, Winner                                                                      |                                                                              |
| Lyman                                     | Oacoma                             | 260,47 | 419,19 | 260                           | I-90 BL est (Dougan Avenue) – Oacoma, Chamberlain                                                     |                                                                              |
| Rivière Missouri                          | Rivière Missouri                   | 262,22 | 422,00 | Pont Mémorial Lewis and Clark | Pont Mémorial Lewis and Clark                                                                         | Pont Mémorial Lewis and Clark                                                |
| Brule                                     | Chamberlain                        | 263,53 | 424,11 | 263                           | South Main Street – Chamberlain                                                                       |                                                                              |
| Brule                                     | Chamberlain                        | 265,85 | 427,84 | 265                           | I-90 BL ouest / SD 50 (en) ouest – Chamberlain                                                        | Terminus ouest du multiplex avec SD 50                                       |
| Brule                                     | Pukwana                            | 272,63 | 438,76 | 272                           | SD 50 (en) est – Pukwana                                                                              | Terminus est du multiplex avec SD 50                                         |
| Brule                                     | Kimball                            | 284,05 | 457,13 | 284                           | SD 45 (en) nord (South Main Street) – Kimball                                                         | Terminus ouest du multiplex avec SD 45                                       |
| Brule                                     | Plainfield Township                | 289,22 | 465,45 | 289                           | SD 45 (en) sud – Platte                                                                               | Terminus est du multiplex avec SD 45                                         |
| Aurora                                    | White Lake                         | 296,68 | 477,46 | 296                           | White Lake                                                                                            |                                                                              |
| Aurora                                    | Plankinton                         | 308,25 | 496,08 | 308                           | Plankinton                                                                                            |                                                                              |
| Aurora                                    | Limite township Plankinton–Hopper  | 310,48 | 499,67 | 310                           | US 281 – Stickney, Aberdeen, Huron                                                                    |                                                                              |
| Davison                                   | Mount Vernon                       | 319,43 | 514,07 | 319                           | Mount Vernon                                                                                          |                                                                              |
| Davison                                   | Beluah Township                    | 325,42 | 523,71 | 325                           | Betts Road                                                                                            |                                                                              |
| Davison                                   | Mitchell                           | 330,41 | 531,74 | 330                           | I-90 BL est / SD 37 (en) nord (South Ohlman Street) – Mitchell, Huron                                 | Terminus ouest du multiplex avec SD 37                                       |
| Davison                                   | Mitchell                           | 332,17 | 534,58 | 332                           | I-90 BL ouest / SD 37 (en) sud (South Burr Street nord) – Mitchell, Parkston                          | Terminus est du multiplex avec SD 37                                         |
| Hanson                                    | Hanson Township                    | 335,42 | 539,81 | 335                           | Riverside Road                                                                                        |                                                                              |
| Hanson                                    | Alexandria                         | 344,01 | 553,63 | 344                           | SD 262 (en) est – Fulton, Alexandria                                                                  |                                                                              |
| Hanson                                    | Pleasant Township                  | 350,05 | 563,35 | 350                           | SD 25 (en) – Emery, Farmer                                                                            |                                                                              |
| McCook                                    | Jefferson Township                 | 353,98 | 569,68 | 353                           | Spencer, Emery                                                                                        |                                                                              |
| McCook                                    | Jefferson Township                 | 357,99 | 576,13 | 357                           | Bridgewater, Canova                                                                                   |                                                                              |
| McCook                                    | Salem                              | 364,01 | 585,82 | 364                           | US 81 – Salem, Yankton, Madison                                                                       |                                                                              |
| McCook                                    | Canistota Township                 | 368,05 | 592,32 | 368                           | Canistota                                                                                             |                                                                              |
| McCook                                    | Greenland Township                 | 374,02 | 601,93 | 374                           | Montrose                                                                                              |                                                                              |
| Minnehaha                                 | Humboldt                           | 379,63 | 610,96 | 379                           | SD 19 (en) – Humboldt, Madison                                                                        |                                                                              |
| Minnehaha                                 | Hartford                           | 387,46 | 623,56 | 387                           | South Western Avenue – Hartford                                                                       |                                                                              |
| Minnehaha                                 | Hartford                           | 390,21 | 627,98 | 390                           | SD 38 (en) – Hartford, Buffalo Ridge                                                                  |                                                                              |
| Minnehaha                                 | Sioux Falls                        | 395,46 | 636,43 | 395                           | Marion Road                                                                                           |                                                                              |
| Minnehaha                                 | Sioux Falls                        | 396,52 | 638,14 | 396                           | I-29 – Fargo, Sioux City                                                                              | Indiqué sortie 396A (sud) et 396B (nord); sortie 84A-B de l'I-29             |
| Minnehaha                                 | Sioux Falls                        | 399,54 | 643,00 | 399                           | SD 115 (en) (Cliff Avenue) – Aéroport                                                                 |                                                                              |
| Minnehaha                                 | Sioux Falls                        | 400,58 | 644,67 | 400                           | I-229 sud                                                                                             | Sortie 10A-B de l'I-229 nord                                                 |
| Minnehaha                                 | Limite Mapleton–Brandon            | 402,55 | 647,84 | 402                           | CR 121 nord / Veterans Parkway – Institut d'études géologiques des États-Unis, EROS                   |                                                                              |
| Minnehaha                                 | Brandon                            | 406,54 | 654,26 | 406                           | SD 11 (en) (Splitrock Boulevard) – Corson, Brandon                                                    |                                                                              |
| Minnehaha                                 | Valley Springs                     | 410,57 | 660,75 | 410                           | Valley Springs, Garretson                                                                             |                                                                              |
| Minnehaha                                 | Red Rock Township                  | 412,76 | 664,27 |                               | I-90 est – Albert Lea                                                                                 | Continue au Minnesota                                                        |
| - Terminus de multiplex - Accès incomplet |                                    |        |        |                               | |                                                                              |

### Minnesota
| Interstate 90                             |                                  |        |        |                                                |                                                                            |                                                                                           |
| Comté                                     | Municipalité                     | mi     | km     | Sortie                                         | Intersections / Destinations                                               | Notes                                                                                     |
| Rock                                      | Beaver Creek Township            | 0,00   | 0,00   |                                                | I-90 ouest – Sioux Falls                                                   | Continue au Dakota du Sud                                                                 |
| Rock                                      | Beaver Creek Township            | 1,06   | 1,70   | 1                                              | MN 23 (en) / CSAH 17 – Jasper, Pipestone                                   |                                                                                           |
| Rock                                      | Beaver Creek                     | 3,90   | 6,27   | 3                                              | CSAH 4 – Beaver Creek                                                      | Sortie direction est, entrée direction ouest                                              |
| Rock                                      | Beaver Creek                     | 5,07   | 8,17   | 5                                              | CSAH 6 – Beaver Creek, Hills                                               |                                                                                           |
| Rock                                      | Luverne                          | 12,48  | 20,08  | 12                                             | US 75 – Luverne, Rock Rapids                                               |                                                                                           |
| Rock                                      | Magnolia                         | 18,48  | 29,75  | 18                                             | CSAH 3 – Magnolia, Kanaranzi                                               |                                                                                           |
| Nobles                                    | Adrian                           | 26,62  | 42,84  | 26                                             | MN 91 (en) – Adrian, Lake Wilson                                           |                                                                                           |
| Nobles                                    | Rushmore                         | 33,71  | 54,26  | 33                                             | CSAH 13 – Rushmore, Wilmont                                                |                                                                                           |
| Nobles                                    | Worthington                      | 42,26  | 68,00  | 42                                             | I-90 BL est / CSAH 25 – Worthington, Wilmont                               |                                                                                           |
| Nobles                                    | Worthington                      | 43,74  | 70,39  | 43                                             | US 59 – Worthington, Slayton                                               |                                                                                           |
| Nobles                                    | Worthington                      | 45,16  | 72,66  | 45                                             | I-90 BL ouest / MN 60 (en) – Windom                                        |                                                                                           |
| Nobles                                    | Lorain Township                  | 47,80  | 76,92  | 47                                             | CSAH 53                                                                    | Sortie direction est, entrée direction ouest                                              |
| Limite Nobles–Jackson                     | Limite townships Lorain–Ewington | 50,74  | 81,66  | 50                                             | MN 264 (en) / CSAH 1 – Brewster, Round Lake                                |                                                                                           |
| Jackson                                   | Rost Township                    | 57,73  | 92,90  | 57                                             | CSAH 9 – Heron Lake, Okabena                                               |                                                                                           |
| Jackson                                   | Hunter Township                  | 64,77  | 104,23 | 64                                             | MN 86 (en) – Lakefield, Spirit Lake                                        |                                                                                           |
| Jackson                                   | Jackson                          | 73,81  | 118,79 | 73                                             | US 71 – Jackson, Spirit Lake                                               |                                                                                           |
| Jackson                                   | Alpha                            | 80,08  | 128,88 | 80                                             | CSAH 29 – Alpha                                                            |                                                                                           |
| Martin                                    | Sherburn                         | 87,31  | 140,51 | 87                                             | MN 4 (en) – Sherburn, Saint James, Trimont, Estherville                    |                                                                                           |
| Martin                                    | Welcome                          | 93,68  | 150,76 | 93                                             | MN 263 (en) / CSAH 27 – Welcome, Ceylon                                    |                                                                                           |
| Martin                                    | Fairmont                         | 99,81  | 160,62 | 99                                             | I-90 BL est / CSAH 39 – Fairmont                                           |                                                                                           |
| Martin                                    | Fairmont                         | 102,05 | 164,24 | 102                                            | I-90 BL ouest / MN 15 (en) – Madelia, Fairmont                             |                                                                                           |
| Martin                                    | Granada                          | 107,20 | 172,53 | 107                                            | CSAH 53 – Granada, East Chain                                              |                                                                                           |
| Faribault                                 | Guckeen                          | 113,27 | 182,29 | 113                                            | CSAH 1 – Guckeen, Huntley                                                  |                                                                                           |
| Faribault                                 | Blue Earth                       | 119,91 | 192,98 | 119                                            | US 169 – Blue Earth, Mankato, Winnebago, Elmore                            |                                                                                           |
| Faribault                                 | Emerald Township                 | 128,54 | 206,86 | 128                                            | MN 254 (en) sud / CSAH 17 – Easton, Frost                                  |                                                                                           |
| Faribault                                 | Bush Creek Township              | 134,55 | 216,53 | 134                                            | MN 253 (en) sud / CSAH 21 – Minnesota Lake, Bricelyn                       |                                                                                           |
| Faribault                                 | Foster Township                  | 138,63 | 223,10 | 138                                            | MN 22 (en) – Wells, Kiester                                                |                                                                                           |
| Freeborn                                  | Alden                            | 146,29 | 235,43 | 146                                            | MN 109 (en) / CSAH 6 – Alden, Mankato                                      |                                                                                           |
| Freeborn                                  | Albert Lea                       | 154,74 | 249,03 | 154                                            | MN 13 (en) vers US 69 – Albert Lea, Waseca                                 |                                                                                           |
| Freeborn                                  | Albert Lea                       | 157,83 | 254,00 | 157                                            | CSAH 22 – Albert Lea                                                       |                                                                                           |
| Freeborn                                  | Bancroft Township                | 159,74 | 257,08 | 159                                            | I-35 – Albert Lea, Des Moines, Minneapolis, Saint Paul                     | Indiqué sortie 159A (sud) et 159B (nord); sortie 13A-B de l'I-35                          |
| Freeborn                                  | Hayward                          | 163,71 | 263,46 | 163                                            | CSAH 26 – Hayward                                                          |                                                                                           |
| Freeborn                                  | Oakland                          | 166,32 | 267,67 | 166                                            | CSAH 46 (Oakland Road) – Petran, Oakland                                   |                                                                                           |
| Mower                                     | Austin                           | 175,49 | 282,42 | 175                                            | I-90 BL est / MN 105 (en) / CSAH 46 / Oakland Avenue                       |                                                                                           |
| Mower                                     | Austin                           | 177,19 | 285,16 | 177                                            | US 218 nord / 14th Street NW – Owatonna                                    | Terminus ouest du multiplex avec US 218                                                   |
| Mower                                     | Austin                           | 177,87 | 286,26 | 178A                                           | 4th Street NW                                                              |                                                                                           |
| Mower                                     | Austin                           | 178,51 | 287,28 | 178B                                           | 6th Street NE                                                              |                                                                                           |
| Mower                                     | Austin                           | 179,15 | 288,31 | 179                                            | 11th Drive NE                                                              |                                                                                           |
| Mower                                     | Austin                           | 179,74 | 289,27 | 180A                                           | I-90 BL ouest / Oakland Place                                              | Sortie direction ouest, entrée direction est                                              |
| Mower                                     | Austin                           | 180,02 | 289,72 | 180B                                           | US 218 sud / 21st Street NE                                                | Terminus est du multiplex avec US 218                                                     |
| Mower                                     | Austin                           | 180,50 | 290,49 | 181                                            | 28th Street NE                                                             |                                                                                           |
| Mower                                     | Windom Township                  | 183,56 | 295,41 | 183                                            | MN 56 (en) – Brownsdale, Rose Creek                                        |                                                                                           |
| Mower                                     | Marshall Township                | 187,34 | 301,49 | 187                                            | CSAH 20                                                                    |                                                                                           |
| Mower                                     | Dexter Township                  | 189,58 | 305,11 | 189                                            | CSAH 13 – Elkton                                                           |                                                                                           |
| Mower                                     | Dexter                           | 193,05 | 310,68 | 193                                            | MN 16 (en) – Dexter, Grand Meadow, Spring Valley, Preston                  |                                                                                           |
| Olmsted                                   | High Forest Township             | 205,05 | 330,00 | 205                                            | CSAH 6                                                                     |                                                                                           |
| Olmsted                                   | Stewartville                     | 209,27 | 336,79 | 209                                            | US 63 / MN 30 (en) – Stewartville, Rochester                               | Indiqué sortie 209A (sud / est) et 209B (nord / ouest)                                    |
| Olmsted                                   | Marion Township                  | 217,62 | 350,23 | 218                                            | US 52 – Chatfield, Rochester                                               |                                                                                           |
| Olmsted                                   | Eyota                            | 223,61 | 359,86 | 224                                            | MN 42 (en) nord / CSAH 7 – Eyota                                           |                                                                                           |
| Olmsted                                   | Dover                            | 228,57 | 367,85 | 229                                            | CSAH 10 – Dover                                                            |                                                                                           |
| Winona                                    | St. Charles                      | 232,29 | 373,84 | 233                                            | MN 74 (en) – St. Charles, Chatfield                                        |                                                                                           |
| Winona                                    | Fremont Township                 | 242,06 | 389,56 | 242                                            | CSAH 29 – Lewiston                                                         |                                                                                           |
| Winona                                    | Warren Township                  | 249,10 | 400,89 | 249                                            | MN 43 (en) sud – Rushford                                                  | Terminus ouest du multiplex avec MN 43                                                    |
| Winona                                    | Wilson Township                  | 252,06 | 405,65 | 252                                            | MN 43 (en) nord – Winona                                                   | Terminus est du multiplex avec MN 43                                                      |
| Winona                                    | Pleasant Hill Township           | 257,69 | 414,72 | 258                                            | MN 76 (en) sud – Houston                                                   |                                                                                           |
| Winona                                    | Nodine                           | 266,02 | 428,11 | 267                                            | CSAH 12 – Nodine                                                           |                                                                                           |
| Winona                                    | New Hartford Township            | 270,29 | 434,99 | 269                                            | US 14 ouest / US 61 nord / Great River Road (en) nord – Winona             | Terminus ouest du multiplex avec US 61; pas de sortie en direction est                    |
| Winona                                    | Dakota                           | 271,23 | 436,51 | 270                                            | Vers US 14 ouest / US 61 nord – Dakota                                     | US 14 et US 61 indiqués en direction est seulement; entrée direction ouest via sortie 269 |
| Winona                                    | Dresbach                         | 272,66 | 438,81 | 273                                            | Dresbach                                                                   | Indiqué sortie 273A (première sortie) et 273B (deuxième sortie) en direction est          |
| Winona                                    | La Crescent                      | 275,24 | 442,96 | 276                                            | US 14 est / US 61 sud / Great River Road (en) sud – La Crescent, La Crosse | Terminus est du multiplex avec US 61                                                      |
| Fleuve Mississippi                        | Fleuve Mississippi               | 275,70 | 443,70 | Pont de l'I-90 au-dessus du Fleuve Mississippi | Pont de l'I-90 au-dessus du Fleuve Mississippi                             | Pont de l'I-90 au-dessus du Fleuve Mississippi                                            |
| Fleuve Mississippi                        | Fleuve Mississippi               | 275,70 | 443,70 |                                                | I-90 est – Tomah                                                           | Continue au Wisconsin                                                                     |
| - Terminus de multiplex - Accès incomplet |                                  |        |        |                                                |                                                                            |                                                                                           |

### Wisconsin
| Interstate 90                             |                    |        |        |                                                |                                                                     |                                                                   |
| Comté                                     | Municipalité       | mi     | km     | Sortie                                         | Intersections / Destinations                                        | Notes                                                             |
| Fleuve Mississippi                        | Fleuve Mississippi | 0,00   | 0,00   |                                                | I-90 ouest – Rochester, Albert Lea                                  | Continue au Minnesota                                             |
| Fleuve Mississippi                        | Fleuve Mississippi | 0,00   | 0,00   | Pont de l'I-90 au-dessus du Fleuve Mississippi |                                                                     |                                                                   |
| La Crosse                                 | Town of Campbell   | 1,96   | 3,15   | 2                                              | CTH-B – French Island                                               | Accès à l'Aéroport régional de La Crosse                          |
| La Crosse                                 | La Crosse          | 2,87   | 4,62   | 3                                              | US 53 sud / WIS 35 (en) – La Crosse, Onalaska                       | Terminus ouest du multiplex avec US 53                            |
| La Crosse                                 | Onalaska           | 4,43   | 7,13   | 4                                              | US 53 nord / WIS 157 (en) – La Crosse, Onalaska                     | Terminus est du multiplex avec US 53                              |
| La Crosse                                 | Onalaska           | 5,74   | 9,24   | 5                                              | WIS 16 (en) – Onalaska, West Salem                                  |                                                                   |
| La Crosse                                 | Town of Hamilton   | 11,78  | 18,96  | 12                                             | CTH-C – West Salem                                                  |                                                                   |
| La Crosse                                 | Bangor             | 15,57  | 25,06  | 15                                             | WIS 162 (en) – Bangor, Coon Valley                                  |                                                                   |
| Monroe                                    | Sparta             | 24,91  | 40,09  | 25                                             | WIS 27 (en) – Sparta, Melvina                                       |                                                                   |
| Monroe                                    | Town of Angelo     | 28,18  | 45,35  | 28                                             | WIS 16 (en) – Sparta                                                |                                                                   |
| Monroe                                    | Town of Tomah      | 41,42  | 66,66  | 41                                             | WIS 131 (en) – Tomah, Wilton                                        |                                                                   |
| Monroe                                    | Tomah              | 43,32  | 69,72  | 43                                             | US 12 / WIS 16 (en) – Tomah                                         |                                                                   |
| Monroe                                    | Town of Oakdale    | 45,10  | 72,58  | 45                                             | I-94 ouest – Eau Claire, Saint Paul                                 | Terminus ouest du multiplex avec I-94; sortie 147 de l'I-94 est   |
| Monroe                                    | Oakdale            | 48,60  | 78,21  | 48                                             | CTH-PP – Oakdale                                                    |                                                                   |
| Juneau                                    | Camp Douglas       | 55,03  | 88,56  | 55                                             | CTH-C – Camp Douglas, Volk Field                                    |                                                                   |
| Juneau                                    | New Lisbon         | 61,46  | 98,91  | 61                                             | WIS 80 (en) – New Lisbon                                            |                                                                   |
| Juneau                                    | Lemonweir          | 69,02  | 111,08 | 69                                             | WIS 82 (en) – Mauston, Oxford                                       |                                                                   |
| Juneau                                    | Lyndon Station     | 78,97  | 127,09 | 79                                             | CTH-HH – Lyndon Station                                             |                                                                   |
| Juneau                                    | Lyndon             | 85,40  | 137,44 | 85                                             | US 12 / WIS 16 (en) – Wisconsin Dells                               |                                                                   |
| Sauk                                      | Wisconsin Dells    | 87,22  | 140,37 | 87                                             | WIS 13 (en) nord – Wisconsin Dells                                  |                                                                   |
| Sauk                                      | Lake Delton        | 89,80  | 144,52 | 89                                             | WIS 23 (en) – Lake Delton, Reedsburg                                |                                                                   |
| Sauk                                      | Delton             | 93,13  | 149,88 | 92                                             | US 12 – Baraboo, Lake Delton                                        |                                                                   |
| Columbia                                  | Caledonia          | 105,73 | 170,16 | 106                                            | WIS 33 (en) – Portage, Baraboo                                      |                                                                   |
| Columbia                                  | Caledonia          | 108,16 | 174,07 | 108A                                           | WIS 78 (en) sud – Merrimac                                          |                                                                   |
| Columbia                                  | Caledonia          | 108,16 | 174,07 | 108B                                           | I-39 nord – Wausau                                                  | Terminus ouest du multiplex avec I-39; sortie 84 de l'I-39 sud    |
| Columbia                                  | Dekorra            | 115,21 | 185,41 | 115                                            | CTH-CS – Poynette, Lake Wisconsin                                   |                                                                   |
| Columbia                                  | Arlington          | 119,20 | 191,83 | 119                                            | WIS 60 (en) – Lodi, Arlington, Columbus                             |                                                                   |
| Dane                                      | Vienna             | 126,25 | 203,18 | 126                                            | CTH-V – Dane, DeForest                                              |                                                                   |
| Dane                                      | Windsor            | 130,46 | 209,96 | 131                                            | WIS 19 (en) – Waunakee, Sun Prairie                                 |                                                                   |
| Dane                                      | Burke              | 131,98 | 212,40 | 132                                            | US 51 – Madison, DeForest                                           |                                                                   |
| Dane                                      | Madison            | 135,21 | 217,60 | 135A                                           | US 151 sud – Madison                                                |                                                                   |
| Dane                                      | Madison            | 135,21 | 217,60 | 135B                                           | US 151 nord – Sun Prairie                                           |                                                                   |
| Dane                                      | Madison            | 135,45 | 217,99 | 135C                                           | High Crossing Boulevard                                             | Sortie direction ouest, entrée direction est                      |
| Dane                                      | Madison            | 137,24 | 220,87 | 138A                                           | I-94 est – Milwaukee                                                | Terminus est du multiplex avec l'I-94; sortie 240 de l'I-94 ouest |
| Dane                                      | Madison            | 137,59 | 221,43 | 138B                                           | WIS 30 (en) ouest – Madison                                         | Dessert l'Aéroport de Madison                                     |
| Dane                                      | Blooming Grove     | 141,43 | 227,61 | 142                                            | US 12 / US 18 (Beltline Highway) – Madison, Cambridge               | Indiqué sortie 142A (ouest) et 142B (est)                         |
| Dane                                      | Pleasant Springs   | 146,80 | 236,25 | 147                                            | CTH-N – Stoughton, Cottage Grove                                    |                                                                   |
| Dane                                      | Christiana         | 155,90 | 250,90 | 156                                            | US 51 nord vers CTH-A – Stoughton, Cottage Grove                    | Terminus ouest du multiplex avec US 51                            |
| Dane                                      | Albion             | 159,64 | 256,92 | 160                                            | US 51 sud – Edgerton WIS 73 (en) nord vers WIS 106 (en) – Deerfield | Terminus est du multiplex avec US 51                              |
| Rock                                      | Fulton             | 162,57 | 261,63 | 163                                            | WIS 59 (en) – Edgerton, Milton                                      |                                                                   |
| Rock                                      | Janesville         | 170,81 | 274,69 | 171A                                           | WIS 26 (en) – Milton                                                |                                                                   |
| Rock                                      | Janesville         | 171,52 | 276,03 | 171B                                           | US 14 – Janesville                                                  | Indiqué sortie 171B (ouest) et 171C (est)                         |
| Rock                                      | Janesville         | 174,71 | 281,17 | 175                                            | WIS 11 (en) est (Racine Street) – Delavan                           | Terminus ouest du multiplex avec WIS 11                           |
| Rock                                      | La Prairie         | 177,22 | 285,21 | 177                                            | WIS 11 (en) ouest – Janesville, Avalon                              | Terminus est du multiplex avec WIS 11                             |
| Rock                                      | Turtle             | 182,41 | 293,56 | 183                                            | CTH-S (Shopiere Road)                                               |                                                                   |
| Rock                                      | Turtle             | 184,70 | 297,25 | 185A                                           | WIS 81 (en) – Beloit                                                |                                                                   |
| Rock                                      | Turtle             | 184,68 | 297,21 | 185B                                           | I-43 nord – Milwaukee                                               | Sortie 1 de l'I-43                                                |
| Rock                                      | Turtle             | 187,13 | 301,16 |                                                | I-39 sud / I-90 est – Rockford, Chicago                             | Continue en Illinois                                              |
| - Terminus de multiplex - Accès incomplet |                    |        |        |                                                |                                                                     |                                                                   |

### Illinois
| Interstate 90                                                                        |                   |        |        |                                                     | | |
| Comté                                                                                | Municipalité      | mi     | km     | Sortie                                              | Intersections / Destinations                                                                                               | Notes |
| Winnebago                                                                            | South Beloit      | 0,00   | 0,00   |                                                     | I-39 nord / I-90 ouest – Madison                                                                                           | Continue au Wisconsin |
| Winnebago                                                                            | South Beloit      | 0,29   | 0,47   | 1                                                   | US 51 nord / IL 75 (en) – South Beloit                                                                                     | Terminus ouest du multiplex avec US 51 |
| Winnebago                                                                            | Rockton           | 2,71   | 4,36   | 3                                                   | CR 9 (Rockton Road) | Terminus nord-ouest du Jane Adams Memorial Tollway; dernière sortie gratuite en direction est                                                                                   |
| Winnebago                                                                            | Rockton           | 3,60   | 5,79   | Poste de péage 1 de South Beloit                    | Poste de péage 1 de South Beloit                                                                                           | Poste de péage 1 de South Beloit |
| Winnebago                                                                            | Rockford          | 8,94   | 14,39  | 8                                                   | IL 173 (en) (West Lane Road) – Machesney Park                                                                              | Péage à la sortie direction ouest et à l'entrée direction est |
| Winnebago                                                                            | Rockford          | 12,47  | 20,07  | 12                                                  | CR 55 ouest (East Riverside Boulevard)                                                                                     | Péage à la sortie direction ouest et à l'entrée direction est |
| Winnebago                                                                            | Rockford          | 15,76  | 25,36  | 15                                                  | US 20 Bus. (State Street)                                                                                                  | |
| Winnebago                                                                            | Cherry Valley     | 17,40  | 28,00  | 17                                                  | I-39 sud / US 51 sud vers US 20 – Bloomington                                                                              | Terminus est du multiplex avec I-39 / US 51; accès à l'Aéroport international de Rockford / Chicago via US 20 ouest                                                             |
| Boone                                                                                | Belvidere         | 20,40  | 32,83  | 20                                                  | Irene Road | Péage à la sortie direction est et à l'entrée direction ouest |
| Boone                                                                                | Belvidere         | 22,93  | 36,90  | Poste de péage 5 de Belvidere (direction ouest)     | Poste de péage 5 de Belvidere (direction ouest)                                                                            | Poste de péage 5 de Belvidere (direction ouest) |
| Boone                                                                                | Belvidere         | 23,51  | 37,84  | Aire de service de Belvidere                        | Aire de service de Belvidere                                                                                               | Aire de service de Belvidere |
| Boone                                                                                | Belvidere         | 24,62  | 39,62  | 25                                                  | Belvidere-Genoa Road | Péage sur les sorties |
| McHenry                                                                              | Riley             | 36,10  | 58,10  | 36                                                  | IL 23 (en) – Marengo, Genoa                                                                                                | Péage sur les sorties et l'entrée en direction ouest |
| McHenry                                                                              | Riley             | 37,39  | 60,17  | Poste de péage 7 de Marengo (direction est)         | Poste de péage 7 de Marengo (direction est)                                                                                | Poste de péage 7 de Marengo (direction est) |
| Kane                                                                                 | Hampshire         | 41,54  | 66,85  | 42                                                  | US 20 – Hampshire, Marengo                                                                                                 | |
| Kane                                                                                 | Huntley           | 46,02  | 74,06  | 47                                                  | IL 47 (en) – Huntley, Woodstock, Elburn                                                                                    | |
| Kane                                                                                 | Elgin             | 51,78  | 83,33  | 52                                                  | CR 34 (Randall Road) | Péage sortie direction est en entrée direction ouest |
| Kane                                                                                 | Elgin             | 53,42  | 85,97  | Poste de péage 9 d'Elgin                            | Poste de péage 9 d'Elgin                                                                                                   | Poste de péage 9 d'Elgin |
| Kane                                                                                 | Elgin             | 54,22  | 87,26  | 54                                                  | IL 31 (en) (State Street, 8th Street) – Elgin                                                                              | Indiqué sortie 54A (sud) et 54B (nord); péage sortie direction ouest et entrée direction est                                                                                    |
| Limite Kane–Cook                                                                     | Elgin             | 55,95  | 90,04  | 56                                                  | IL 25 (en) (Dundee Avenue)                                                                                                 | Péage sortie direction ouest et entrée direction est |
| Cook                                                                                 | Hoffman Estates   | 57,77  | 92,97  | 58                                                  | Beverly Road | Sortie direction ouest, entrée direction est; péage sortie direction ouest |
| Cook                                                                                 | Hoffman Estates   | 59,31  | 95,45  | 59                                                  | IL 59 (en) (Sutton Road)                                                                                                   | Péage sur les sorties |
| Cook                                                                                 | Hoffman Estates   | 61,81  | 99,47  | 62                                                  | Barrington Road | |
| Cook                                                                                 | Schaumburg        | 65,19  | 104,91 | 65                                                  | Roselle Road | |
| Cook                                                                                 | Schaumburg        | 66,93  | 107,71 | 67                                                  | Meacham Road | Sortie et entrée en direction ouest |
| Cook                                                                                 | Rolling Meadows   | 67,84  | 109,18 | 68                                                  | I-290 est / IL 53 (en) vers I-355 Toll sud / IL 390 (en) – Chicago, Banlieues ouest, Banlieues nord-ouest                  | Indiqué sortie 68A (est / sud) et 68B (nord); péage sortie direction est; terminus ouest de l'I-290                                                                             |
| Cook                                                                                 | Arlington Heights | 70,47  | 113,41 | 70                                                  | Arlington Heights Road | Péage sortie direction est et entrée direction ouest |
| Cook                                                                                 | Des Plaines       | 73,25  | 117,88 | 73                                                  | Elmhurst Road vers IL 83 (en)                                                                                              | Péage sortie direction est et entrée direction ouest |
| Cook                                                                                 | Des Plaines       |        |        | 74                                                  | I-490 Toll sud (Western O'Hare Beltway)                                                                                    | Échangeur en construction |
| Cook                                                                                 | Des Plaines       | 75,80  | 121,99 | 76                                                  | IL 72 (en) (Lee Street) | Sortie direction ouest, entrée direction est |
| Cook                                                                                 | Rosemont          | 76,75  | 123,52 | Poste de péage 17 de Devon Avenue (direction ouest) | Poste de péage 17 de Devon Avenue (direction ouest)                                                                        | Poste de péage 17 de Devon Avenue (direction ouest) |
| Cook                                                                                 | Rosemont          | 77,03  | 123,97 | —                                                   | IL 72 (en) (Higgins Road) / Devon Avenue                                                                                   | Entrée direction ouest seulement |
| Cook                                                                                 | Rosemont          | 77,20  | 124,24 | 77A                                                 | I-294 Toll sud (Tri-State Tollway) – Indiana I-190 ouest (Kennedy Expressway) – O'Hare                                     | Sortie direction est, entrée direction ouest; sortie 1C de l'I-190; sortie 40 de l'I-294 nord                                                                                   |
| Cook                                                                                 | Rosemont          | 77,20  | 124,24 | 77B                                                 | I-294 Toll nord (Tri-State Tollway) – Milwaukee                                                                            | Indiqué sortie 77 en direction ouest; sortie 40B de l'I-294 sud |
| Cook                                                                                 | Rosemont          | 78,20  | 125,85 | Poste de péage 19 de River Road (direction est)     | Poste de péage 19 de River Road (direction est)                                                                            | Poste de péage 19 de River Road (direction est) |
| Cook                                                                                 | Chicago           | 79,28  | 127,59 | 79A-B                                               | IL 171 (en) (Cumberland Avenue)                                                                                            | Indiqué sortie 79A (sud) et 79B (nord); sortie direction ouest via I-190; sortie 79A en direction est via poste de péage                                                        |
| Cook                                                                                 | Chicago           | 78,65  | 126,57 | 79C                                                 | I-190 ouest (Kennedy Expressway) vers I-294 Toll sud (Tri-State Tollway) – O'Hare, Indiana                                 | Sortie direction ouest, entrée direction est; terminus est de l'I-190; terminus sud-est du Jane Addams Memorial Tollway                                                         |
| Cook                                                                                 | Chicago           | 79,99  | 128,73 | 80                                                  | Canfield Road | Sortie direction ouest, entrée direction est |
| Cook                                                                                 | Chicago           | 80,84  | 130,10 | 81A                                                 | IL 43 (en) (Harlem Avenue)                                                                                                 | |
| Cook                                                                                 | Chicago           | 81,14  | 130,58 | 81B                                                 | Sayre Avenue | Sortie direction ouest, entrée direction est |
| Cook                                                                                 | Chicago           | 81,85  | 131,72 | 82A                                                 | Nagle Avenue | Pas de sortie en direction ouest |
| Cook                                                                                 | Chicago           | 82,09  | 132,11 | 82B                                                 | Bryn Mawr Avenue | Sortie direction ouest seulement |
| Cook                                                                                 | Chicago           | 82,31  | 132,47 | 82C                                                 | Austin Avenue vers Foster Avenue                                                                                           | Sortie direction est seulement |
| Cook                                                                                 | Chicago           | 82,79  | 133,24 | 83A                                                 | Foster Avenue | Pas de sortie en direction est |
| Cook                                                                                 | Chicago           | 83,01  | 133,59 | 83B                                                 | Central Avenue | Sortie direction ouest, entrée direction est |
| Cook                                                                                 | Chicago           | 83,71  | 134,72 | 84                                                  | Lawrence Avenue | Vers I-94 en direction est |
| Cook                                                                                 | Chicago           | 84,35  | 135,75 | —                                                   | I-94 ouest (Edens Expressway) – Milwaukee                                                                                  | Terminus ouest du multiplex avec I-94; sortie direction ouest, entrée direction est; terminus ouest des voies express réversibles; sortie 43B de l'I-94                         |
| Cook                                                                                 | Chicago           | 84,77  | 136,42 | 43C                                                 | Montrose Avenue | Sortie direction ouest, entrée direction est |
| Cook                                                                                 | Chicago           | 85,03  | 136,84 | 43D                                                 | Kostner Avenue | Sortie direction ouest seulement |
| Cook                                                                                 | Chicago           | 85,39  | 137,42 | 44A                                                 | IL 19 (en) (Irving Park Road) / Keeler Avenue                                                                              | Pas de sortie en direction ouest |
| Cook                                                                                 | Chicago           | 85,62  | 137,79 | 44B                                                 | IL 19 (en) (Irving Park Road) / Pulaski Road                                                                               | Sortie direction ouest, entrée direction est |
| Cook                                                                                 | Chicago           | 86,34  | 138,95 | 45A                                                 | Addison Street | |
| Cook                                                                                 | Chicago           | 86,77  | 139,64 | 45B                                                 | Kimball Avenue | |
| Cook                                                                                 | Chicago           | 87,08  | 140,14 | 45C                                                 | Belmont Avenue / Kedzie Avenue                                                                                             | Sortie direction ouest, entrée direction est |
| Cook                                                                                 | Chicago           | 87,64  | 141,04 | —                                                   | Sacramento Avenue | Entrée en direction est |
| Cook                                                                                 | Chicago           | 87,79  | 141,28 | 46A                                                 | California Avenue | Sortie direction est, entrée direction ouest |
| Cook                                                                                 | Chicago           | 87,96  | 141,56 | 46B                                                 | Diversey Avenue | Sortie direction ouest, entrée direction est |
| Cook                                                                                 | Chicago           | 88,53  | 142,48 | 47A                                                 | Western Avenue / Fullerton Avenue                                                                                          | Sortie direction ouest, entrée direction est |
| Cook                                                                                 | Chicago           | 89,08  | 143,36 | 47B                                                 | Damen Avenue | Sortie direction ouest, entrée direction est |
| Cook                                                                                 | Chicago           | 89,52  | 144,07 | 48A                                                 | Armitage Avenue | |
| Cook                                                                                 | Chicago           | 90,10  | 145,00 | 48B                                                 | IL 64 (en) (North Avenue)                                                                                                  | |
| Cook                                                                                 | Chicago           | 90,66  | 145,90 | 49A                                                 | Division Street | |
| Cook                                                                                 | Chicago           | 90,91  | 146,31 | 49B                                                 | Augusta Boulevard / Milwaukee Avenue                                                                                       | Sortie direction ouest, entrée direction est |
| Cook                                                                                 | Chicago           | 91,40  | 147,09 | 50A                                                 | Ogden Avenue | Sortie direction est, entrée direction ouest |
| Cook                                                                                 | Chicago           | 91,62  | 147,45 | 50B                                                 | Ohio Street | Terminus est des voies express réversivbles |
| Cook                                                                                 | Chicago           | 92,19  | 148,37 | 51A                                                 | Lake Street | Sortie direction ouest, entrée direction est |
| Cook                                                                                 | Chicago           | 92,27  | 148,49 | 51B                                                 | Randolph Street ouest | |
| Cook                                                                                 | Chicago           | 92,34  | 148,61 | 51C                                                 | Washington Boulevard est                                                                                                   | Sorties seulement |
| Cook                                                                                 | Chicago           | 92,44  | 148,77 | 51D                                                 | Madison Street | |
| Cook                                                                                 | Chicago           | 92,53  | 148,91 | 51E                                                 | Monroe Street | Sortie direction est seulement |
| Cook                                                                                 | Chicago           | 92,62  | 149,06 | 51F                                                 | Adams Street ouest | Sortie direction est, entrée direction ouest |
| Cook                                                                                 | Chicago           | 92,71  | 149,20 | 51G                                                 | Jackson Boulevard est | Sortie direction est, entrée direction ouest |
| Cook                                                                                 | Chicago           | 92,72  | 149,22 | 51H                                                 | I-290 ouest / IL 110 (CKC) (en) ouest (Eisenhower Expressway) – Aurora                                                     | Terminus sud-est de la Kennedy Expressway; terminus nord de la Dan Ryan Expressway; terminus est de l'I‑290 / IL 110                                                            |
| Cook                                                                                 | Chicago           | 92,72  | 149,22 | 51I                                                 | Ida B. Wells Drive – Chicago Loop                                                                                          | Terminus sud-est de la Kennedy Expressway; terminus nord de la Dan Ryan Expressway; terminus est de l'I‑290 / IL 110                                                            |
| Cook                                                                                 | Chicago           | 93,42  | 150,34 | 51J                                                 | Taylor Street / Roosevelt Road                                                                                             | Sortie direction est, entrée direction ouest |
| Cook                                                                                 | Chicago           | 93,57  | 150,59 | 52B                                                 | Roosevelt Road / Taylor Street                                                                                             | Sortie direction ouest, entrée direction est |
| Cook                                                                                 | Chicago           | 94,22  | 151,63 | 52C                                                 | 18th Street | Sortie direction est, entrée direction ouest |
| Cook                                                                                 | Chicago           | 94,48  | 152,05 | 53A                                                 | Canalport Avenue / Cermak Road                                                                                             | Sortie direction ouest, entrée direction est |
| Cook                                                                                 | Chicago           | 94,22  | 151,63 | 53B-C                                               | I-55 sud (Stevenson Expressway) – Saint-Louis I-55 nord (Stevenson Expressway) / 22nd Street – Lake Shore Drive, Chinatown | Indiqué sortie 53B (sud) et 53C (nord) en direction ouest; sortie 292 et 293B de l'I-55; terminus ouest des voies express                                                       |
| Cook                                                                                 | Chicago           | 96,16  | 154,75 | 54                                                  | 31st Street | |
| Cook                                                                                 | Chicago           | 96,45  | 155,22 | 55A                                                 | 35th Street | |
| Cook                                                                                 | Chicago           | 96,98  | 156,07 | 55B                                                 | Pershing Road | |
| Cook                                                                                 | Chicago           | 97,44  | 156,81 | 56A                                                 | 43rd Street | |
| Cook                                                                                 | Chicago           | 97,97  | 157,67 | 56B                                                 | 47th Street | |
| Cook                                                                                 | Chicago           | 98,88  | 159,13 | 57                                                  | Garfield Boulevard | |
| Cook                                                                                 | Chicago           | 99,50  | 160,13 | 58A                                                 | 59th Street | Sortie direction ouest, entrée direction est |
| Cook                                                                                 | Chicago           | 100,00 | 160,93 | 58B                                                 | 53rd Street | Sortie direction est, entrée direction ouest |
| Cook                                                                                 | Chicago           | 100,33 | 161,47 | —                                                   | I-94 est (Dan Ryan Expressway) – Indiana                                                                                   | Terminus est du multiplex avec I-94; terminus est des voies express; terminus ouest du Chicago Skyway; sortie direction est, entrée direction ouest; sortie 59A de l'I-94 ouest |
| Cook                                                                                 | Chicago           | 100,33 | 161,47 | 100                                                 | State Street | Sortie direction ouest, entrée direction est |
| Cook                                                                                 | Chicago           | 101,42 | 163,22 | 101                                                 | St. Lawrence Avenue | Sortie direction ouest, entrée direction est |
| Cook                                                                                 | Chicago           | 101,78 | 163,80 | 102                                                 | 73rd Street | Sortie direction ouest, entrée direction est |
| Cook                                                                                 | Chicago           | 103,04 | 165,83 | 103                                                 | Stony Island Avenue nord vers Lake Shore Drive                                                                             | Sortie direction ouest, entrée direction est |
| Cook                                                                                 | Chicago           | 103,93 | 167,26 | —                                                   | Jeffery Boulevard | Entrée en direction est seulement |
| Cook                                                                                 | Chicago           | 104,28 | 167,82 | 104                                                 | 87th Street | Sortie en direction ouest seulement |
| Cook                                                                                 | Chicago           | 104,67 | 168,45 | Poste de péage du Chicago Skyway                    | Poste de péage du Chicago Skyway                                                                                           | Poste de péage du Chicago Skyway |
| Cook                                                                                 | Chicago           | 105,26 | 169,40 | 105                                                 | Anthony Avenue / 92nd Street                                                                                               | Sortie direction est, entrée direction ouest |
| Cook                                                                                 | Chicago           | 105,82 | 170,30 | Pont payant du Chicago Skyway                       | Pont payant du Chicago Skyway                                                                                              | Pont payant du Chicago Skyway |
| Cook                                                                                 | Chicago           | 107,62 | 173,20 | 107                                                 | US 12 / US 20 / US 41 / LMCT (en) (Indianapolis Boulevard) / 104th Street                                                  | Sortie direction est, entrée direction ouest |
| Cook                                                                                 | Chicago           | 107,82 | 173,52 |                                                     | I-90 Toll est / Indiana Toll Road est vers I-80 / I-65 / I-94 – Toledo                                                     | Terminus est du Chicago Skyway; continue en Indiana |
| - Terminus de multiplex - Péage - Accès incomplet - Transition de route - Non-ouvert |                   |        |        |                                                     | | |

### Indiana
| Interstate 90                                     |                     |        |        |                             |                                                                                    |                                               |
| Comté                                             | Municipalité        | mi     | km     | Sortie                      | Intersections / Destinations                                                       | Notes                                         |
| Lake                                              | Hammond             | 0,00   | 0,00   |                             | I-90 Toll ouest / Chicago Skyway ouest – Chicago                                   | Continue en Illinois                          |
| Lake                                              | Hammond             | 0,08   | 0,13   | 0                           | US 12 / US 20 / US 41 / LMCT (en) (Indianapolis Boulevard) – Chicago               | Sortie direction ouest, entrée direction est  |
| Lake                                              | Hammond             | 1,06   | 1,71   | Poste de péage de Westpoint | Poste de péage de Westpoint                                                        | Poste de péage de Westpoint                   |
| Lake                                              | Hammond             | 2,97   | 4,78   | 3                           | SR 912 (en) est (Cline Avenue)                                                     | Sortie direction est, entrée direction ouest  |
| Lake                                              | Hammond             | 4,18   | 6,73   | 5                           | US 41 (Calumet Avenue) – Hammond                                                   |                                               |
| Lake                                              | Gary                | 9,52   | 15,32  | 10                          | US 12 / SR 912 (en) / LMCT (en) (Cline Avenue) – Gary                              |                                               |
| Lake                                              | Gary                | 13,69  | 22,03  | 14A                         | Grant Street                                                                       |                                               |
| Lake                                              | Gary                | 14,54  | 23,40  | 14B                         | SR 53 (en) (Broadway) – Gary Works                                                 |                                               |
| Lake                                              | Gary                | 16,90  | 27,20  | 17                          | I-65 sud – Indianapolis US 12 / US 20 / LMCT (en) (Dunes Highway)                  | Sortie 262 de l'I-65; terminus nord de l'I‑65 |
| Lake                                              | Lake Station        | 20,68  | 33,28  | 21                          | I-80 ouest / I-94 / US 6 / SR 51 (en) – Détroit, Chicago, Des Moines, Lake Station | Terminus ouest du multiplex avec I-80         |
| Porter                                            | Portage             | 23,46  | 37,76  | 23                          | Willowcreek Road                                                                   |                                               |
| Porter                                            | Portage             | 23,95  | 38,54  | Poste de péage de Portage   | Poste de péage de Portage                                                          | Poste de péage de Portage                     |
| Porter                                            | Chesterton          | 30,66  | 49,34  | 31                          | SR 49 (en) – Chesterton, Valparaiso                                                |                                               |
| LaPorte                                           | New Durham Township | 38,91  | 62,62  | 39                          | US 421 – Michigan City, Westville                                                  |                                               |
| LaPorte                                           | Center Township     | 48,80  | 78,54  | 49                          | SR 39 (en) – La Porte                                                              |                                               |
| Saint Joseph                                      | South Bend          | 72,29  | 116,34 | 72                          | US 31 – South Bend, Plymouth, Niles                                                |                                               |
| Saint Joseph                                      | South Bend          | 76,46  | 123,05 | 77                          | SR 933 (en) – South Bend                                                           |                                               |
| Saint Joseph                                      | Harris Township     | 82,64  | 133,00 | 83                          | SR 331 (en) (Capital Avenue) – Mishawaka                                           |                                               |
| Elkhart                                           | Elkhart             | 91,55  | 147,34 | 92                          | SR 19 (en) – Elkhart                                                               |                                               |
| Elkhart                                           | Elkhart             | 95,98  | 154,46 | 96                          | CR 17 – Elkhart                                                                    |                                               |
| Elkhart                                           | Bristol             | 101,12 | 162,74 | 101                         | SR 15 (en) – Bristol, Goshen                                                       |                                               |
| Elkhart                                           | York Township       | 107,21 | 172,54 | 107                         | SR 13 (en) / US 131 nord – Middlebury, Constantine                                 |                                               |
| LaGrange                                          | Howe                | 120,23 | 193,49 | 121                         | SR 9 (en) – Howe, LaGrange, Sturgis                                                |                                               |
| Steuben                                           | Fremont             | 143,53 | 230,99 | 144                         | I-69 / SR 120 (en) / SR 127 (en) sud – Angola, Fort Wayne, Lansing                 |                                               |
| Steuben                                           | York Township       | 152,50 | 245,42 | Poste de péage d'Eastpoint  | Poste de péage d'Eastpoint                                                         | Poste de péage d'Eastpoint                    |
| Steuben                                           | York Township       | 156,28 | 241,51 |                             | I-80 Toll est / I-90 Toll est / Ohio Turnpike est – Toledo                         | Continue en Ohio                              |
| - Terminus de multiplex - Péage - Accès incomplet |                     |        |        |                             |                                                                                    |                                               |

### Ohio
| Interstate 90                                     |                         |                     |                     | | | |
| Comté                                             | Municipalité            | mi                  | km                  | Sortie                                                                                                 | Intersections / Destinations                                                                           | Notes |
| Williams                                          | Northwest Township      | 0,00                | 0,00                | | I-80 Toll ouest / I-90 Toll ouest / Indiana Toll Road ouest – Chicago                                  | Continue en Indiana |
| Williams                                          | Northwest Township      | 2,00                | 3,20                | — | SR 49 (en)                                                                                             | |
| Williams                                          | Northwest Township      | 2,70                | 4,30                | Poste de péage de Westgate                                                                             | Poste de péage de Westgate                                                                             | Poste de péage de Westgate |
| Williams                                          | Holiday City            | 13,50               | 21,70               | 13 | SR 15 (en) – Bryan, Montpelier                                                                         | |
| Williams                                          | Brady Township          | 20,80               | 33,50               | Aire de service d'Indian Meadow (direction ouest) Aire de service de Tiffin River (direction est)      | Aire de service d'Indian Meadow (direction ouest) Aire de service de Tiffin River (direction est)      | Aire de service d'Indian Meadow (direction ouest) Aire de service de Tiffin River (direction est)                             |
| Fulton                                            | Franklin Township       | 25,50               | 41,00               | 25 | SR 66 (en) – Archbold, Fayette                                                                         | |
| Fulton                                            | Dover Township          | 34,90               | 46,20               | 34 | SR 108 (en) – Wauseon                                                                                  | |
| Fulton                                            | Pike Township           | 39,80               | 64,10               | 39 | SR 109 (en) – Delta, Lyons                                                                             | |
| Lucas                                             | Monclova Township       | 52,60               | 84,70               | 52 | SR 2 (en) – Swanton, Aéroport de Toledo                                                                | |
| Lucas                                             | Maumee                  | 59,50               | 95,80               | 59 | US 20 vers I-475 / US 23 – Maumee, Toledo, Ann Arbor                                                   | |
| Wood                                              | Rossford                | 64,90               | 104,40              | 64 | I-75 – Toledo, Dayton                                                                                  | Sortie 195 de l'I-75 |
| Wood                                              | Lake Township           | 71,70               | 115,40              | 71 | I-280 nord / SR 420 (en) sud – Toledo, Détroit, Stony Ridge                                            | Sortie 1A de l'I-280 |
| Ottawa                                            | Pas d'intersections     | Pas d'intersections | Pas d'intersections | Pas d'intersections                                                                                    | Pas d'intersections                                                                                    | Pas d'intersections |
| Sandusky                                          | Woodville Township      | 76,90               | 123,80              | Aire de service de Blue Heron (direction ouest) Aire de service de Wyandot (direction est)             | Aire de service de Blue Heron (direction ouest) Aire de service de Wyandot (direction est)             | Aire de service de Blue Heron (direction ouest) Aire de service de Wyandot (direction est)                                    |
| Ottawa                                            | Elmore                  | 81,80               | 131,60              | 81 | SR 51 (en) – Elmore, Woodville, Gibsonburg                                                             | |
| Sandusky                                          | Sandusky Township       | 91,60               | 147,40              | 91 | SR 53 (en) – Fremont, Port Clinton                                                                     | |
| Sandusky                                          | Riley Township          | 100,00              | 160,90              | Aire de service de Erie Islands (direction ouest) Aire de service de Commodore Perry (direction est)   | Aire de service de Erie Islands (direction ouest) Aire de service de Commodore Perry (direction est)   | Aire de service de Erie Islands (direction ouest) Aire de service de Commodore Perry (direction est)                          |
| Erie                                              | Gorton Township         | 110,20              | 177,30              | 110 | SR 4 (en) – Sandusky, Bucyrus                                                                          | |
| Erie                                              | Milan Township          | 118,50              | 190,70              | 118 | US 250 – Sandusky, Norwalk                                                                             | |
| Lorain                                            | Brownhelm Township      | 135,90              | 218,70              | 135 | Baumhart Road vers SR 2 (en) – Vermilion                                                               | SR 2 non-indiqué en direction est                                                                                             |
| Lorain                                            | Amherst Township        | 139,50              | 224,50              | Aire de service de Middle Ridge (direction ouest) Aire de service de Vermillion Valley (direction est) | Aire de service de Middle Ridge (direction ouest) Aire de service de Vermillion Valley (direction est) | Aire de service de Middle Ridge (direction ouest) Aire de service de Vermillion Valley (direction est)                        |
| Lorain                                            | Amherst Township        | 140,60              | 226,30              | 140 | SR 58 (en) – Amherst, Oberlin                                                                          | |
| Lorain                                            | Elyria Township         | 142,80              | 229,80              | — | I-80 Toll est / Ohio Turnpike est – Youngstown                                                         | Terminus est du multiplex avec I-80; sortie direction est, entrée direction ouest; sortie 142 de l'I-80                       |
| Lorain                                            | Elyria Township         | 144,44              | 228,46              | 144 | SR 2 (en) ouest – Lorain, Sandusky                                                                     | Terminus ouest du multiplex avec SR 2; sortie direction ouest, entrée direction est; dernière sortie gratuite direction ouest |
| Lorain                                            | Elyria                  | 145,45              | 234,08              | 145 | SR 57 (en) vers I-80 / Ohio Turnpike – Elyria, Lorain                                                  | |
| Lorain                                            | Sheffield               | 147,91              | 238,04              | 148 | SR 254 (en) – Sheffield, Avon                                                                          | |
| Lorain                                            | Avon                    | 151,13              | 243,22              | 151 | SR 611 (en) – Avon, Sheffield                                                                          | |
| Lorain                                            | Avon                    | 152,83              | 245,96              | 153 | SR 83 (en) – Avon Lake, Avon, North Ridgeville                                                         | |
| Lorain                                            | Avon                    | 154,51              | 248,66              | 155 | Nagel Road – Avon Lake, North Ridgeville, Avon                                                         | |
| Cuyahoga                                          | Westlake                | 155,44              | 250,16              | 156 | Crocker Road, Bassett Road – Bay Village, Westlake, North Olmsted                                      | |
| Cuyahoga                                          | Westlake                | 158,10              | 254,44              | 159 | SR 252 (en) (Columbia Road)                                                                            | |
| Cuyahoga                                          | Westlake                | 159,34              | 256,43              | 160 | Clague Road                                                                                            | Sortie direction ouest, entrée direction est                                                                                  |
| Cuyahoga                                          | Rocky River             | 160,58              | 258,43              | 161 | SR 2 (en) est / SR 254 (en) (Detroit Road)                                                             | Terminus est du multiplex avec SR 2; sortie direction est, entrée direction ouest                                             |
| Cuyahoga                                          | Rocky River             | 161,84              | 260,46              | 162 | Hilliard Boulevard – Rocky River                                                                       | Sortie direction ouest, entrée direction est                                                                                  |
| Cuyahoga                                          | Lakewood                | 162,66              | 261,78              | 164 | McKinley Avenue – Lakewood                                                                             | |
| Cuyahoga                                          | Cleveland               | 163,47              | 263,08              | 165A                                                                                                   | Warren Road                                                                                            | Indiqué sortie 165 en direction est                                                                                           |
| Cuyahoga                                          | Cleveland               | 164,50              | 264,74              | 165B                                                                                                   | Bunts Road / West 140th Street                                                                         | Sortie direction est via sortie 165                                                                                           |
| Cuyahoga                                          | Cleveland               | 165,21              | 265,88              | 166 | West 117th Street                                                                                      | |
| Cuyahoga                                          | Cleveland               | 165,93              | 267,04              | 167 | Vers SR 10 (en) (Lorain Avenue) / West Boulevard                                                       | Sortie direction est, entrée direction ouest                                                                                  |
| Cuyahoga                                          | Cleveland               | 166,63              | 268,16              | 167A                                                                                                   | West 98th Street / West Boulevard                                                                      | Sortie direction ouest, entrée direction est                                                                                  |
| Cuyahoga                                          | Cleveland               | 167,21              | 269,10              | 167B                                                                                                   | SR 10 (en) (Lorain Avenue)                                                                             | Sortie direction ouest, entrée direction est                                                                                  |
| Cuyahoga                                          | Cleveland               | 168,06              | 270,47              | 169 | West 44th Street / West 41st Street                                                                    | |
| Cuyahoga                                          | Cleveland               | 168,83              | 271,71              | 170A                                                                                                   | US 42 (West 25th Street)                                                                               | Sortie direction est, entrée direction ouest                                                                                  |
| Cuyahoga                                          | Cleveland               | 169,21              | 272,32              | — | I-490 est vers I-77                                                                                    | Sortie direction est, entrée direction ouest                                                                                  |
| Cuyahoga                                          | Cleveland               | 169,35              | 272,64              | 170B                                                                                                   | I-71 sud / SR 176 (en) sud – Columbus, MetroHealt                                                      | Terminus nord de l'I-71; SR 176 non indiqué en direction ouest                                                                |
| Cuyahoga                                          | Cleveland               | 170,13              | 273,80              | 171 | West 14th Street / Abbey Avenue                                                                        | Sortie direction ouest, entrée direction est                                                                                  |
| Cuyahoga                                          | Cleveland               | 170,61              | 274,57              | 171 | US 422 (Ontario Street) vers SR 14 (en) / Orange Avenue                                                | Sortie direction est, entrée direction ouest                                                                                  |
| Cuyahoga                                          | Cleveland               | 171,11              | 275,37              | 172A                                                                                                   | East 9th Street                                                                                        | Sortie direction est, entrée direction ouest                                                                                  |
| Cuyahoga                                          | Cleveland               | 171,35              | 275,76              | 172A                                                                                                   | I-77 sud – Akron                                                                                       | Sortie direction ouest, entrée direction est; terminus nord de l'I-77                                                         |
| Cuyahoga                                          | Cleveland               | 171,62              | 276,20              | 172C                                                                                                   | Carnegie Avenue                                                                                        | Sortie direction est seulement                                                                                                |
| Cuyahoga                                          | Cleveland               | 171,85              | 276,57              | 173A                                                                                                   | Prospect Avenue                                                                                        | Pas de sortie en direction est                                                                                                |
| Cuyahoga                                          | Cleveland               | 171,96              | 276,74              | 173B                                                                                                   | Chester Avenue                                                                                         | |
| Cuyahoga                                          | Cleveland               | 172,33              | 277,34              | 173C                                                                                                   | Superior Avenue / St. Clair Avenue                                                                     | |
| Cuyahoga                                          | Cleveland               | 172,87              | 278,21              | 174A                                                                                                   | Lakeside Avenue                                                                                        | Sortie direction est, entrée direction ouest                                                                                  |
| Cuyahoga                                          | Cleveland               | 172,96              | 278,35              | 174B                                                                                                   | SR 2 (en) / LECT (en) ouest – Lakewood, Centre-ville de Cleveland                                      | Terminus ouest du multiplex avec SR 2; virage serré dans les deux directions                                                  |
| Cuyahoga                                          | Cleveland               | 174,33              | 280,56              | 175 | East 55th Street / Marginal Roads                                                                      | |
| Cuyahoga                                          | Cleveland               | 175,31              | 282,13              | 176 | SR 283 (en) ouest (East 72nd Street)                                                                   | Terminus ouest du multiplex avec SR 283                                                                                       |
| Cuyahoga                                          | Cleveland               | 175,71              | 282,78              | 177 | Martin Luther King Jr. Drive / University Circle                                                       | |
| Cuyahoga                                          | Bratenahl               | 177,31              | 285,35              | 178 | Eddy Road – Bratenahl                                                                                  | |
| Cuyahoga                                          | Bratenahl               | 178,52              | 287,30              | 179 | SR 283 (en) / LECT (en) est (Lake Shore Boulevard)                                                     | Terminus est du multiplex avec SR 283; sortie direction est, entrée direction ouest                                           |
| Cuyahoga                                          | Cleveland               | 178,75              | 287,67              | 180 | East 140th Street / East 152nd Street                                                                  | Indiqué sortie 180A (140th Street) et 180B (152nd Street) en direction est                                                    |
| Cuyahoga                                          | Cleveland               | 179,63              | 289,09              | 181 | East 156th Street                                                                                      | Pas de sortie en direction est                                                                                                |
| Cuyahoga                                          | Cleveland               | 180,77              | 290,92              | 182A                                                                                                   | East 185th Street                                                                                      | |
| Cuyahoga                                          | Cleveland               | 181,19              | 291,60              | 182B                                                                                                   | East 200th Street                                                                                      | |
| Cuyahoga                                          | Euclid                  | 181,69              | 292,40              | 183 | East 222nd Street                                                                                      | |
| Cuyahoga                                          | Euclid                  | 183,35              | 295,07              | 184 | SR 175 (en) (East 260th Street) / Babbitt Road                                                         | Indiqué sortie 184A (Babbitt Road) etd 184B (East 260th Street) direction est                                                 |
| Cuyahoga                                          | Euclid                  | 184,11              | 296,30              | 185 | SR 2 (en) est – Painesville                                                                            | Terminus est du multiplex avec SR 2                                                                                           |
| Limite Cuyahoga–Lake                              | Limite Euclid–Wickliffe | 184,84              | 297,47              | 186 | US 20 (Euclid Avenue)                                                                                  | |
| Lake                                              | Wickliffe               | 185,63              | 298,74              | 187 | SR 84 (en) (Bishop Road)                                                                               | |
| Lake                                              | Willoughby Hills        | 187,18              | 301,24              | 188 | I-271 sud – Columbus, Banlieues est                                                                    | Terminus nord de l'I-271 |
| Lake                                              | Willoughby Hills        | 188,22              | 302,91              | 189 | SR 91 (en) – Willoughby Hills, Willoughby                                                              | |
| Lake                                              | Willoughby Hills        | 188,97              | 304,12              | 190 | I-271 sud (Voies express) – Columbus                                                                   | Sortie direction ouest, entrée direction est vers les voies express seulement                                                 |
| Lake                                              | Willoughby              | 192,45              | 309,72              | 193 | SR 306 (en) – Mentor, Kirtland                                                                         | |
| Lake                                              | Mentor                  | 194,25              | 312,62              | 195 | SR 615 (en) (Center Street) – Kirtland Hills, Mentor                                                   | |
| Lake                                              | Concord Township        | 199,50              | 321,06              | 200 | SR 44 (en) – Chardon, Painesville                                                                      | |
| Lake                                              | Leroy Township          | 204,06              | 328,40              | 205 | Vrooman Road                                                                                           | |
| Lake                                              | Madison                 | 211,71              | 340,71              | 212 | SR 528 (en) – Madison, Thompson                                                                        | |
| Ashtabula                                         | Harpersfield Township   | 217,05              | 349,31              | 218 | SR 534 (en) – Geneva                                                                                   | |
| Ashtabula                                         | Austinburg Township     | 222,05              | 357,35              | 223 | SR 45 (en) – Ashtabula, Warren                                                                         | |
| Ashtabula                                         | Plymouth Township       | 227,55              | 366,21              | 228 | SR 11 (en) vers SR 46 (en) – Youngstown, Ashtabula                                                     | |
| Ashtabula                                         | Kingsville Township     | 234,14              | 376,81              | 235 | SR 84 (en) / SR 193 (en) – North Kingsville                                                            | |
| Ashtabula                                         | Conneaut                | 239,81              | 385,94              | 241 | SR 7 (en) – Andover, Conneaut                                                                          | |
| Ashtabula                                         | Conneaut                | 242,91              | 390,93              | | I-90 est – Érié                                                                                        | Continue en Pennsylvanie |
| - Terminus de multiplex - Péage - Accès incomplet |                         |                     |                     | | | |

### Pennsylvanie
| Interstate 90 |                      |       |       |        |                                                                            |                                                                 |
| Comté         | Municipalité         | mi    | km    | Sortie | Intersections / Destinations                                               | Notes                                                           |
| Érié          | Springfield Township | 0,00  | 0,00  |        | I-90 ouest – Cleveland                                                     | Continue en Ohio                                                |
| Érié          | Springfield Township | 3,03  | 4,88  | 3      | US 6N – West Springfield, Cherry Hill                                      |                                                                 |
| Érié          | Springfield Township | 6,17  | 9,93  | 6      | PA 215 (en) – East Springfield, Albion                                     |                                                                 |
| Érié          | Girard Township      | 9,61  | 15,47 | 9      | PA 18 (en) – Girard, Platea                                                |                                                                 |
| Érié          | Fairview Township    | 15,59 | 25,08 | 16     | PA 98 (en) – Fairview, Franklin Center                                     |                                                                 |
| Érié          | McKean Township      | 18,38 | 29,59 | 18     | PA 832 (en) – Presque Isle, Sterrettania                                   |                                                                 |
| Érié          | McKean Township      | 21,91 | 35,27 | 22     | I-79 – Pittsburgh, Érié                                                    | Indiqué sortie 22A (sud) et 22B (nord); sortie 178A-B de l'I-79 |
| Érié          | Summit Township      | 24,37 | 39,21 | 24     | US 19 (Peach Street) – Waterford                                           |                                                                 |
| Érié          | Summit Township      | 26,92 | 43,32 | 27     | PA 97 (en) (State Street) – Waterford                                      |                                                                 |
| Érié          | Millcreek Township   | 29,32 | 47,19 | 29     | PA 8 (en) (Parade Street) – Hammett                                        |                                                                 |
| Érié          | Harborcreek Township | 32,15 | 51,74 | 32     | PA 290 (en) / PA 430 (en) (Bayfront Connector) – Wesleyville, Colt Station |                                                                 |
| Érié          | Harborcreek Township | 34,62 | 55,72 | 35     | PA 531 (en) – Harborcreek, Phillipsville                                   |                                                                 |
| Érié          | Greenfield Township  | 36,52 | 58,77 | 37     | I-86 est – Jamestown                                                       | Terminus ouest de l'I-86; sortie 1A-B de l'I-86                 |
| Érié          | North East Township  | 40,56 | 65,28 | 41     | PA 89 (en) – North East                                                    |                                                                 |
| Érié          | North East Township  | 44,67 | 71,89 | 45     | US 20 – State Line                                                         |                                                                 |
| Érié          | North East Township  | 46,30 | 74,51 |        | I-90 est / New York Thruway est – Buffalo                                  | Continue dans l'État de New York                                |
|               |                      |       |       |        |                                                                            |                                                                 |

### New York
Les bornes de distance pour la section du New York Thruway sont en ordre décroissant jusqu'au mile 0,00 à la sortie 24 du Thruway. À partir de là, les numéros recommencent à augmenter jusqu'au Massachusetts.
Toutes les sorties dans l'État de New York portent des numéros séquentiels.
| Interstate 90                                                           |                                      |        |        |                                                        |                                                                          |                                                                                           |
| Comté                                                                   | Municipalité                         | mi     | km     | Sortie                                                 | Intersections / Destinations                                             | Notes                                                                                     |
| Chautauqua                                                              | Ripley                               | 496,00 | 798,23 |                                                        | I-90 ouest – Érié                                                        | Continue en Pennsylvanie                                                                  |
| Chautauqua                                                              | Ripley                               | 494,92 | 796,50 | 61                                                     | Shortman Road – Ripley                                                   |                                                                                           |
| Chautauqua                                                              | Ripley                               | 488,50 | 788,16 | Poste de péage de Ripley                               | Poste de péage de Ripley                                                 | Poste de péage de Ripley                                                                  |
| Chautauqua                                                              | Westfield                            | 485,00 | 780,53 | 60                                                     | NY 394 (en) – Westfield, Mayville                                        |                                                                                           |
| Chautauqua                                                              | Dunkirk                              | 467,74 | 752,75 | 59                                                     | NY 60 (en) – Dunkirk, Fredonia                                           |                                                                                           |
| Chautauqua                                                              | Hanover                              | 455,54 | 733,12 | 58                                                     | US 20 / NY 5 (en) – Silver Creek, Irving                                 |                                                                                           |
| Érié                                                                    | Evans                                | 446,60 | 718,73 | Aire de service d'Angola                               | Aire de service d'Angola                                                 | Aire de service d'Angola                                                                  |
| Érié                                                                    | Evans                                | 444,87 | 715,95 | 57A                                                    | Eden, Angola                                                             |                                                                                           |
| Érié                                                                    | Hamburg                              | 436,22 | 702,03 | 57                                                     | NY 75 (en) – Hamburg, East Aurora                                        |                                                                                           |
| Érié                                                                    | Hamburg                              | 432,45 | 695,96 | 56                                                     | NY 179 (en) (Mile Strip Road) – Blasdell, Orchard Park                   |                                                                                           |
| Érié                                                                    | Lackawanna                           | 431,15 | 693,87 | Poste de péage de Lackawanna                           | Poste de péage de Lackawanna                                             | Poste de péage de Lackawanna                                                              |
| Érié                                                                    | West Seneca                          | 429,47 | 691,16 | 55                                                     | US 219 – Ridge Road, Lackawanna, West Seneca                             | Sortie direction ouest, entrée direction est pour US 219; sortie complète pour Ridge Road |
| Érié                                                                    | West Seneca                          | 427,94 | 688,70 | 54                                                     | NY 400 (en) / NY 16 (en) – West Seneca, East Aurora                      |                                                                                           |
| Érié                                                                    | Cheektowaga                          | 426,17 | 685,85 | 53                                                     | I-190 – Centre-ville de Buffalo, Canada, Niagara Falls                   |                                                                                           |
| Érié                                                                    | Cheektowaga                          | 424,92 | 683,84 | 52A                                                    | William Street                                                           |                                                                                           |
| Érié                                                                    | Cheektowaga                          | 423,19 | 681,06 | 52                                                     | Walden Avenue – Cheektowaga, Buffalo                                     | Indiqué sortie 52E (est) et 52W (ouest)                                                   |
| Érié                                                                    | Cheektowaga                          | 421,57 | 678,45 | 51                                                     | NY 33 (en) – Buffalo, Aéroport international de Buffalo-Niagara          | Indiqué sortie 51E (est) et 51W (ouest)                                                   |
| Érié                                                                    | Cheektowaga                          | 420,93 | 677,42 | 50A                                                    | Cleveland Drive                                                          | Sortie direction est, entrée direction ouest                                              |
| Érié                                                                    | Limite Cheektowaga–Amherst           | 420,34 | 676,47 | 50                                                     | I-290 – Niagara Falls                                                    |                                                                                           |
| Érié                                                                    | Amherst                              | 418,15 | 672,95 | Poste de péage de Williamsville                        | Poste de péage de Williamsville                                          | Poste de péage de Williamsville                                                           |
| Érié                                                                    | Limite Cheektowaga–Amherst           | 417,27 | 671,53 | 49                                                     | NY 78 (en) – Depew, Aéroport international de Buffalo-Niagara            |                                                                                           |
| Érié                                                                    | Lancaster                            | 411,60 | 662,41 | Aire de service de Clarence (direction ouest)          | Aire de service de Clarence (direction ouest)                            | Aire de service de Clarence (direction ouest)                                             |
| Genesee                                                                 | Pembroke                             | 401,72 | 646,51 | 48A                                                    | NY 77 (en) – Pembroke, Medina                                            |                                                                                           |
| Genesee                                                                 | Pembroke                             | 397,00 | 638,91 | Aire de service de Pembroke (direction est)            | Aire de service de Pembroke (direction est)                              | Aire de service de Pembroke (direction est)                                               |
| Genesee                                                                 | Batavia                              | 390,13 | 627,85 | 48                                                     | NY 98 (en) – Batavia                                                     |                                                                                           |
| Genesee                                                                 | Le Roy                               | 379,10 | 610,10 | Poste de péage                                         | Poste de péage                                                           | Poste de péage                                                                            |
| Genesee                                                                 | Le Roy                               | 378,56 | 609,23 | 47                                                     | I-490 / NY 19 (en) – Le Roy, Rochester                                   |                                                                                           |
| Genesee                                                                 | Le Roy                               | 375,20 | 603,23 | Aire de service d'Ontario (direction ouest)            | Aire de service d'Ontario (direction ouest)                              | Aire de service d'Ontario (direction ouest)                                               |
| Monroe                                                                  | Chili                                | 368,80 | 593,53 | Poste de péage                                         | Poste de péage                                                           | Poste de péage                                                                            |
| Monroe                                                                  | Henrietta                            | 365,30 | 587,89 | Aire de service de Scottsville (direction est)         | Aire de service de Scottsville (direction est)                           | Aire de service de Scottsville (direction est)                                            |
| Monroe                                                                  | Henrietta                            | 362,44 | 583,29 | 46                                                     | I-390 – Rochester, Corning                                               | Sortie 12 de l'I-390                                                                      |
| Monroe                                                                  | Pittsford                            | 358,10 | 576,31 | Poste de péage                                         | Poste de péage                                                           | Poste de péage                                                                            |
| Ontario                                                                 | Victor                               | 350,99 | 564,86 | 45                                                     | I-490 – Rochester, Victor                                                |                                                                                           |
| Ontario                                                                 | Victor                               | 349,20 | 561,98 | Aire de service de Seneca (direction ouest)            | Aire de service de Seneca (direction ouest)                              | Aire de service de Seneca (direction ouest)                                               |
| Ontario                                                                 | Victor                               | 348,00 | 560,05 | Poste de péage                                         | Poste de péage                                                           | Poste de péage                                                                            |
| Ontario                                                                 | Farmington                           | 347,13 | 558,65 | 44                                                     | NY 332 (en) – Canandaigua, Victor                                        |                                                                                           |
| Ontario                                                                 | Manchester                           | 340,70 | 548,30 | Poste de péage                                         | Poste de péage                                                           | Poste de péage                                                                            |
| Ontario                                                                 | Manchester                           | 340,15 | 547,42 | 43                                                     | NY 21 (en) – Manchester, Palmyra                                         |                                                                                           |
| Ontario                                                                 | Manchester                           | 336,90 | 542,19 | Aire de service de Clifton Springs (direction est)     | Aire de service de Clifton Springs (direction est)                       | Aire de service de Clifton Springs (direction est)                                        |
| Ontario                                                                 | Phelps                               | 327,10 | 526,42 | 42                                                     | NY 14 (en) – Geneva, Lyons                                               |                                                                                           |
| Seneca                                                                  | Junius                               | 323,60 | 520,78 | Aire de service de Junius Ponds (direction ouest)      | Aire de service de Junius Ponds (direction ouest)                        | Aire de service de Junius Ponds (direction ouest)                                         |
| Seneca                                                                  | Tyre                                 | 320,41 | 515,65 | 41                                                     | NY 414 (en) – Waterloo, Clyde                                            |                                                                                           |
| Cayuga                                                                  | Montezuma                            | 310,10 | 499,06 | Aire de service de Port Byron (direction est)          | Aire de service de Port Byron (direction est)                            | Aire de service de Port Byron (direction est)                                             |
| Cayuga                                                                  | Brutus                               | 304,19 | 489,55 | 40                                                     | NY 34 (en) – Weedsport, Auburn                                           |                                                                                           |
| Onondaga                                                                | Van Buren                            | 294,60 | 474,11 | Poste de péage                                         | Poste de péage                                                           | Poste de péage                                                                            |
| Onondaga                                                                | Van Buren                            | 291,30 | 468,80 | Aire de service de Warners (direction ouest)           | Aire de service de Warners (direction ouest)                             | Aire de service de Warners (direction ouest)                                              |
| Onondaga                                                                | Van Buren                            | 289,53 | 465,95 | 39                                                     | I-690 / NY 690 (en) – Syracuse, Fulton                                   | Sortie 1 de l'I-690                                                                       |
| Onondaga                                                                | Van Buren                            | 288,80 | 464,78 | Poste de péage                                         | Poste de péage                                                           | Poste de péage                                                                            |
| Onondaga                                                                | Salina                               | 285,95 | 460,19 | 38                                                     | CR 57 – Liverpool, Syracuse                                              |                                                                                           |
| Onondaga                                                                | Salina                               | 283,79 | 456,72 | 37                                                     | Electronics Parkway – Liverpool, Syracuse                                |                                                                                           |
| Onondaga                                                                | Salina                               | 283,40 | 456,09 | Poste de péage                                         | Poste de péage                                                           | Poste de péage                                                                            |
| Onondaga                                                                | Salina                               | 282,93 | 455,33 | 36                                                     | I-81 – Watertown, Binghamton, Aéroport de Syracuse                       | Sortie 25A de l'I-81                                                                      |
| Onondaga                                                                | Salina                               | 281,30 | 452,71 | Poste de péage                                         | Poste de péage                                                           | Poste de péage                                                                            |
| Onondaga                                                                | DeWitt                               | 279,40 | 449,65 | Aire de service de DeWitt (direction est)              | Aire de service de DeWitt (direction est)                                | Aire de service de DeWitt (direction est)                                                 |
| Onondaga                                                                | DeWitt                               | 278,93 | 448,89 | 35                                                     | NY 298 (en) / NY 635 (en) – Syracuse, East Syracuse                      |                                                                                           |
| Onondaga                                                                | DeWitt                               | 277,50 | 446,59 | Poste de péage                                         | Poste de péage                                                           | Poste de péage                                                                            |
| Onondaga                                                                | DeWitt                               | 276,58 | 445,11 | 34A                                                    | I-481 – Syracuse, Oswego, Chittenango                                    | Sortie 6 de l'I-481                                                                       |
| Onondaga                                                                | Manlius                              | 276,10 | 444,34 | Poste de péage                                         | Poste de péage                                                           | Poste de péage                                                                            |
| Madison                                                                 | Sullivan                             | 266,20 | 428,41 | Aire de service de Chittenango (direction ouest)       | Aire de service de Chittenango (direction ouest)                         | Aire de service de Chittenango (direction ouest)                                          |
| Madison                                                                 | Canastota                            | 261,50 | 420,84 | 34                                                     | NY 13 (en) – Canastota, Chittenango                                      |                                                                                           |
| Oneida                                                                  | Verona                               | 252,71 | 406,70 | 33                                                     | NY 365 (en) – Verona, Oneida                                             |                                                                                           |
| Oneida                                                                  | Westmoreland                         | 244,00 | 392,68 | Aire de service d'Oneida (direction est)               | Aire de service d'Oneida (direction est)                                 | Aire de service d'Oneida (direction est)                                                  |
| Oneida                                                                  | Westmoreland                         | 243,37 | 391,67 | 32                                                     | NY 233 (en) – Westmoreland, Rome                                         |                                                                                           |
| Oneida                                                                  | Utica                                | 232,85 | 374,74 | 31                                                     | I-790 / NY 8 (en) / NY 12 (en) vers NY 49 (en) / NY 5 (en) – Utica, Rome |                                                                                           |
| Herkimer                                                                | Schuyler                             | 227,00 | 365,32 | Aire de service de Schuyler (direction ouest)          | Aire de service de Schuyler (direction ouest)                            | Aire de service de Schuyler (direction ouest)                                             |
| Herkimer                                                                | Herkimer                             | 219,70 | 353,57 | 30                                                     | NY 28 – Herkimer, Mohawk                                                 |                                                                                           |
| Herkimer                                                                | Danube                               | 210,62 | 338,96 | 29A                                                    | NY 169 (en) – Little Falls, Dolgeville                                   |                                                                                           |
| Herkimer                                                                | Danube                               | 209,90 | 337,80 | Aire de service d'Indian Castle-Iroquois               | Aire de service d'Indian Castle-Iroquois                                 | Aire de service d'Indian Castle-Iroquois                                                  |
| Montgomery                                                              | Canajoharie                          | 194,10 | 312,37 | 29                                                     | NY 10 (en) / NY 5S (en) – Canajoharie, Sharon Springs                    |                                                                                           |
| Montgomery                                                              | Root                                 |        |        | Centre de bienvenue de Mohawk Valley (direction ouest) | Centre de bienvenue de Mohawk Valley (direction ouest)                   | Centre de bienvenue de Mohawk Valley (direction ouest)                                    |
| Montgomery                                                              | Fultonville                          | 182,17 | 293,17 | 28                                                     | NY 30A (en) – Fultonville, Fonda                                         |                                                                                           |
| Montgomery                                                              | Limite Florida–Amsterdam             | 173,59 | 279,37 | 27                                                     | NY 30 (en) – Amsterdam                                                   |                                                                                           |
| Montgomery                                                              | Florida                              | 171,80 | 276,49 | Aire de service de Mohawk (direction est)              | Aire de service de Mohawk (direction est)                                | Aire de service de Mohawk (direction est)                                                 |
| Montgomery                                                              | Florida                              | 168,20 | 270,69 | Aire de service de Patterson (direction ouest)         | Aire de service de Patterson (direction ouest)                           | Aire de service de Patterson (direction ouest)                                            |
| Schenectady                                                             | Rotterdam                            | 162,22 | 261,07 | 26                                                     | I-890 / NY 5 (en) / NY 5S (en) – Schenectady, Scotia                     |                                                                                           |
| Schenectady                                                             | Rotterdam                            | 161,00 | 259,10 | Poste de péage                                         | Poste de péage                                                           | Poste de péage                                                                            |
| Schenectady                                                             | Rotterdam                            | 158,82 | 255,60 | 25A                                                    | I-88 / NY 7 (en) – Schenectady, Binghamton                               | Terminus est de l'I-88                                                                    |
| Schenectady                                                             | Rotterdam                            | 157,80 | 253,95 | Poste de péage                                         | Poste de péage                                                           | Poste de péage                                                                            |
| Albany                                                                  | Guilderland                          | 153,83 | 247,57 | 25                                                     | I-890 / NY 7 (en) / NY 146 (en) – Schenectady                            |                                                                                           |
| Albany                                                                  | Guilderland                          | 152,80 | 245,91 | Aire de service de Guilderland (direction est)         | Aire de service de Guilderland (direction est)                           | Aire de service de Guilderland (direction est)                                            |
| Albany                                                                  | Limite Albany–Guilderland            | 149,60 | 240,76 | Poste de péage                                         | Poste de péage                                                           | Poste de péage                                                                            |
| Albany                                                                  | Limite Albany–Guilderland            | 148,15 | 238,42 | 24                                                     | I-87 Toll sud / New York Thruway sud – New York                          | L'I-90 quitte le New York State Thruway; terminus ouest du multiplex avec I-87            |
| Albany                                                                  | Limite Albany–Guilderland            | 0,00   | 0,00   | 24                                                     | I-87 Toll sud / New York Thruway sud – New York                          | L'I-90 quitte le New York State Thruway; terminus ouest du multiplex avec I-87            |
| Albany                                                                  | Limite Albany–Guilderland            | 0,10   | 0,16   | 1S                                                     | Vers US 20 (Western Avenue) / Crossgates Mall Road                       |                                                                                           |
| Albany                                                                  | Tripoint Albany–Guilderland– Colonie | 0,10   | 0,16   | 1N                                                     | I-87 nord – Aéroport international d'Albany, Montréal, Saratoga          | Terminus est du multiplex avec I-87; sortie 1E-W de l'I-87;                               |
| Albany                                                                  | Tripoint Albany–Guilderland– Colonie | 0,80   | 1,29   | 2                                                      | Washington Avenue CR 156 (Fuller Road) – Université d'Albany             |                                                                                           |
| Albany                                                                  | Albany                               | 1,85   | 2,98   | 3                                                      | Bureaux d'État                                                           |                                                                                           |
| Albany                                                                  | Albany                               | 2,19   | 3,52   | 4                                                      | NY 85 (en) ouest – Slingerlands, Voorheesville                           |                                                                                           |
| Albany                                                                  | Albany                               | 3,19   | 5,13   | 5                                                      | CR 155 (Everett Road)                                                    |                                                                                           |
| Albany                                                                  | Albany                               | 3,80   | 6,12   | 5A                                                     | Corporate Woods Boulevard                                                |                                                                                           |
| Albany                                                                  | Albany                               | 5,10   | 8,21   | 6                                                      | US 9 / Henry Johnson Boulevard – Loudonville, Arbor Hill                 |                                                                                           |
| Albany                                                                  | Albany                               | 6,16   | 9,91   | 6A                                                     | I-787 – Troy, Albany                                                     | Sortie 5 de l'I-787                                                                       |
| Fleuve Hudson                                                           | Fleuve Hudson                        | 6,41   | 10,32  | Pont de Patroon Island                                 | Pont de Patroon Island                                                   | Pont de Patroon Island                                                                    |
| Rensselaer                                                              | Rensselaer                           | 6,92   | 11,44  | 7                                                      | Washington Avenue – Rensselaer                                           | Sortie direction est, entrée direction ouest                                              |
| Rensselaer                                                              | North Greenbush                      | 7,73   | 12,44  | 8                                                      | NY 43 (en) est – Defreestville                                           |                                                                                           |
| Rensselaer                                                              | East Greenbush                       | 9,47   | 15,24  | 9                                                      | US 4 – East Greenbush, Rensselaer                                        |                                                                                           |
| Rensselaer                                                              | Schodack                             | 13,10  | 21,08  | 10                                                     | CR 54 (Miller Road) – Schodack, East Greenbush                           |                                                                                           |
| Rensselaer                                                              | Schodack                             | 14,51  | 23,35  | 11                                                     | US 9 / US 20 – East Greenbush, Nassau                                    | Indiqué sortie 11W (nord / ouest) et 11E (sud / est) en direction est                     |
| Rensselaer                                                              | Schodack                             | 19,57  | 31,49  | 12                                                     | US 9 – Hudson, Castleton-on-Hudson                                       |                                                                                           |
| Rensselaer                                                              | Schodack                             | 19,99  | 32,17  | Poste de péage de Rensselaer                           | Poste de péage de Rensselaer                                             | Poste de péage de Rensselaer                                                              |
| Rensselaer                                                              | Schodack                             | 20,39  | 32,81  | B1                                                     | Vers I-87 Toll / New York Thruway – New York, Buffalo                    | Berkshire Connector                                                                       |
| Columbia                                                                | Chatham                              | 15,09  | 24,29  | B2                                                     | NY 295 (en) / Taconic State Parkway sud – Chatham, East Chatham, Canaan  | Terminus nord de Taconic State Parkway                                                    |
| Columbia                                                                | Canaan                               | 18,10  | 29,10  | Poste de péage de Canaan                               | Poste de péage de Canaan                                                 | Poste de péage de Canaan                                                                  |
| Columbia                                                                | Canaan                               | 23,27  | 37,45  | B3                                                     | NY 22 (en) – Austerlitz, New Lebanon, West Stockbridge, Stockbridge      |                                                                                           |
| Columbia                                                                | Canaan                               | 24,28  | 39,07  |                                                        | I-90 Toll est / Mass Pike est – Boston                                   | Continue au Massachusetts                                                                 |
| - Terminus de multiplex - Péage - Accès incomplet - Transition de route |                                      |        |        |                                                        |                                                                          |                                                                                           |

### Massachusetts
| Interstate 90             |                  |        |        |                                                                                       |                                                                                       |                                                                                       |
| Comté                     | Municipalité     | mi     | km     | Sortie                                                                                | Intersections / Destinations                                                          | Notes                                                                                 |
| Berkshire                 | West Stockbridge | 0,00   | 0,00   |                                                                                       | I-90 Toll ouest / Berkshire Connector ouest vers I-87 Toll – Albany                   | Continue dans l'État de New York                                                      |
| Berkshire                 | West Stockbridge | 2,74   | 4,40   | 3                                                                                     | Route 41 (en) vers Route 102 (en) – West Stockbridge                                  | Sortie direction ouest, entrée direction est                                          |
| Berkshire                 | Lee              | 8,50   | 13,70  | Aire de service de Lee                                                                | Aire de service de Lee                                                                | Aire de service de Lee                                                                |
| Berkshire                 | Lee              | 10,01  | 16,11  | Poste de péage de Lee                                                                 | Poste de péage de Lee                                                                 | Poste de péage de Lee                                                                 |
| Berkshire                 | Lee              | 10,59  | 17,05  | 10                                                                                    | US 20 – Lee, Pittsfield                                                               |                                                                                       |
| Hampden                   | Blandford        | 26,25  | 42,25  | Poste de péage de Blandford                                                           | Poste de péage de Blandford                                                           | Poste de péage de Blandford                                                           |
| Hampden                   | Blandford        | 29,00  | 46,70  | Aire de service de Blandford                                                          | Aire de service de Blandford                                                          | Aire de service de Blandford                                                          |
| Hampden                   | Westfield        | 40,43  | 65,07  | 41                                                                                    | US 202 / Route 10 (en) – Westfield, Northampton                                       |                                                                                       |
| Hampden                   | Westfield        | 40,86  | 65,76  | Poste de péage de Westfield                                                           | Poste de péage de Westfield                                                           | Poste de péage de Westfield                                                           |
| Hampden                   | West Springfield | 45,74  | 73,61  | 45                                                                                    | I-91 / US 5 – Springfield, Holyoke                                                    | Sortie 11 de l'I-91                                                                   |
| Hampden                   | Chicopee         | 49,04  | 78,92  | 49                                                                                    | Route 33 (en) – Chicopee, Holyoke                                                     |                                                                                       |
| Hampden                   | Chicopee         | 51,15  | 82,32  | 51                                                                                    | I-291 ouest – Springfield, Hartford                                                   | Sortie 7 de l'I-291                                                                   |
| Hampden                   | Ludlow           | 54,78  | 88,16  | 54                                                                                    | Route 21 (en) – Ludlow, Belchertown                                                   |                                                                                       |
| Hampden                   | Ludlow           | 55,60  | 89,50  | Aire de service de Ludlow                                                             | Aire de service de Ludlow                                                             | Aire de service de Ludlow                                                             |
| Hampden                   | Ludlow           | 57,68  | 92,83  | Poste de péage de Ludlow                                                              | Poste de péage de Ludlow                                                              | Poste de péage de Ludlow                                                              |
| Hampden                   | Palmer           | 62,64  | 100,81 | 63                                                                                    | Route 32 (en) vers US 20 – Palmer, Ware                                               |                                                                                       |
| Worcester                 | Warren           | 69,78  | 112,30 | Poste de péage de Warren                                                              | Poste de péage de Warren                                                              | Poste de péage de Warren                                                              |
| Worcester                 | Sturbridge       | 78,30  | 126,01 | 78                                                                                    | I-84 ouest vers US 20 – Sturbridge, Hartford, New York                                | Terminus est de l'I-84                                                                |
| Worcester                 | Charlton         | 80,30  | 129,20 | Aire de service de Charlton (direction est)                                           | Aire de service de Charlton (direction est)                                           | Aire de service de Charlton (direction est)                                           |
| Worcester                 | Charlton         | 83,10  | 133,70 | Poste de péage de Charlton                                                            | Poste de péage de Charlton                                                            | Poste de péage de Charlton                                                            |
| Worcester                 | Charlton         | 83,80  | 134,90 | Aire de service de Charlton (direction ouest)                                         | Aire de service de Charlton (direction ouest)                                         | Aire de service de Charlton (direction ouest)                                         |
| Worcester                 | Auburn           | 90,05  | 144,92 | 90                                                                                    | I-290 est / Route 12 (en) / I-395 sud / US 20 – Auburn, Worcester, Norwich            | Sortie 12 de l'I-290 / I-395                                                          |
| Worcester                 | Millbury         | 93,64  | 150,70 | 94                                                                                    | Route 146 (en) / US 20 / Route 122A (en) – Worcester, Providence                      |                                                                                       |
| Worcester                 | Millbury         | 96,34  | 155,05 | 96                                                                                    | Route 122 (en) – Millbury, Worcester                                                  |                                                                                       |
| Worcester                 | Westborough      | 104,60 | 168,30 | Aire de service de Westborough (direction ouest)                                      | Aire de service de Westborough (direction ouest)                                      | Aire de service de Westborough (direction ouest)                                      |
| Middlesex                 | Hopkinton        | 104,86 | 168,76 | Poste de péage de Hopkinton                                                           | Poste de péage de Hopkinton                                                           | Poste de péage de Hopkinton                                                           |
| Middlesex                 | Hopkinton        | 106,24 | 170,97 | 106                                                                                   | I-495 – Lowell, Portsmouth, Taunton, Cap Cod                                          | Sortie 58 de l'I-495                                                                  |
| Worcester                 | Southborough     | 109,07 | 175,53 | Poste de péage de Southborough                                                        | Poste de péage de Southborough                                                        | Poste de péage de Southborough                                                        |
| Middlesex                 | Framingham       | 111,18 | 178,93 | 111                                                                                   | Route 9 (en) – Framingham, Southborough                                               |                                                                                       |
| Middlesex                 | Framingham       | 113,92 | 183,34 | Poste de péage de Framingham                                                          | Poste de péage de Framingham                                                          | Poste de péage de Framingham                                                          |
| Middlesex                 | Framingham       | 114,40 | 184,10 | Aire de service de Framingham (direction ouest)                                       | Aire de service de Framingham (direction ouest)                                       | Aire de service de Framingham (direction ouest)                                       |
| Middlesex                 | Framingham       | 116,60 | 187,65 | 117                                                                                   | Route 30 (en) – Natick, Framingham                                                    |                                                                                       |
| Middlesex                 | Natick           | 117,60 | 189,30 | Aire de service de Natick Service Plaza / Centre de service Fast Lane (direction est) | Aire de service de Natick Service Plaza / Centre de service Fast Lane (direction est) | Aire de service de Natick Service Plaza / Centre de service Fast Lane (direction est) |
| Middlesex                 | Weston           | 120,21 | 193,46 | Poste de péage de Weston                                                              | Poste de péage de Weston                                                              | Poste de péage de Weston                                                              |
| Middlesex                 | Weston           | 122,60 | 197,31 | 123                                                                                   | I-95 – Portsmouth, Providence                                                         | Sortie direction est, entrée direction ouest; sortie 39B de l'I-95                    |
| Middlesex                 | Weston           | 122,60 | 197,31 | 123A                                                                                  | I-95 – Waltham, Providence                                                            | Sortie direction ouest, entrée direction est; sortie 39B de l'I-95                    |
| Middlesex                 | Weston           | 123,46 | 198,67 | 123B                                                                                  | Vers Route 30 (en) – Weston                                                           | Sortie direction ouest seulement                                                      |
| Middlesex                 | Newton           | 125,21 | 201,50 | 125                                                                                   | Route 16 (en) – West Newton, Wellesley                                                | Sortie direction ouest, entrée direction est                                          |
| Middlesex                 | Newton           | 126,18 | 203,07 | Poste de péage de Newtonville                                                         | Poste de péage de Newtonville                                                         | Poste de péage de Newtonville                                                         |
| Middlesex                 | Newton           | 127,55 | 205,28 | 127                                                                                   | Newton, Watertown                                                                     |                                                                                       |
| Suffolk                   | Boston           | 130,04 | 209,28 | Poste de péage de West Allston                                                        | Poste de péage de West Allston                                                        | Poste de péage de West Allston                                                        |
| Suffolk                   | Boston           | 130,99 | 210,81 | 131                                                                                   | Allston-Brighton, Cambridge                                                           |                                                                                       |
| Suffolk                   | Boston           | 130,99 | 210,81 |                                                                                       | Demi-tour vers Boston                                                                 | Demi-tour en direction ouest seulement                                                |
| Suffolk                   | Boston           | 131,15 | 211,07 | Poste de péage de East Allston                                                        | Poste de péage de East Allston                                                        | Poste de péage de East Allston                                                        |
| Suffolk                   | Boston           | 132,86 | 213,82 |                                                                                       | Route 2A (en) (Massachusetts Avenue)                                                  | Entrée direction ouest seulement                                                      |
| Suffolk                   | Boston           | 132,89 | 213,86 | Terminus ouest du tunnel Prudential                                                   | Terminus ouest du tunnel Prudential                                                   | Terminus ouest du tunnel Prudential                                                   |
| Suffolk                   | Boston           | 133,34 | 214,60 | 133                                                                                   | Dartmouth Street – Prudential Center, Copley Square                                   | Sortie direction est, entrée direction ouest                                          |
| Suffolk                   | Boston           | 133,58 | 214,97 | Terminus est du tunnel Prudential                                                     | Terminus est du tunnel Prudential                                                     | Terminus est du tunnel Prudential                                                     |
| Suffolk                   | Boston           | 133,88 | 215,45 |                                                                                       | Arlington Street                                                                      | Entrée direction ouest seulement                                                      |
| Suffolk                   | Boston           | 134,32 | 216,16 | 134A                                                                                  | South Station                                                                         | Sortie direction est seulement                                                        |
| Suffolk                   | Boston           | 134,32 | 216,16 | 134B                                                                                  | I-93 nord – Concord                                                                   | Sortie direction est seulement; sortie 16 de l'I-93                                   |
| Suffolk                   | Boston           | 134,32 | 216,16 | 134C                                                                                  | I-93 sud – Quincy                                                                     | Sortie direction est, entrée direction ouest; sortie 16 de l'I-93                     |
| Suffolk                   | Boston           | 134,32 | 216,16 | 134                                                                                   | I-93 – Concord, Quincy                                                                | Sortie et entrée en direction ouest                                                   |
| Suffolk                   | Boston           | 134,28 | 216,10 | Tunnel Fort Point Channel sous le canal Fort Point                                    | Tunnel Fort Point Channel sous le canal Fort Point                                    | Tunnel Fort Point Channel sous le canal Fort Point                                    |
| Suffolk                   | Boston           | 134,77 | 216,90 | 135                                                                                   | South Boston                                                                          |                                                                                       |
| Suffolk                   | Boston           | 136,00 | 219,00 | Tunnel Ted Williams sous Boston Harbor                                                | Tunnel Ted Williams sous Boston Harbor                                                | Tunnel Ted Williams sous Boston Harbor                                                |
| Suffolk                   | Boston           | 137,24 | 220,87 | 137                                                                                   | Aéroport Logan                                                                        | Sortie direction est seulement                                                        |
| Suffolk                   | Boston           | 138,15 | 222,33 |                                                                                       | Route 1A (en) nord – Revere                                                           | Terminus est de l'I-90                                                                |
| - Péage - Accès incomplet |                  |        |        |                                                                                       |                                                                                       |                                                                                       |

## Autoroutes reliées

### Dakota du Sud
- Interstate 190

### Illinois
- Interstate 190
- Interstate 290

### Ohio
- Interstate 490

### New York
- Interstate 190
- Interstate 290
- Interstate 390
- Interstate 490
- Interstate 590
- Interstate 690
- Interstate 790
- Interstate 890
- Interstate 990

### Massachusetts
- Interstate 190
- Interstate 290